# Quistinic
Quistinic [kistinik] est une commune du département du Morbihan, dans la région Bretagne, en France.

## Toponymie
La forme la plus ancienne connue date de 1160 et donne Kistinc-Blaguelt, qui veut dire « Quistinic sur Blavet ».
Quistinic, en breton Kistinid, issu de Kistinig ou Kistinid (châtaigneraie), dérivant du breton Kistin (châtaigne), le suffixe collectif -ig ou -id signalant le lieu planté de châtaigniers ou autre suggestion, les landes de Lanvaux étaient connues pour leurs filons d'étain exploités autour de 500 ans avant Jésus Christ, il y aurait pu avoir dans la région de Quistinic de tels gisements, l'étymologie pourrait être Qui-Stinic venant du vieux breton Gwik-Staen-Ig, « bourg de l'étain ».

## Géographie

### Localisation
Quistinic est une commune rurale appartenant au département du Morbihan. Elle dépend de l'arrondissement de Lorient et de la communauté d'agglomération de Lorient Agglomération.
| - Localisation de Quistinic sur une carte des communes du Morbihan. - Carte en couleurs représentant les limites de la commune de Quistinic. |

| Bubry     | Melrand          |                               |
| Lanvaudan | Quistinic        | Blavet Saint-Barthélémy, Baud |
|           | Blavet Languidic |                               |

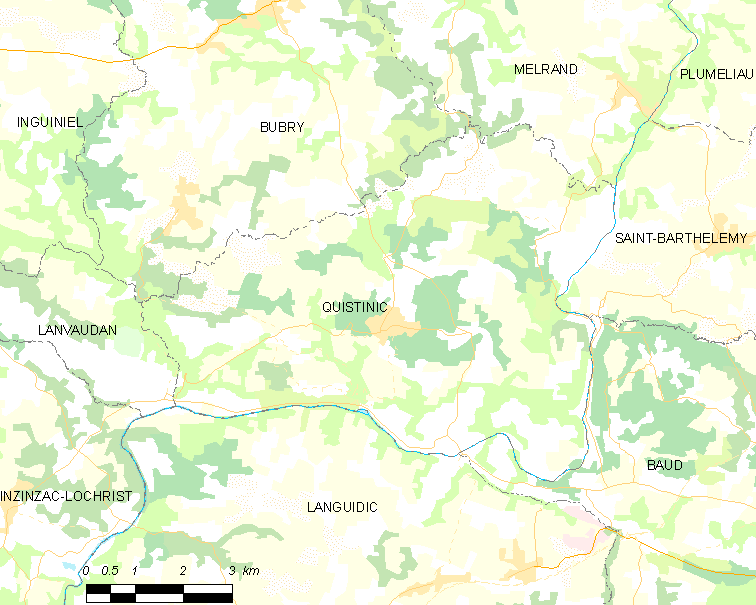
Carte de la commune de Quistinic et des communes avoisinantes.

Le bourg de Quistinic, qui sert de chef-lieu et occupe le centre de la commune, est situé au nord-est de Lorient 24,7 km à vol d'oiseau, au sud-ouest de Pontivy 22,0 km à vol d'oiseau, au nord-ouest de Vannes 39,4 km à vol d'oiseau, à l'ouest de Rennes (110,4 km à vol d'oiseau, à l'est de Quimper 73,2 km à vol d'oiseau et à l'ouest de Paris 418,0 km à vol d'oiseau.

### Relief

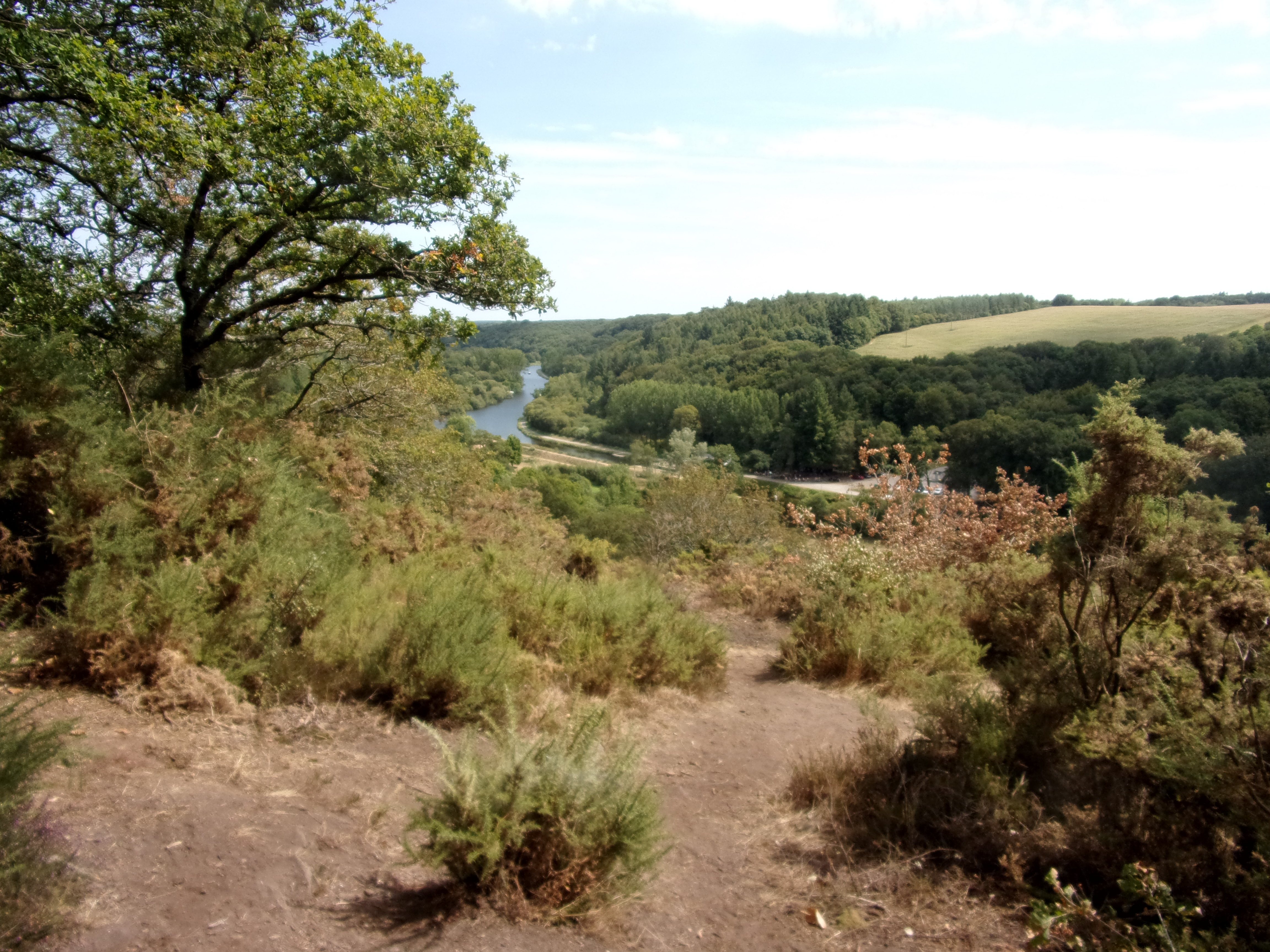
La vallée du Blavet et l'écluse de Minazen depuis les hauteurs de Quistinic.

La commune est vallonnée. Son territoire s'étage entre 20 mètres (fond de la vallée du Blavet à son point le plus bas) et 177 mètres d'altitude (colline de Mané er Lann).
La commune est bordée au sud et à l'est par le Blavet qui décrit un grand coude à l'extrémité sud-est de la commune. Par ailleurs deux affluents du Blavet la bordent : le Brandifrout au nord et le Coët-Organ à l'ouest. Le ruisseau de Coëtano, un affluent du Brandifrout, prolonge la limite communale au nord et le ruisseau du moulin Chauzel, un affluent du Coët-Organ, prolonge la limite communale au nord-ouest.
Le Blavet est canalisé sur cette section de son cours et plusieurs écluses le jalonnent. Ainsi d'amont en aval on rencontre successivement l'écluse de Talhouët puis celle de Saint-Adrien puis celle de Trémorin puis celle de Sainte-Barbe et enfin celle  de Minazen. La rivière passe ainsi de 30 mètres d'altitude à 20 mètres, point le plus bas de la commune. Des bois recouvrent les coteaux.
| - Carte topographique de la commune de Quistinic. |

### Hydrographie
Pour un article plus général, voir Réseau hydrographique du Morbihan.

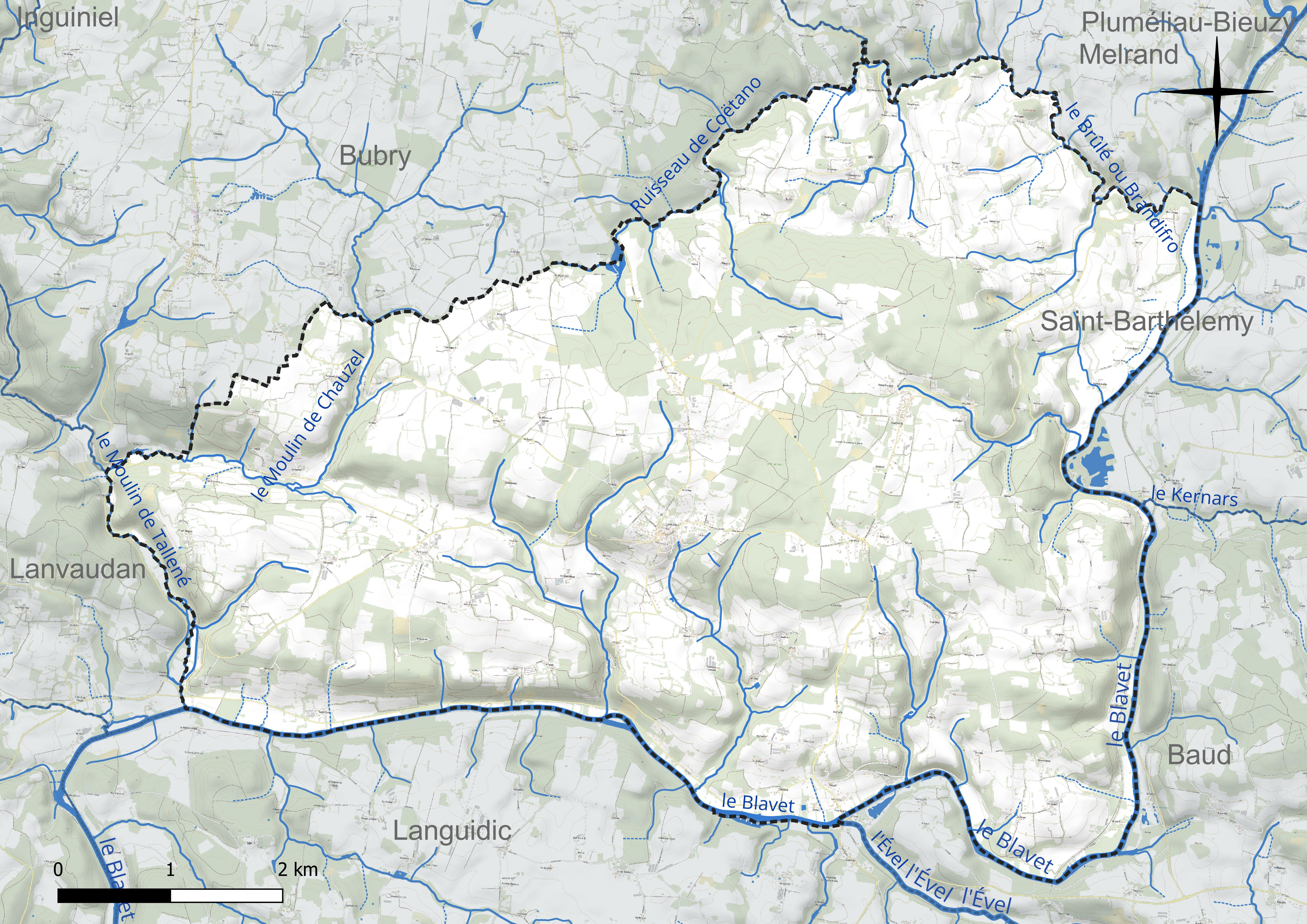
Réseau hydrographique de Quistinic.

La commune est située dans l'agence de bassin Loire-Bretagne. Elle est drainée par le Blavet, l'Evel, le Brûlé ou Brandifro, le Moulin de Tallené, le Kernars, le Moulin de Chauzel, le Moulin de Guervaud, le ruisseau de Coëtano et divers autres petits cours d'eau,.
Le Blavet, d'une longueur de 149 km, prend sa source dans la commune de Bourbriac et un de ses tronçons est utilisé   par le canal de Nantes à Brest en limite de Plélauff et de Gouarec nettement en amont de Quistinic. Ce fleuve côtier, navigable depuis Pontivy, se jette dans l'Océan Atlantique après avoir traversé 31 communes.
L'Ével, d'une longueur de 52 km, prend sa source dans la commune de Réguiny et se jette  dans le Blavet sur la commune, après avoir traversé onze communes.
Le Brandifrout, d'une longueur de 18 km, prend sa source dans la commune de Bubry et se jette  dans le Blavet sur la commune.
Le Moulin de Tallené, d'une longueur de 13 km, prend sa source dans la commune de Inguiniel et se jette  dans le Blavet à Lanvaudan, après avoir traversé quatre communes. Les caractéristiques hydrologiques du Moulin de Tallené [Sebrevet] sont données par la station hydrologique située sur la commune. Le débit moyen mensuel est de 0,844 m3/s. Le débit moyen journalier maximum est de 13,4 m3/s, atteint lors de la crue du 28 janvier 1995. Le débit instantané maximal est quant à lui de 17,4 m3/s, atteint le 12 février 1988.

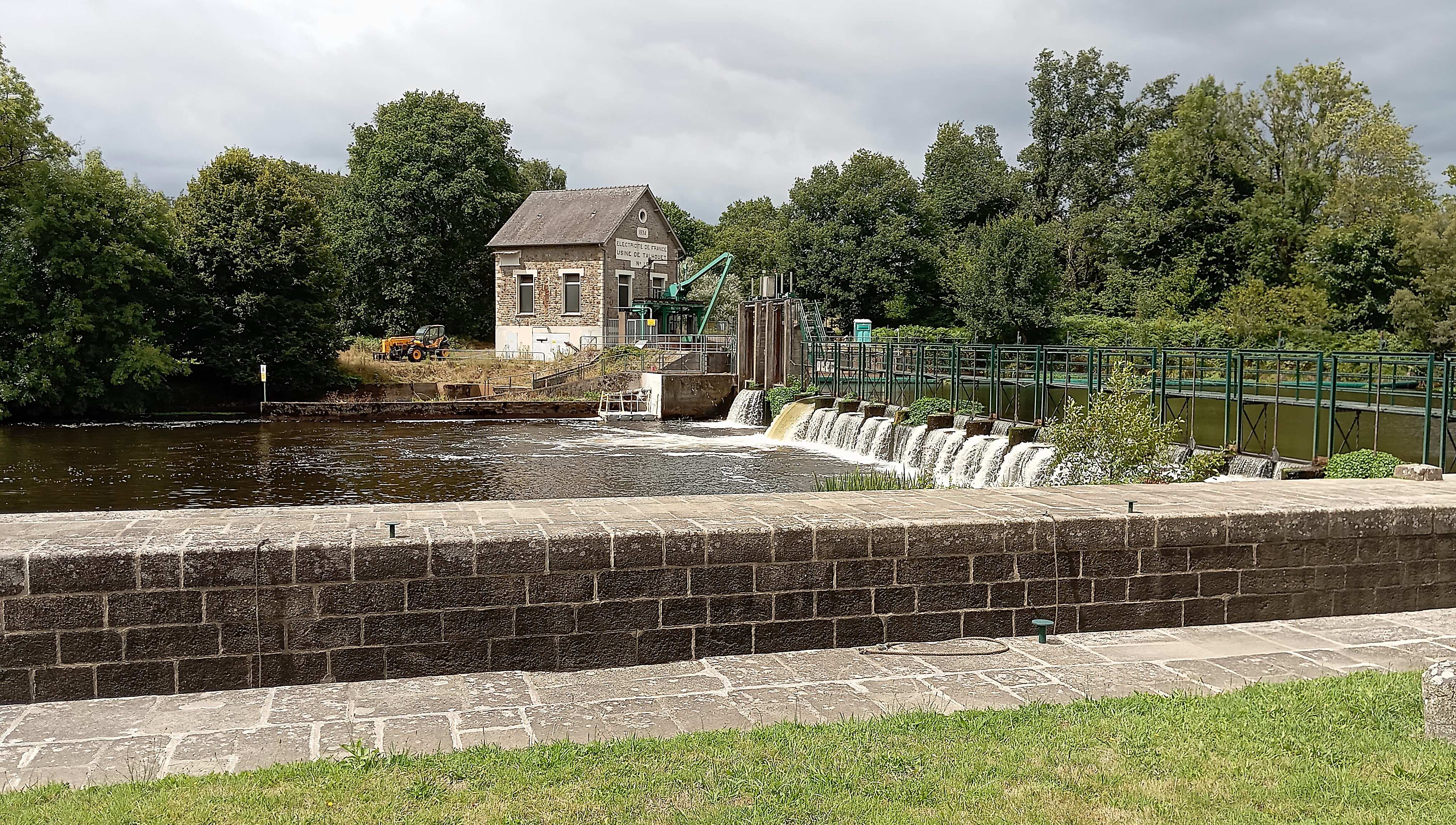
Blavet ː usine hydroélectrique de Talhouët (en Quistinic) vue de puis l'écluse de Talhouët, côté Saint-Barthélemy (Morbihan).
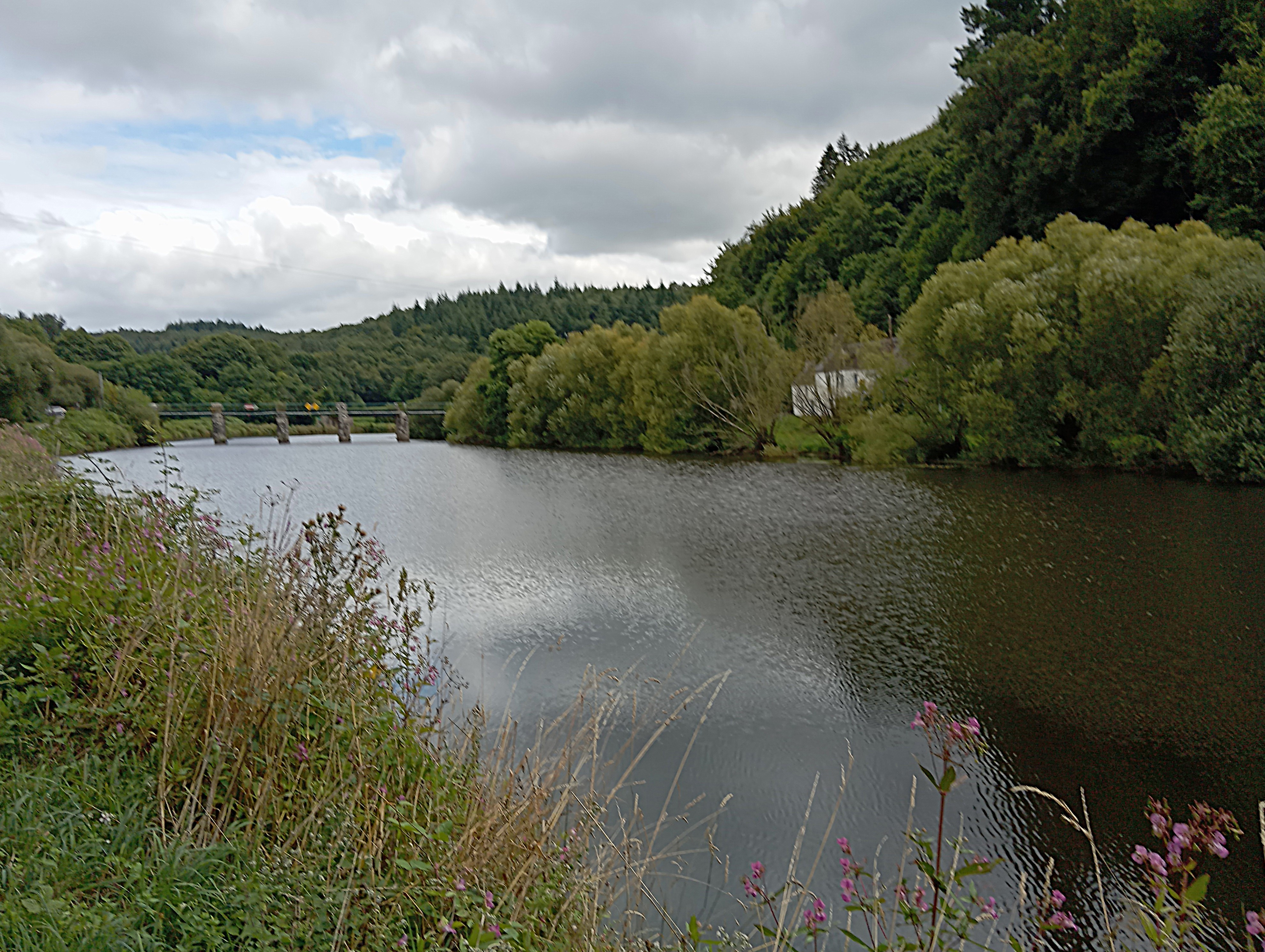
Le Blavet entre Saint-Barthélemy (Morbihan) et Quistinic au niveau du pont routier Saint-Adrien visible à l'arrière-plan.

### Climat
Pour des articles plus généraux, voir Climat de la Bretagne et Climat du Morbihan.
En 2010, le climat de la commune est de type climat océanique franc, selon une étude du CNRS s'appuyant sur une série de données couvrant la période 1971-2000. En 2020, Météo-France publie une typologie des climats de la France métropolitaine dans laquelle la commune est exposée à un climat océanique et est dans la région climatique  Bretagne orientale et méridionale, Pays nantais, Vendée, caractérisée par une faible pluviométrie en été et une bonne insolation. Parallèlement l'observatoire de l'environnement en Bretagne publie en 2020 un zonage climatique de la région Bretagne, s'appuyant sur des données de Météo-France de 2009. La commune est, selon ce zonage, dans la zone « Intérieur », exposée à un climat médian, à dominante océanique.
Pour la période 1971-2000, la température annuelle moyenne est de 11,2 °C, avec une amplitude thermique annuelle de 12,1 °C. Le cumul annuel moyen de précipitations est de 1 086 mm, avec 15,1 jours de précipitations en janvier et 7,8 jours en juillet. Pour la période 1991-2020, la température moyenne annuelle observée sur la station météorologique la plus proche, située sur la commune de Plouay à 15 km à vol d'oiseau, est de 11,8 °C et le cumul annuel moyen de précipitations est de 1 149,0 mm,. Pour l'avenir, les paramètres climatiques de la commune estimés pour 2050 selon différents scénarios d'émission de gaz à effet de serre sont consultables sur un site dédié publié par Météo-France en novembre 2022.

## Urbanisme

### Typologie
Au 1er janvier 2024, Quistinic est catégorisée commune rurale à habitat dispersé, selon la nouvelle grille communale de densité à sept niveaux définie par l'Insee en 2022.
Elle est située hors unité urbaine et hors attraction des villes,.

### Occupation des sols

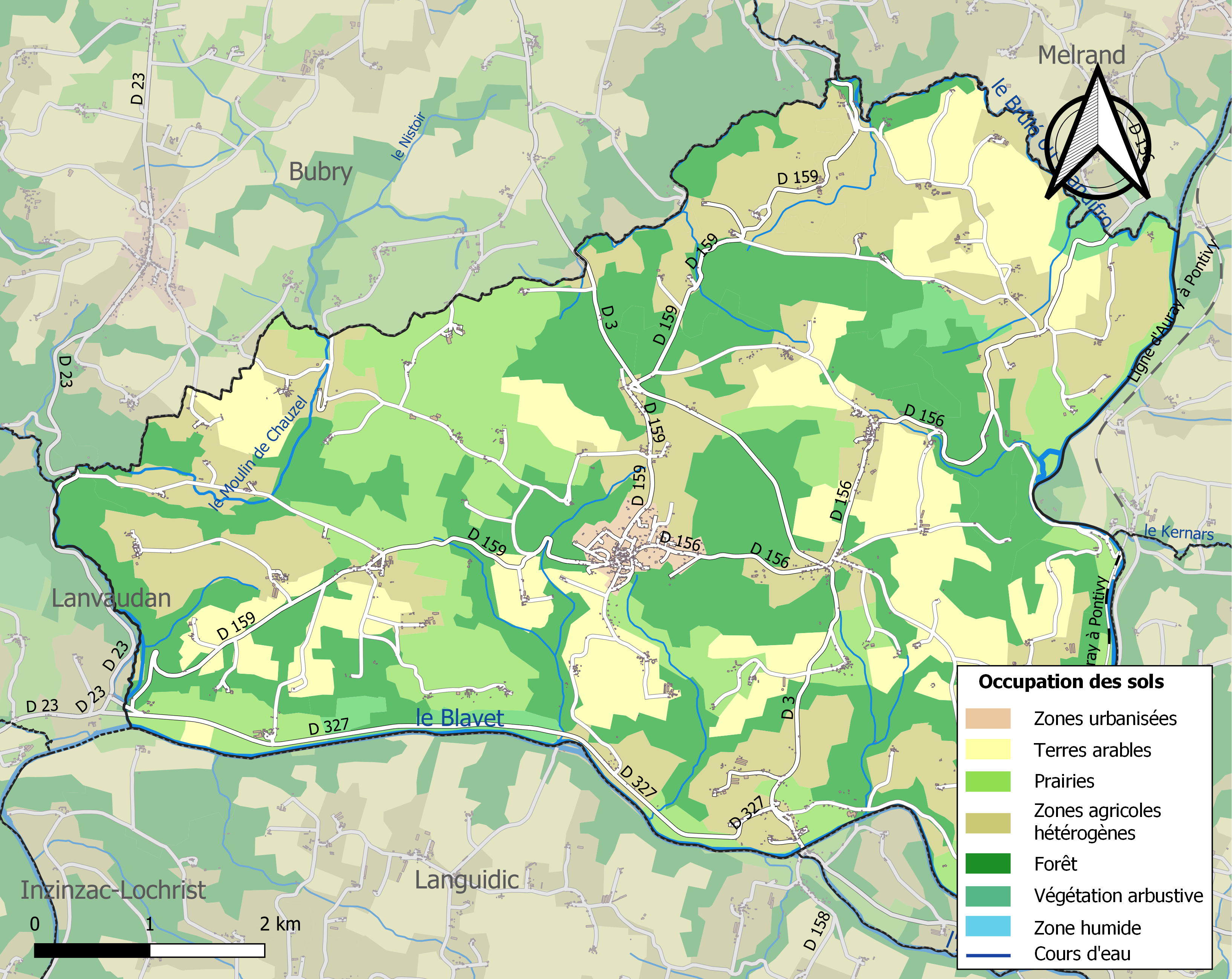
Carte des infrastructures et de l'occupation des sols de la commune de Quistinic en 2018 (CLC).

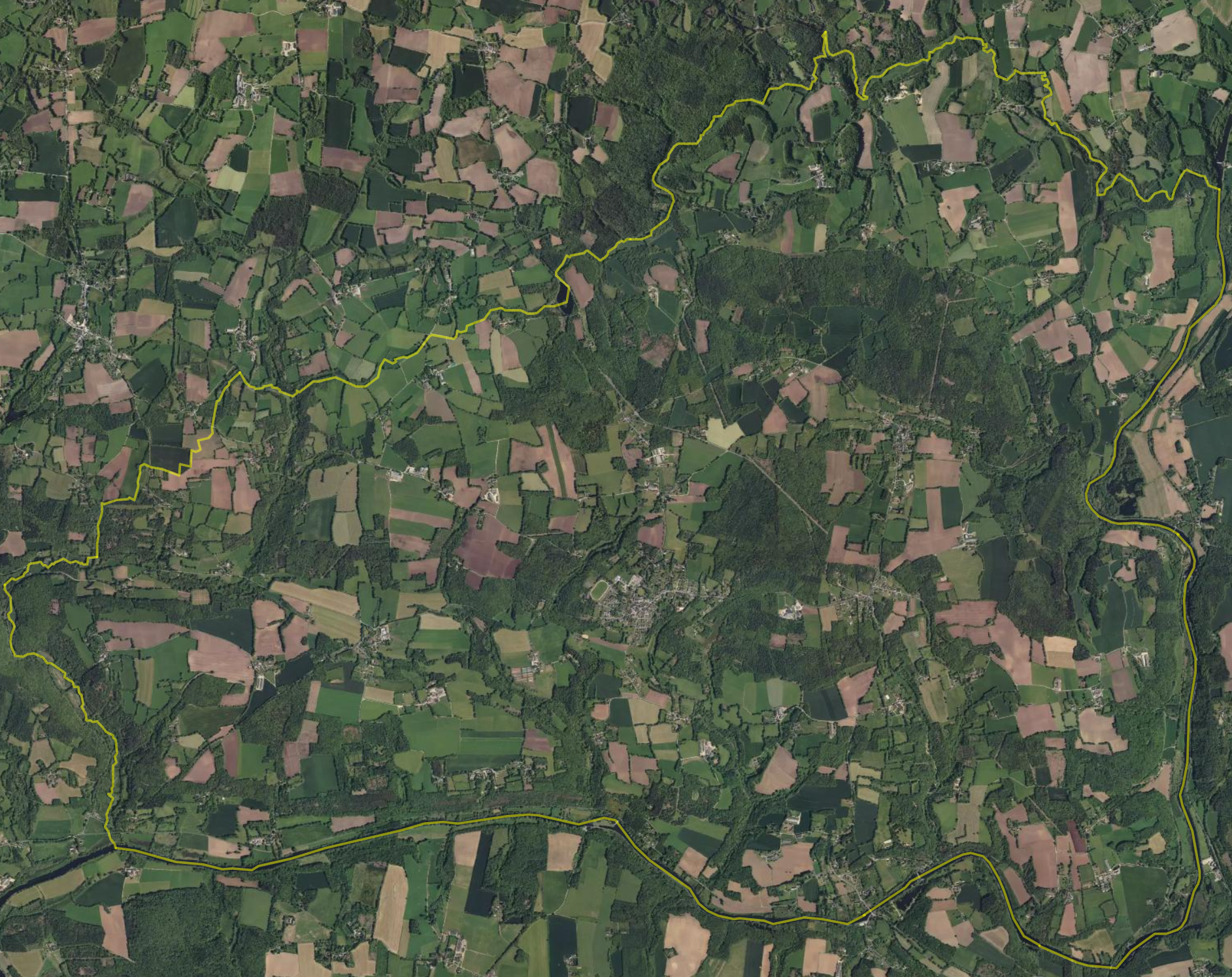
Carte orthophotographique de la commune de Quistinic (limite communale en jaune)..

L'occupation des sols simplifiée de la commune en 2018, telle qu'elle ressort de la base de données européenne d’occupation biophysique des sols Corine Land Cover (CLC), est la suivante : forêts (34,4 %), zones agricoles hétérogènes (25,4 %), prairies (19,0 %), terres arables (17,7 %), végétation arbustive ou herbacée (2,1 %), zones urbanisées (1,1 %).
Le tableau ci-dessous présente l'occupation des sols détaillée de la commune en 2018, telle qu'elle ressort de cette même base.
| Type d’occupation                                                                   | Pourcentage | Superficie (en hectares) |
| ----------------------------------------------------------------------------------- | ----------- | ------------------------ |
| Tissu urbain discontinu                                                             | 1,1 %       | 48                       |
| Terres arables hors périmètres d'irrigation                                         | 17,9 %      | 768                      |
| Prairies et autres surfaces toujours en herbe                                       | 19,0 %      | 812                      |
| Systèmes culturaux et parcellaires complexes                                        | 21,4 %      | 914                      |
| Surfaces essentiellement agricoles interrompues par des espaces naturels importants | 4,1 %       | 174                      |
| Forêts de feuillus                                                                  | 15,0 %      | 643                      |
| Forêts de conifères                                                                 | 12,3 %      | 526                      |
| Forêts mélangées                                                                    | 7,1 %       | 306                      |
| Forêt et végétation arbustive en mutation                                           | 2,1 %       | 90                       |
| Source : Corine Land Cover                                                          |             |                          |

### Habitat et paysages

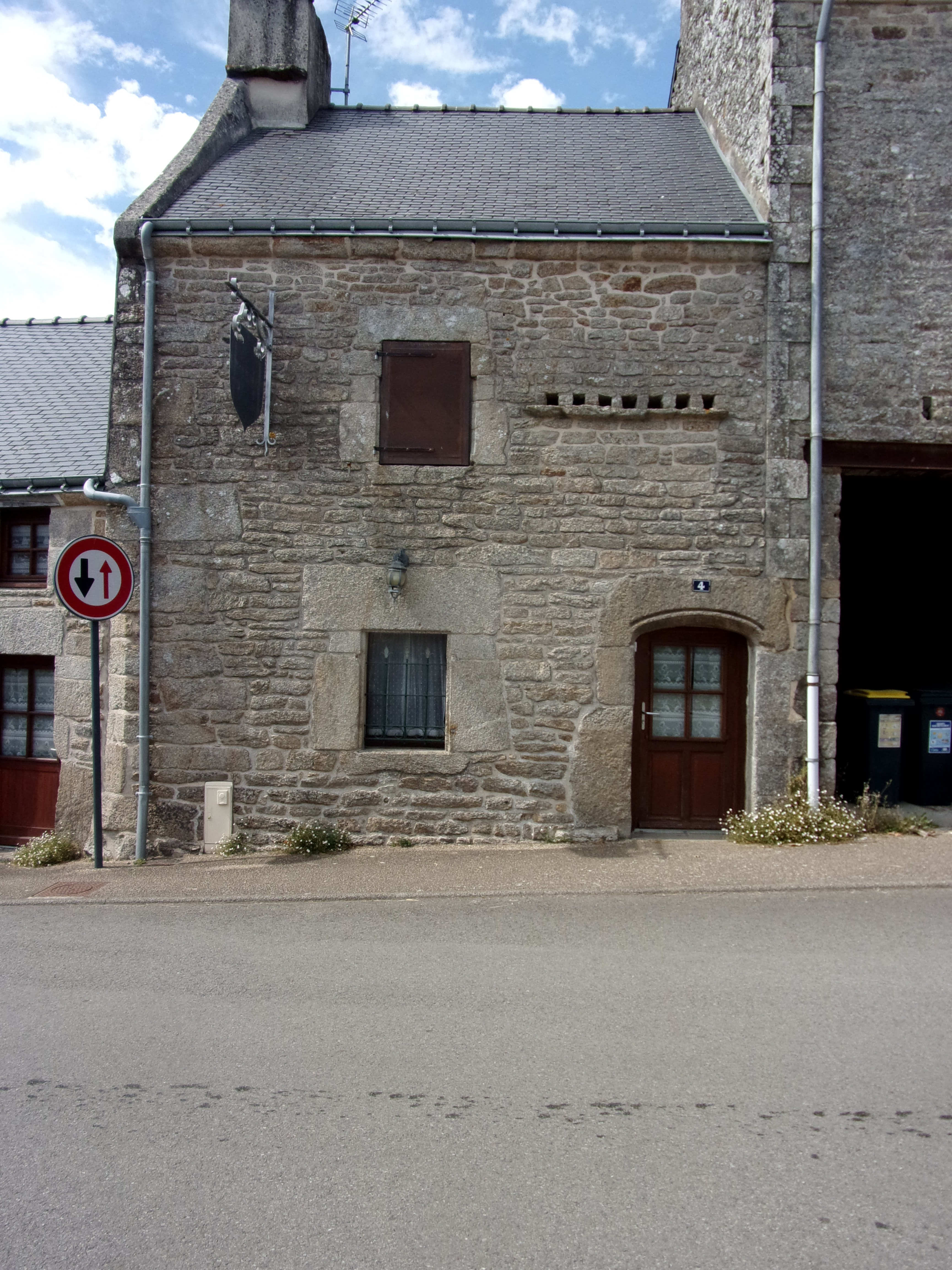
maison du bourg de Quistinic ayant conservée ses niches à pigeons.

La commune de Quistinic possède un habitat ancien relativement bien préservé avec notamment plusieurs manoirs, des maisons de maître et des chaumières.
Le paysage agraire traditionnel est le bocage avec un habitat dispersé en de nombreux écarts formés de hameaux (appelés localement "villages") et fermes isolées.
Les bois sont nombreux, notamment aux alentours du bourg (Lann Quistinic) et sur les versants de la rive droite du Blavet.

### Transports
La ligne ferroviaire d'Auray à Pontivy, qui longe la vallée du Blavet, traverse la partie orientale de la commune depuis le tunnel de Baud au sud jusqu'au pont de Saint-Adrien au nord, mais aucune gare de cette ligne n'est sur le territoire communal.
La commune est à l'écart des grands axes de circulation routière : la route principale traversant la commune est la D 3, qui vient de Baud, entre sur le territoire communal à Pont-Augan et se dirige vers Bubry sans passer par le bourg ; celui-ci est desservi par la D 156, une route secondaire sinueuse qui vient côté nord-est de Bieuzy en passant par le hameau de Locmaria et qui, devenue la D 19, poursuit son trajet vers l'angle sud-est de la commune pour rejoindre la D 23 en direction d'Hennebont. La D 327 longe la rive droite du Blavet de Pont-Augan, passe près du hameau de Saint-Quion, et se dirige vers l'angle sud-ouest de la commune, rejoignant également la D 23.
Le Blavet étant canalisé, plusieurs écluses sont aux limites est et sud de la commune, mais les maisons éclusières étant rive gauche, elles sont sur le territoire des communes limitrophes.

#### Transports en commun
La commune de Quistinic est desservie par le réseau CTRL :
| Ligne | 105 |  | Quistinic - Centre ↔ Languidic - Place Guillerme |

## Histoire

### Préhistoire et Antiquité
Un alignement de menhirs du côté de Kerbelzic et un dolmen à Noteric sont signalés sur des relevés archéologiques du XIXe siècle, mais ont disparu. Des traces d'habitations sont attestées dès l'Âge du fer (le tumulus d’Er Votenn a été fouillé au XIXe siècle ainsi que des tombes au Goslen ; des haches datant du néolithique ont été aussi mises à jour à Kersager).
François-Marie Cayot-Délandre signale un retranchement, entouré d'un fossé (douve) à peu près circulaire à 200 mètres au nord du village de Poblay-le-Ners, ayant un diamètre d'à peu près 45 mètres (probablement un camp romain), et une élévation de terre de forme conique ayant 20 mètres de diamètre et 4 mètres de hauteur, au nord de la route de Baud à Guémené, au point le plus élevé de la commune qu'il identifie probablement à un tumulus.

### Moyen Âge
Historiquement, la commune fait partie du Pays vannetais et est une dépendance de la seigneurie de Kemenet-Héboé. Au XIe ou XIIe siècle, des habitants de Bubry venus défricher les lieux décident de s'y fixer.
En 1339, Alanus Eudonis de Quistinic constitue une rente pour la « fabrique » de l'église.
« Par lettres datées de Hennebont, le 13 septembre 1345, le duc Jean IV donna la terre et seigneurie de Quistinic, tant en fief qu'en domaine, à Jeanne de Belleville, dame de Clisson et de Blain et châtelaine du Pontcallec. En 1400, Kerarvet [appartient] au sieur de Saint-Nouaix ; Guernen-Perennou, à Guillaume Coëtdou ; Kerambarnec, au sieur de Camson » a écrit Jean-Baptiste Ogée.
Au XVe siècle, Isabeau de Quistinic épouse Guillaume de Kerguelen et ont pour descendance : Guillaume de Kerguelen (fils) qui épousa Blanche de Launay et Thibaud de Kerguelen qui épouse Marie du Rusquec, et meurt en 1486.

### LeXVIIIesiècle

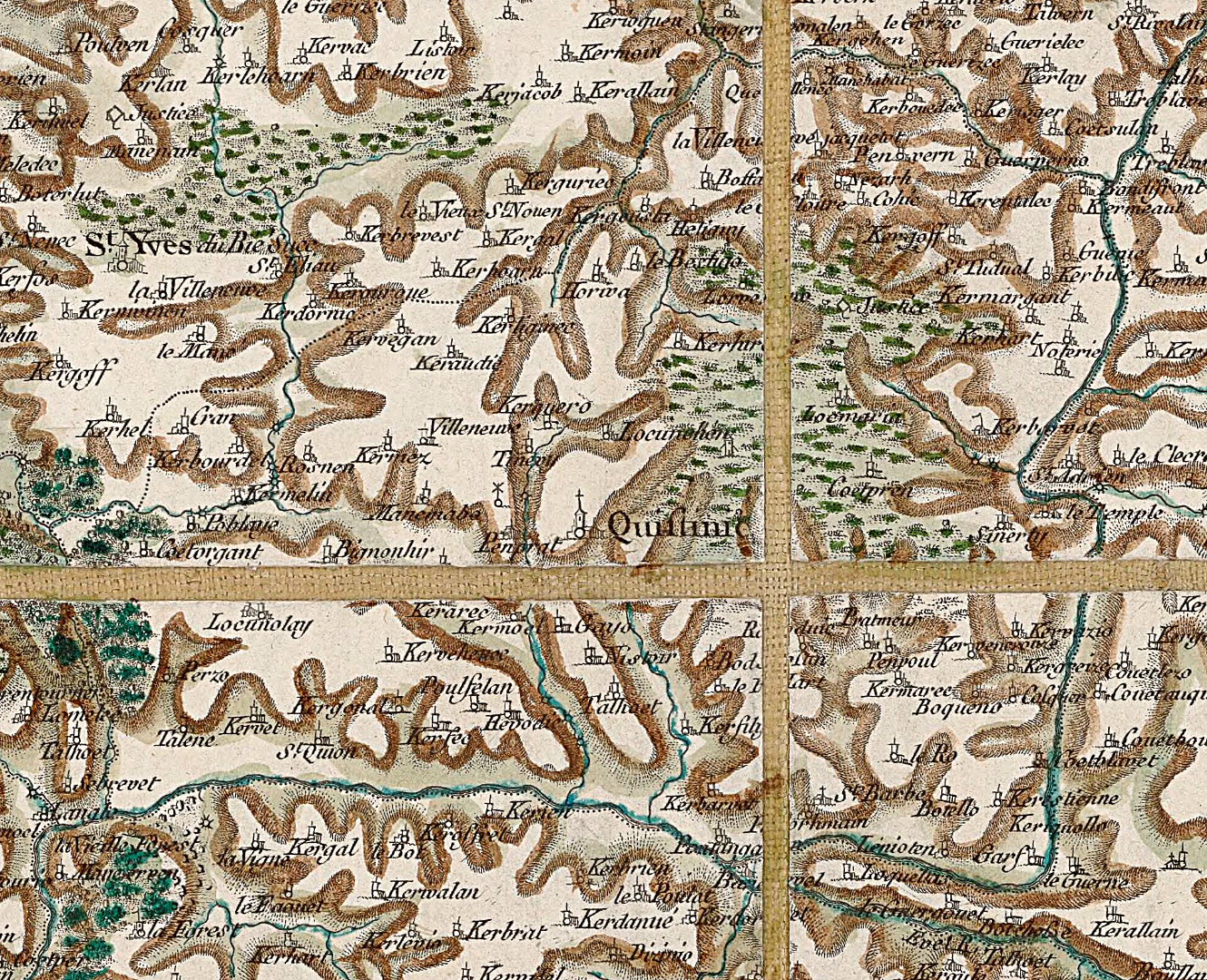
Carte de Cassini de la paroisse de Quistinic (1789).

Jean-Baptiste Ogée décrit ainsi Quistinic en 1778 :

« Quistinic ; à 8 lieues et demie au Nord-Ouest de Vannes, son évêché ; à 24 lieues et demie de Rennes et à 3 lieues de Hennebont, sa subdélégation et son ressort. On y compte 2 000 communiants: la cure est à l'alternative. La rivière de Blavet arrose ce territoire, qui produit du grain, du foin, et du cidre ; on y remarque des landes assez étendues. (..) La haute, moyenne et basse justice de Villeneuve appartient à M. de la Motte- Jacquelot. »

### Révolution française
Quistinic est érigée en commune en 1790 et rattachée au canton de Bubry (au canton de Plouay par la suite en 1801) et au district d'Hennebont.
En 1790, Quistinic comptait 4 prêtres : Étienne Nicolas (recteur depuis 1790), Jean-Louis Célard et Jacques-Vincent Morio (curés [en fait vicaires]) et un prêtre habitué, Jean Olivier. Ces quatre prêtres refusèrent de prêter le serment de fidélité  à la Constitution civile du clergé, devenant donc prêtres réfractaires ; un nouveau curé, prêtre constitutionnel, Pierre Louis Jaffray, fut élu curé de Quistinic le 4 avril 1791, mas « peu d'habitants se présentèrent à l'église lors de l'installation du nouveau curé » et un nouveau vicaire, lui aussi constitutionnel, nommé (Joseph Menguy). Les anciens prêtres réfractaires, restés clandestinement dans la paroisse (Étienne Nicolas au château de La Villeneuve-Jacquelot, Jean- Louis Célard à la chapelle Sainte-Barbe), continuèrent leur ministère à la fureur du nouveau curé constitutionnel qui les dénonca ; l'abbé Morio émigra en Espagne. Le 2 juillet 1794, en pleine Terreur, après avoir été un temps arrêté, le curé Pierre Louis Jaffray fut contraint de renoncer à la prêtrise afin de retrouver sa liberté. Jean Olivier, un autre prêtre très âgé, qui s'était réfugié dans sa maison de Quistinic, fut arrêté fin février 1794, traîné devant le tribunal de Vannes et n'échappa à la condamnation à mort qu'en raison de son grand âge ; emprisonné un temps, puis remis en liberté, il revint à Quistinic où il fut assassiné par la colonne mobile de Baud le 29 décembre 1794. Étienne Nicolas fut finalement arrêté en 1798 et condamné par le tribunal de Vannes à la déportation dans la citadelle de Saint-Martin-de-Ré où il arriva le 2 janvier 1799 et y décéda le 1er septembre 1799 ; Jean Louis Célard, resté caché dans le village du Botello, non loin de la chapelle Sainte-Barbe, jusqu'à la fin de la Révolution, mourut le 19 novembre 1802.
La chapelle Saint-Yves, « située en pleine campagne, desservie par des chemins quasi-impraticables et connus des seuls usagers (...) devint le rendez-vous des prêtres [ réfractaires ] de Bubry, de Quistinic, de Lanvaudan, d'Inguiniel. On continuera d'y célébrer la messe les dimanches et jours de fête et, à l'occasion des grandes solennités, des foules nombreuses venaient accomplir leurs devoirs religieux ». Dès le 15 mars 1793 les autorités municipales de Quistinic (« lesdits Jaffray et Flambeau ») supplient le directoire du district d'Hennebont d'envoyer une force armée « pour se saisir de ces fanatiques » qui viennent faire leurs Pâques à la chapelle Saint-Yves et le 18 mai 1793 un détachement d'une trentaine d'hommes, mis à la disposition de Jaffray, nommé commissaire pour la circonstance, se rendit à la chapelle Saint-Yves, mais ne parvint à arrêter personne, même si Jean Le Goff, prêtre de Bubry, y avait officié clandestinement le matin même. Le 24 mai 1793, jour de foire à Saint-Yves, les Bubriates qui soutenaient les Chouans, menacèrent et houspillèrent les « patriotes » de Quistinic.
Le moulin de la Villeneuve est incendié en mai 1793.
Le chef chouan Nicolas dit Colas du Resto fut arrêté dans les marais de Réguiny en décembre 1794. Selon Louis Urbain Bruë il était « un des principaux agitateurs des districts de Josselin et Pontivy ».

### LeXIXesiècle

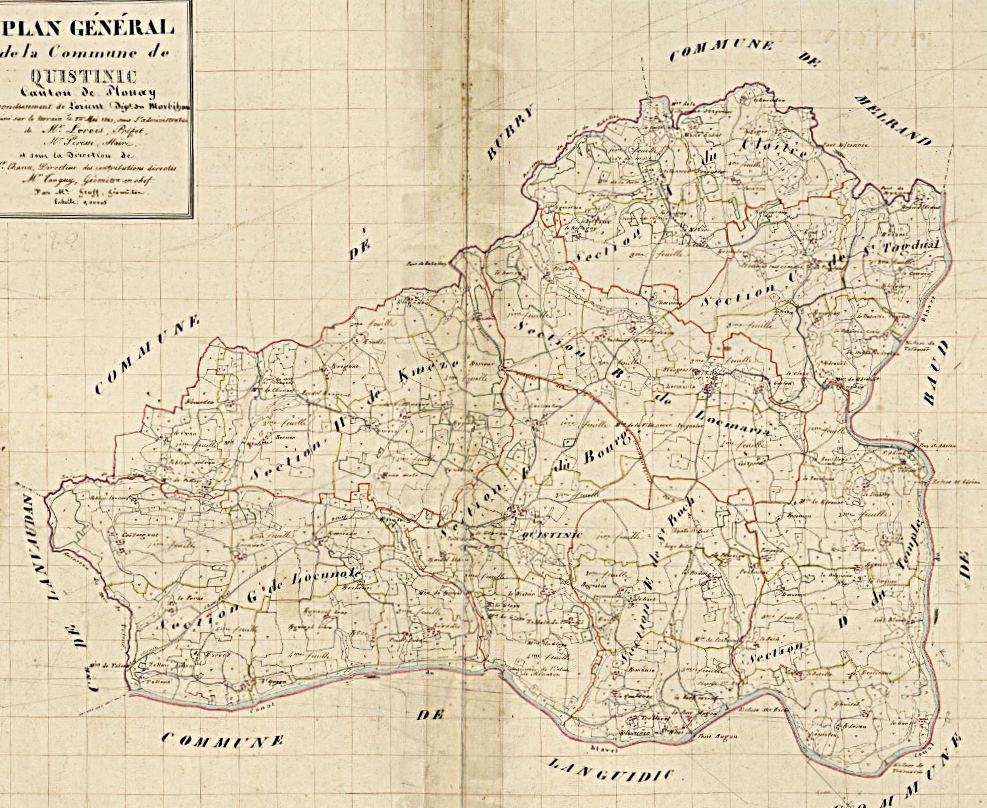
Quistinic ː le plan cadastral de 1843 (tableau d'assemblage).

Des travaux sont entrepris pour canaliser le cours du Blavet et le rendre propre à la navigation alors que la France subit le blocus maritime imposé par les Anglais. Dès 1804 les écluses et le chemin de halage sont construits. En 1815, on érige les déversoirs verticaux. Au départ le Blavet est un torrent de 25 cm de profondeur, à la fin du XIXe siècle il atteint 1,62 mètre de profondeur.
A. Marteville et P. Varin, continuateurs d'Ogée, décrivent ainsi Quistinic en 1853 :

« Quistinic : commune formée de l'ancienne paroisse de ce nom ; aujourd'hui succursale. Il y a assemblée à Saint-Mathurin le premier dimanche de mai. Géologie : constitution granitique. On parle le breton. »

Les trois cloches actuelles de l'église paroissiale (baptisées Jeanne Prudence, Anne Joséphine et Maries Mathurine) ont mises en place en 1884. Thomas Marec, alors maire, créa le nouveau cimetière communal et une nouvelle mairie.
L'épidémie de variole qui frappa la région entre 1887 et 1889 fit, pour la seule année 1888, 218 malades (dont 71 morts) à Quistinic.

### LeXXesiècle

#### La Belle Époque
En août 1902 une épidémie de dysenterie sévit à Quistinic.
Quistinic a été desservi par une gare, situé à Pont-Augan, de la ligne de chemin de fer à voie métrique des Chemins de fer du Morbihan allant de Plouay à Locminé via Baud, ouverte le 14 septembre 1902 et fermée le 11 mars 1947. Pont-Augan était aussi un port fluvial où le bois, la pierre et le charbon (ce dernier provenant du Pays de Galles) étaient débarqués des chalands puis étaient acheminés par train vers d’autres destinations.

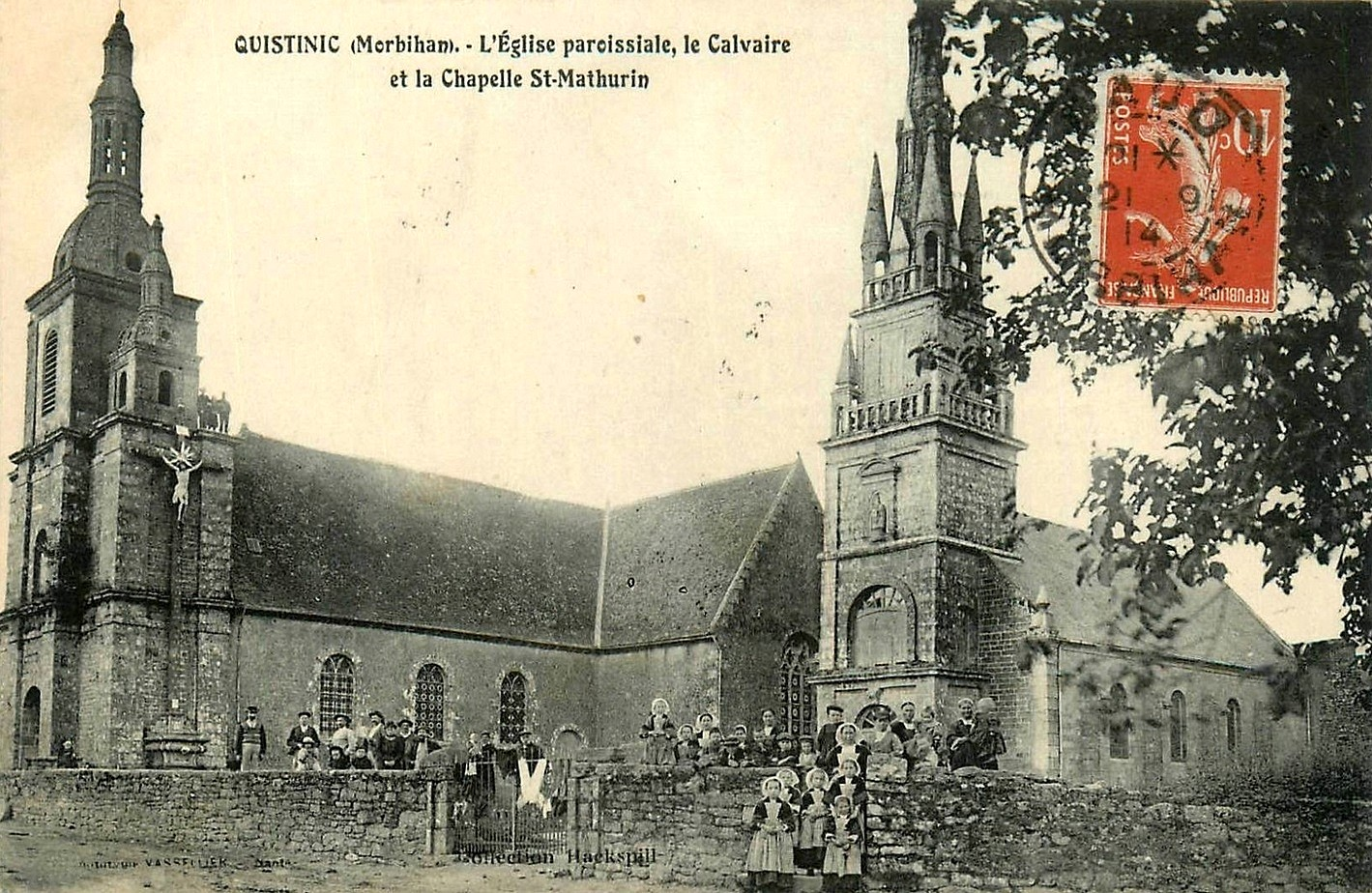
Quistinic ː l'église paroissiale, le calvaire et la chapelle Saint-Mathurin au début du XXe siècle (carte postale).
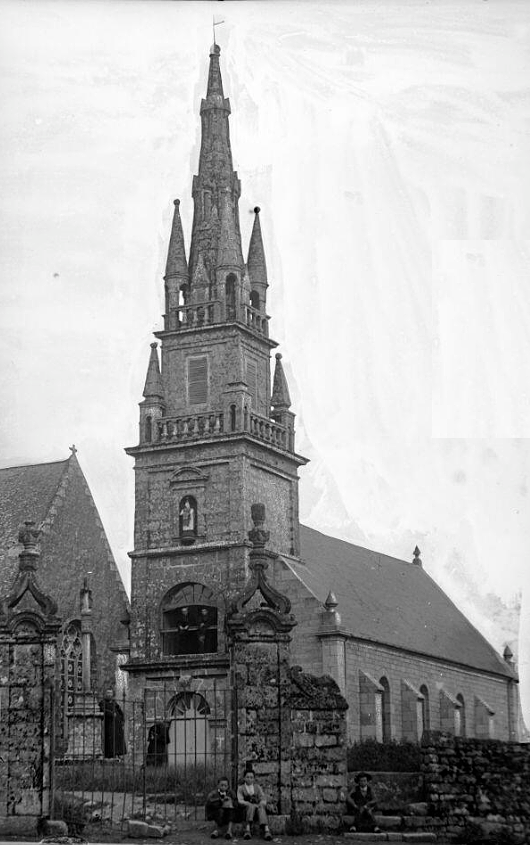
L'église paroissiale Saint-Pierre au début du XXe siècle.
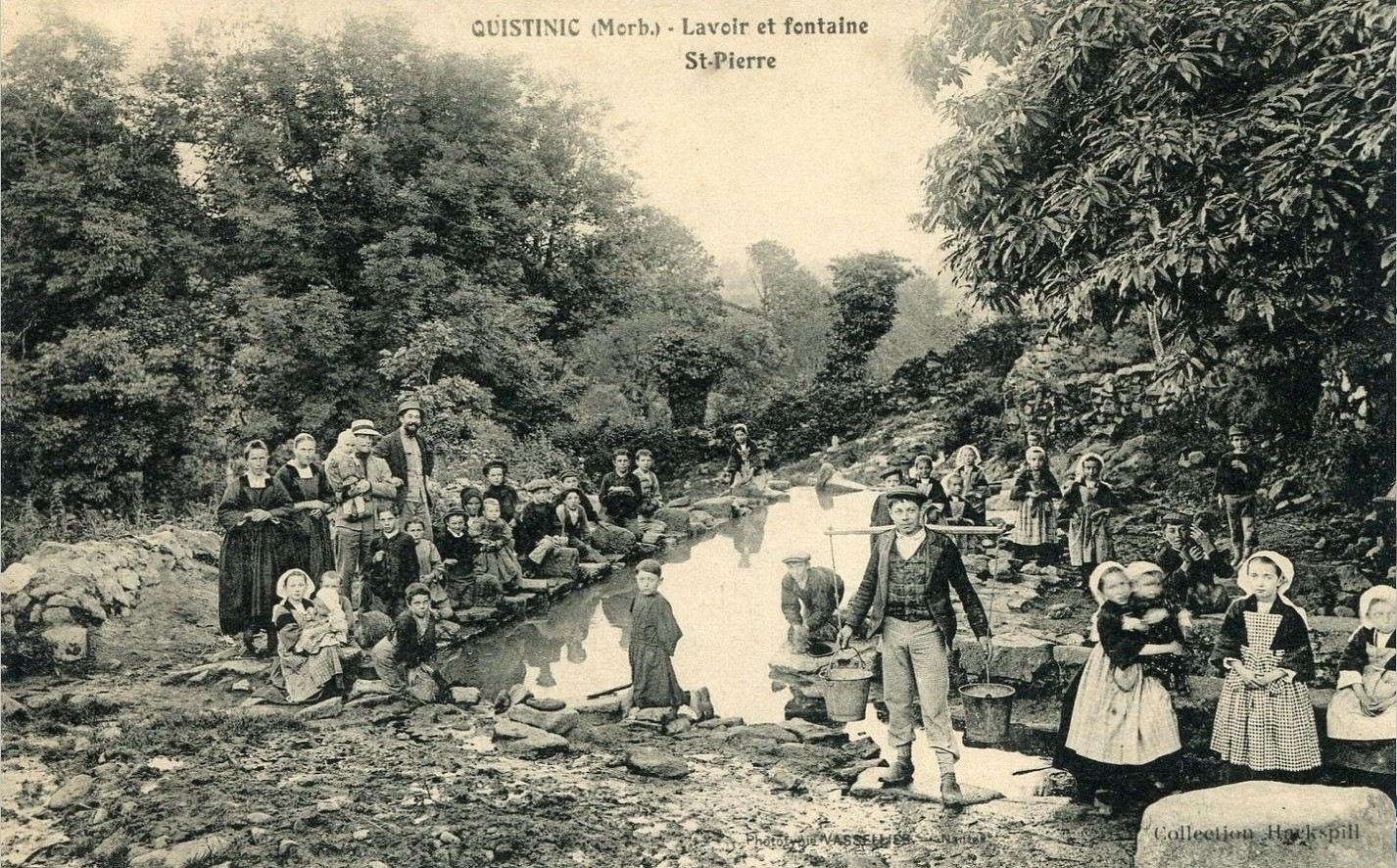
Le lavoir et la fontaine Saint-Pierre au début du XXe siècle (carte postale).

Le 15 mars 1906, lors des inventaires des biens d'église, l'abbé Guyomar, recteur de la paroisse, se vit dresser procès-verbal pour avoir autorisé l'affichage d'une pancarte à la porte principale de l'église portant ces mots : « Défense aux voleurs de rentrer », et à la porte du cimetière, qui entourait l'église, une autre pancarte : « Défense aux cambrioleurs d'entrer ici » et pace qu'un drapeau tricolore portait sur son fond blanc une couronne royale et un glaive entouré de fleurs de lys.
Les maisons, qui étaient couvertes de chaume, du village de Botfaux en Quistinic, furent toutes détruites par le feu dans la nuit du 23 au 24 février 1909 : l'eau manquant, il fallut se rendre assez loin pour prendre de l'eau avec des barriques afin de combattre le feu et seuls quelques bâtiments servant de dépendances purent être sauvés ; un octogénaire fut gravement brûlé. Les incendies étaient alors fréquents, par exemple deux fermes, également couvertes de chaume, du village de Bodestin avaient déjà été détruites par le feu début mars 1905.
En 1912 le jeu de soule était encore pratiqué à Quistinic malgré les interdictions des autorités en raison de sa dangerosité.

#### La Première Guerre mondiale

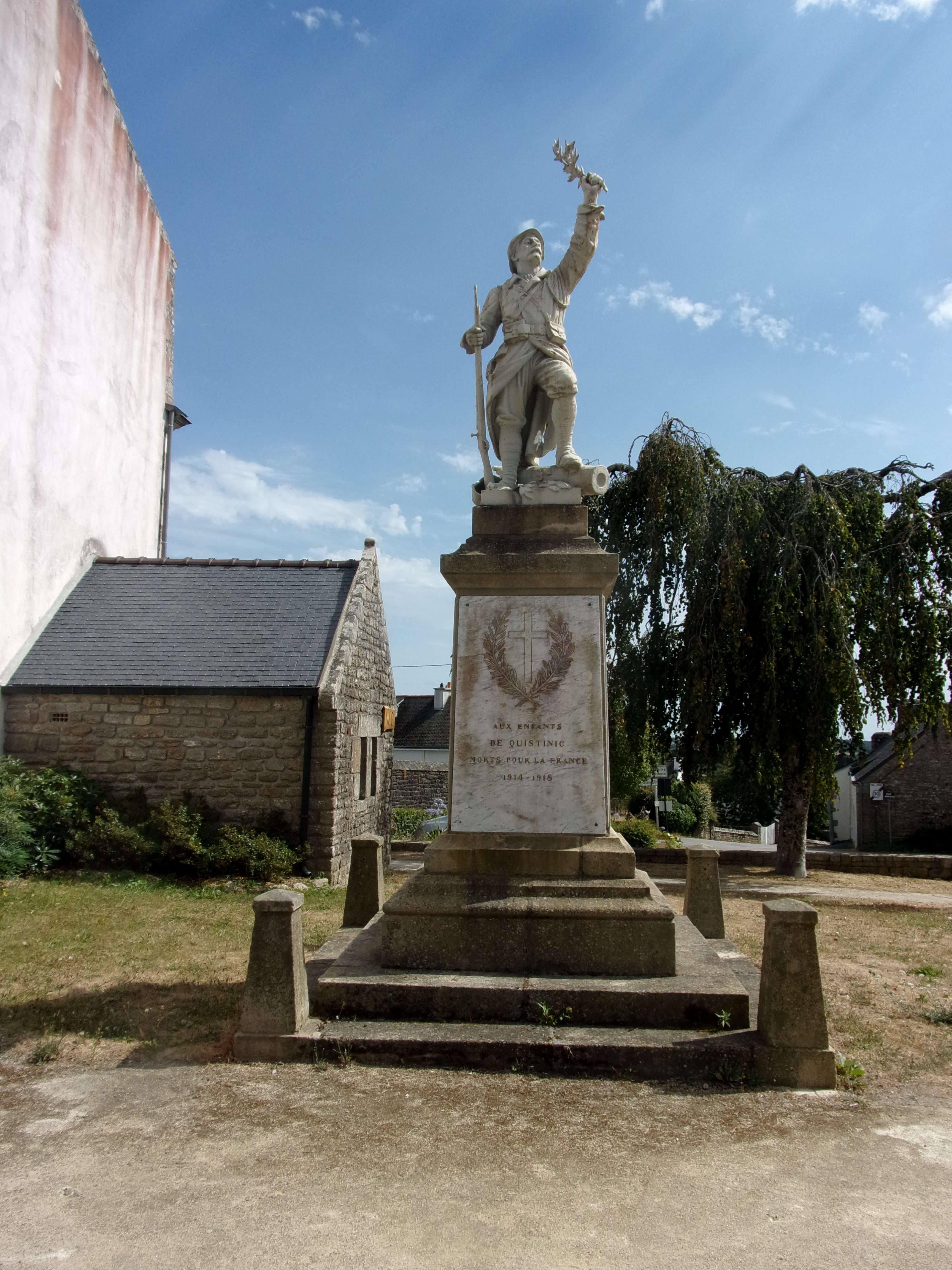
Monument aux morts de Quistinic.

Le monument aux morts de Quistinic porte les noms de 133 soldats morts pour la France pendant la Première Guerre mondiale. Le premier à être tombé sur le champ d'honneur est Germain Le Roux le 22 août 1914 à Maissin en Belgique. Il est suivi par Jean Mathurin Evanno qui tombe sur le champ d'honneur le lendemain à Namur aussi en Belgique; parmi eux 4 sont morts en Belgique ; 1 (Mathurin Philippe) est mort en Macédoine du Nord ; 1 (Pierre Mathurin Philippe) est mort en Roumanie ; et 1 (Pierre Marie Le Bruchec) est mort en captivité en Allemagne ; la plupart des autres sont décédés sur le sol français dont les 3 frères Jean Marie, Mathurin Louis et Valentin Marie Cocoual et les 3 frères Louis, Pierre et Pierre-Marie Le Govic.

Liste partielle des morts pour la France de la commune lors de la Première Guerre mondiale sur le monument aux morts.

#### L'Entre-deux-guerres
Jean Ehouarne est mort pour la France le 7 septembre 1920 à Aïntab en Turquie lors de la Campagne de Cilicie (Armée du Levant).
La décision d'ériger un monument aux morts est prise par le conseil municipal de Quistinic le 29 mai 1921 ; le lieu choisi est le cimetière qui entourait alors l'église paroissiale ; le monument, qui a la forme d'un pilier commémoratif en granite placé sur un piédestal et entouré de 4 bornes, est construit par les frères Piquet, entrepreneurs à Hennebont, et achevé en janvier 1922 ; une plaque sur sa façade avant porte l'inscription : "Aux enfants de Quistinic morts pour la France 1914-1918", surmontée d'une croix latine entourée de deux palmes entrecroisées ; le monument est surmonté d'une statue due au sculpteur Élie Le Goff, de Saint-Brieuc, représentant un soldat tenant dans son bras levé une palme ; sur ses autres façades, le monument porte sur des plaques les noms des morts de la commune lors des diverses guerres du XXe siècle.

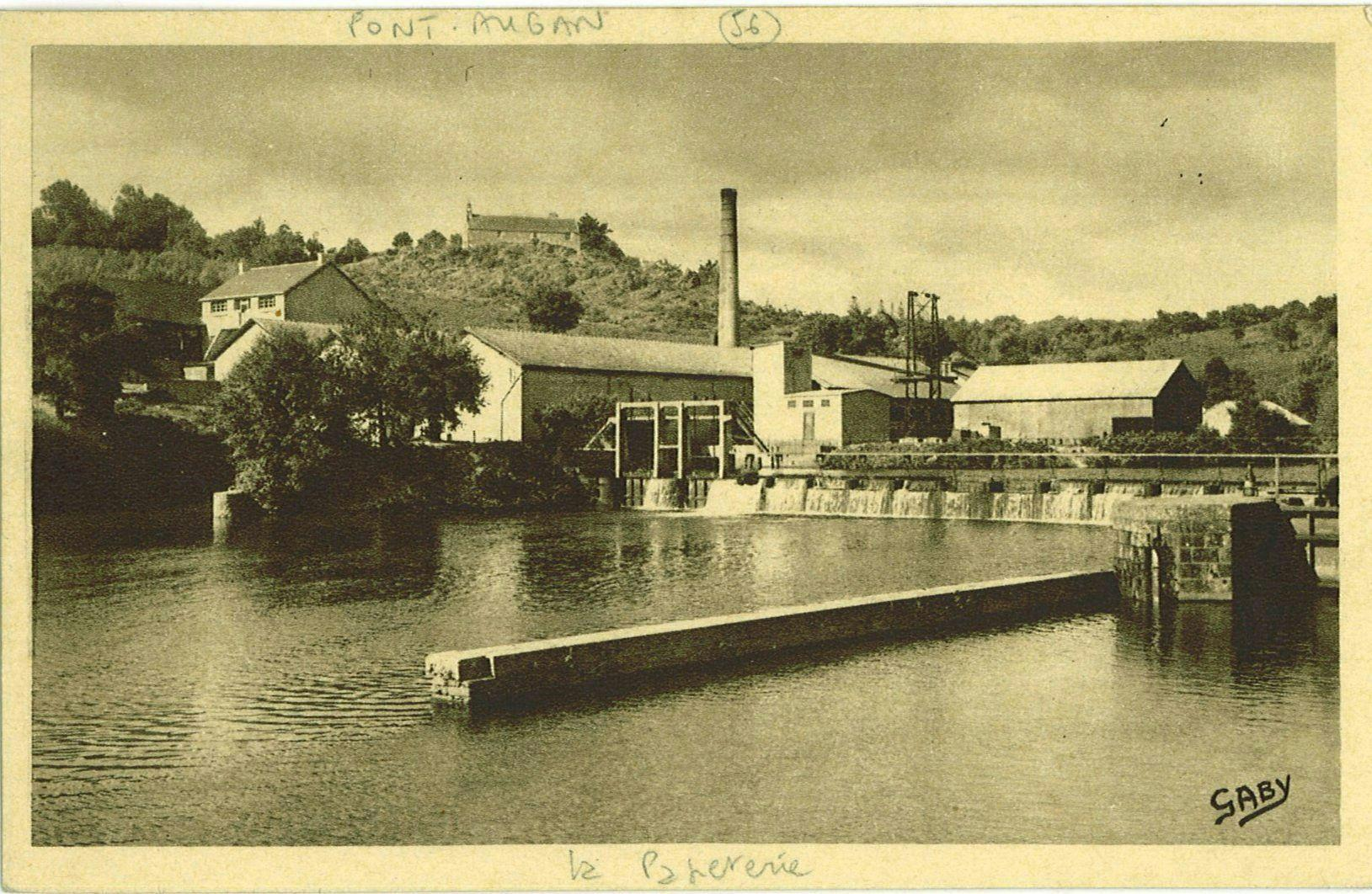
La papeterie de Pont-Augan en bordure du Blavet vers 1925.

Dans la décennie 1920, André Lejeune construit une papeterie sur les rives du Blavet à Pont-Augan, mais sur le territoire de la commune de Baud. Cette usine a regroupé, dans les années les plus fastes, jusqu’à 70 ouvriers, le plus souvent issus des villages avoisinants. L’usine offre du travail et procure une richesse économique notable ; le hameau de Pont-Augan vit en totale indépendance, en se distinguant des trois communes sur lesquels il est à cheval (Quistinic pour les parties situées au nord et à l’ouest du Blavet, Baud à l’est au niveau de l’Evel, Languidic au sud), même si Pont-Augan n'est jamais parvenu à  devenir une commune indépendante. Pont-Augan disposait de la chapelle Sainte-Barbe ( où deux prêtres officiaient), d'une école (école Sainte-Barbe), d'une gare (qui permettait de se rendre aisément à Lorient).

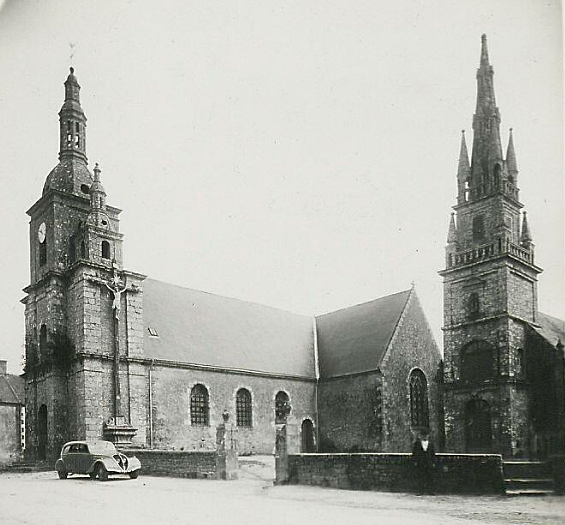
Église et chapelle du bourg vers 1930.
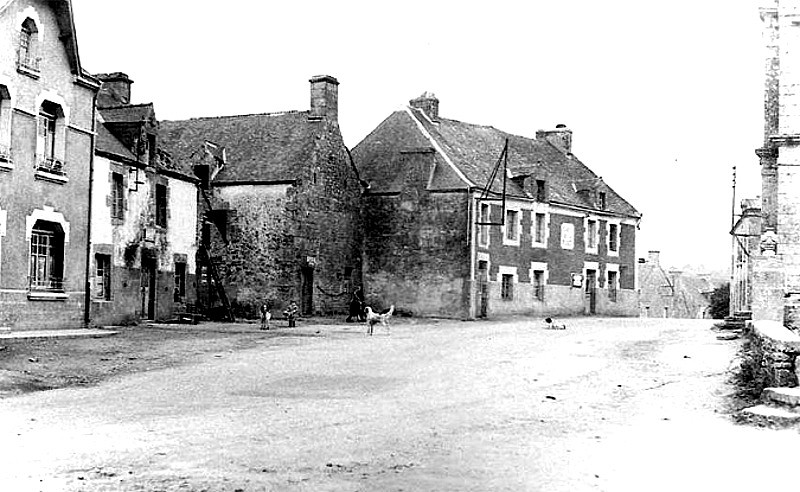
Le bourg de Quistinic  vers 1930 (carte postale).
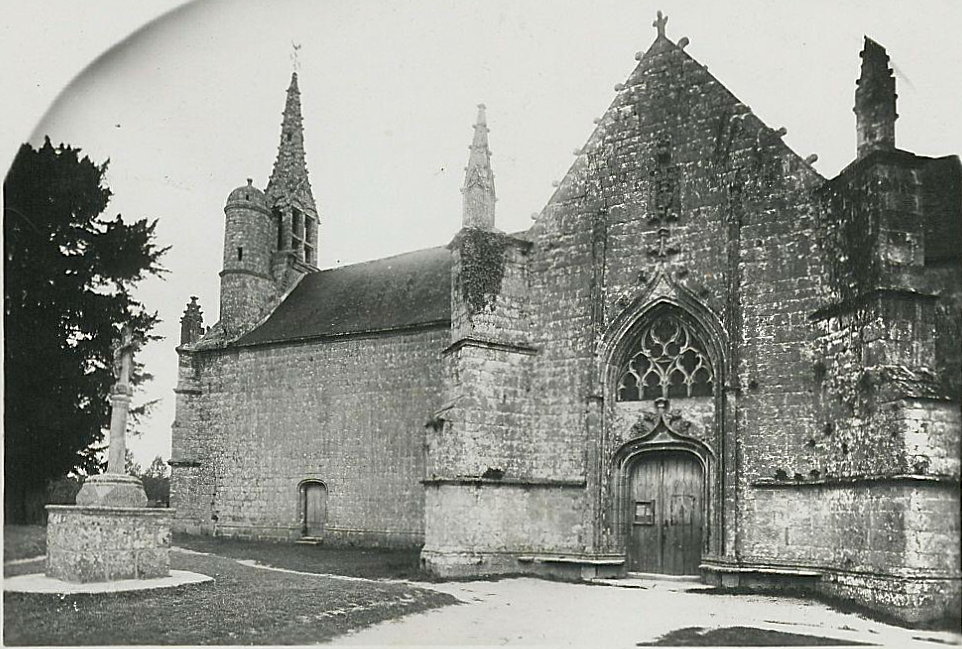
La chapelle de Locmaria et son calvaire vers 1930.
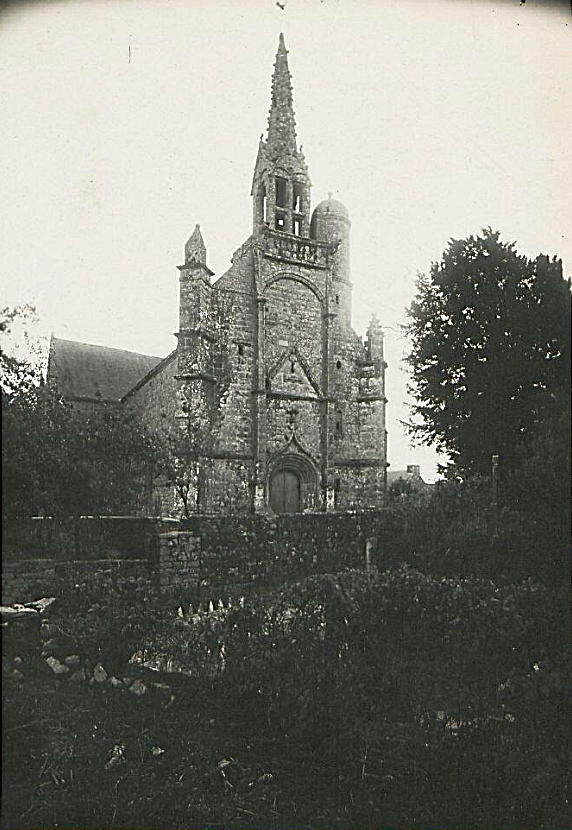
La façade de la chapelle de Locmaria vers 1930.
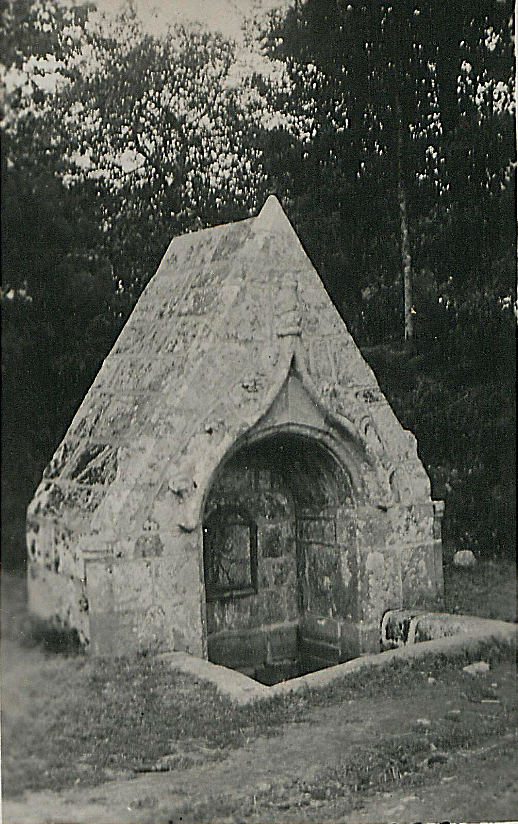
La fontaine de Locmaria vers 1930.
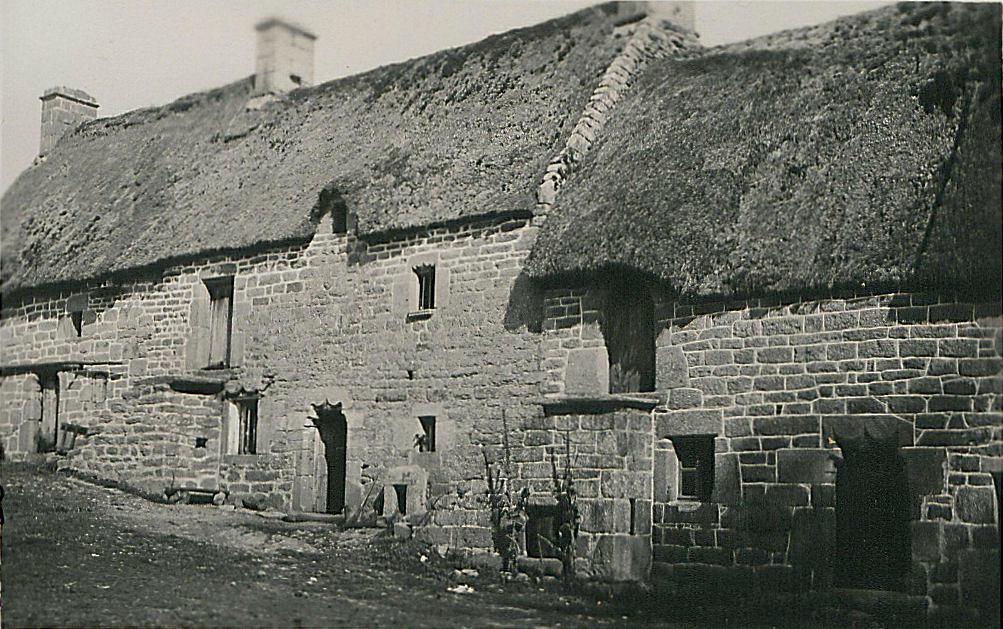
Chaumières du village du Temple vers 1930.

La nouvelle école publique, sont la construction avait commencé avant 1914, né fut achevée qu'en 1927. En 1939 est construite l'école privée catholique de Locmaria, voulue par le curé Eugène Le Floch (recteur à Quistinic de 1938 à 1961) pour asseoir son influence dans ce quartier et museler la concurrence républicaine.
J. Cano, marin à bord du sous-marin Ondine fut l'une des victimes du naufrage de ce bâtiment le 3 octobre 1928 ; il était l'un des fils d'un sabotier de Quistinic.

#### La Seconde Guerre mondiale
En avril 1941 16 conseillers municipaux sont maintenus dans leurs fonctions par un décret du préfet du Morbihan dont François Ehouarne (premier adjoint) et Joachim Le Carrer (deuxième adjoint).

##### Les morts pour la France de Quistinic pendant la Seconde Guerre mondiale
Le monument aux morts de Quistinic porte les noms de 25 personnes mortes pour la France pendant la Seconde Guerre mondiale : parmi elles Jules Lebreton, mort des suites de ses blessures en février 1940 à l'hôpital Oudinot de Bar-le-Duc (Meuse) ; Mathurin Le Du, Mathurin Le Goff, Joachim Le Gourriérec, Joseph Le Magueresse, Louis Simon, soldats morts pendant la Bataille de France au printemps 1940 ; Pierre Troudet est mort en captivité en Allemagne en 1943 ; Louis Le Foulgoc, prisonnier de guerre, mort le 5 juin 1946 [surprenant, plus d'un an après  la fin de la guerre] en Allemagne ; les autres victimes sont des résistants.

##### Le maquis de Bubry - Quistinic
Vers la fin de l'année 1942 et au début de l'année 1943, deux groupes de résistants FTP se constituent dans la région de Bubry : le groupe Vaillant-Couturier, animé par trois militants communistes Émile Le Carrer, dit "Max", Marcel Le Du (dit "Mario") et René Jehanno (dit "Jean") et le groupe Corentin Cariou. Parmi leurs actions, l'attaque de la gendarmerie de Guémené le 30 novembre 1943 afin de se procurer des armes et plusieurs sabotages de voies ferrées. Le 10 décembre 1943, 8 résistants du groupe  Vaillant-Couturier cachés dans une ferme abandonnée à Malguénac sont arrêtés par des gendarmes de la brigade de Pontivy : l'un d'entre eux, André Le Mouel, parvint à s'échapper le lendemain, les sept autres furent condamnés à mort ; cinq (Raymond Guillemot, Joseph Le Mouel, Jean Mahé, Ferdinand Malardé, Jean Robic) furent exécutés le 25 février 1944 à Vannes, deux voyant leur condamnation à mort commuée, André Le Garrec et André Cojan.
Le 7 février 1944, des feldgendarmes, épaulés de membres du Bezen Perrot (dont Ange Péresse, originaire de Bubry) et du groupe de Guy Vissault de Coëtlogon (dont Joseph Le Ruyet, originaire de Bubry) arrêtent 17 résistants à Baud, Bubry, Camors et Quistinic.
Le 23 avril 1944 à Quistinic, quatre hommes furent fusillés après avoir été torturés (Henri Guyot, 24 ans ; Émilien Gahinet, 22 ans ; Louis Le Ruyet, 23 ans et Henri Guillo) car les Allemands avaient découvert des armes. Le même jour, Armand Le Carrer, 20 ans, et Sylvain Roger, 20 ans également, furent tués et la ferme Jan incendiée.
Trois membres de la gendarmerie, le gendarme Pierre Mourisset, le lieutenant Jean Jamet, originaire de Lanvénégen, et Mathieu Donnart, sont arrêtés  par des feldgendarmes (gendarmerie allemande) à Bubry le 27 juin 1944. Ils sont ensuite détenus et torturés dans une annexe du lycée de Pontivy. Le premier est fusillé à Bieuzy le 18 juillet 1944, les deux autres sont fusillés à Pluméliau le 29 juillet 1944 pour leur participation à la Résistance.
Le 24 juillet 1944, des troupes allemandes encerclent le bois du Cloître à Quistinic où les résistants ont installé, près du château de la Villeneuve-Jacquelot, une infirmerie et où s'est réfugié un bataillon FTP, ainsi que dans les villages voisins, notamment à Kerbourden, qui est brûlé par les Allemands ; on dénombra 14 victimes (Georges Pardoux, Jean Bellec, Yves Cloirec, Jean Dily, Paul Doussal, René Le Droulot, Eugène Dubois, Pierre-Marie Gicquel, Jean Graignic, Fernande Uzel, dite "Evelyne", et trois inconnus dont seuls des prénoms, peut-être des pseudonymes, sont connus : Fernando, Jean-Claude, dit "Rascasse", Pierrot).
Pendant la nuit du 25 au 26 juillet 1944, la Gestapo, aidée de collaborateurs locaux, surprend, grâce à une dénonciation, une réunion du Comité militaire régional des FTP du Morbihan à Keryagunff en Bubry : 7 résistants sont arrêtés et exécutés immédiatement (2 hommes : Désiré Douaron, dit "Alphonse", Georges Le Borgne, dit "Serge" et 4 femmes agentes de liaison : Marie-Anne Gourlay, dite "Dédée", Anne-Marie Mathel, dite "Jeanne", Anne-Marie Robic, dite "Nénette", Marie-Joséphine Kervinio, dite "Martine").
Un monument a été érigé à Kerdinam à la mémoire des résistants tués en 1944 à Quistinic.
Un réfugié de Lorient se plaint dans le journal communiste L'Espoir du Morbihan que le curé de Quistinic, contraint de l'accueillir avec sa femme et deux enfants dans son presbytère pendant l'hiver 1944-1945, les laissa dormir sur la paille et dans le froid, leur vendant aussi cher le lait pour leurs enfants.

#### L'après Seconde Guerre mondiale
L'école privée Sainte-Barbe ouvre en 1950 à Pont-Augan, bénie par Mgr Le Bellec, évêque de Vannes le 17 septembre 1950 ; pour le recteur Eugène Le Floch, Pont-Augan est un quartier stratégique à contrôler, car très actif avec son usine florissante de papeterie sur les rives du Blavet dont le directeur soutient la création de l'école qui a 62 élèves à la rentrée de 1950. Jean Aubert, militant du Parti communiste dans la commune déclare : « Nous aurions bâti une école laïque à Pont-Augan. Mais le curé nous a coupé la chique : il a fait une réunion et le lendemain, les travaux de l’école chrétienne commençaient ». Cette école ferma en 1973 en raison du manque d'élèves.
Pierre Le Bourvellec est mort pour la France pendant la Guerre d'Indochine.
Lors des mandats de maire d'Émile Le Nicardour, le château d'eau est édifié en 1952 et le réseau d'eau potable étendu progressivement aux villages avoisinants le bourg et l'électrification de la commune amorcée ; plusieurs chemins ruraux sont aussi aménagés afin de désenclaver les villages éloignés du bourg (par exemple ceux de Kermelin et de Coët-Organ en 1950). Après 1965, pendant les mandats de maire de Guy Corlay, ces travaux sont achevés et le camping du Minazen ouvert ; le bourg est réaménagé avec la création d'une place aux alentours de l'église et de la chapelle Saint-Mathurin à l'emplacement de l'ancien cimetière et du vieux presbytère ; le déclassement de la voie ferrée, fermée depuis 1948, permet la construction d'une nouvelle route reliant le 
bourg au Blavet par le hameau du Glayo ; un nouveau terrain de football est aménagé, à l'intention du nouveau club, le FC Quistinic, issu de la fusion des clubs rivaux de l'US Quistinic et de la Garde Saint-Mathurin.
Pendant les quatre mandats de maire de Michel Poulin, entre 1983 et 2008, sont menés à bien le dossier pour faire de Poul-Fetan un lieu touristique majeur avec les premières animations dès 1985, l'aménagement de la zone artisanale de Kergroix et lors de son dernier mandat la construction de la nouvelle mairie.

### LeXXIesiècle
Plusieurs scènes du film Elle s'en va ont été tournées le 25 mai 2012 à Quistinic,.

## Blasonnement
|  | Les armoiries de Quistinic se blasonnent ainsi : Parti : au premier de sinople à trois châtaignes d'or, 2 et 1, au second reparti ondé au I de gueules semé de fleurs de lys d'or et chargé d'une fontaine couverte du même maçonnée de sable et au II d'or plain. |

## Politique et administration
| Période                                  | Période     | Identité           | Étiquette | Qualité                                                                   |
| ---------------------------------------- | ----------- | ------------------ | --------- | ------------------------------------------------------------------------- |
|                                          |             |                    |           |                                                                           |
| avant 1926                               | après 1941  | Thomas Le Guyader  | Droite    | Cultivateur. Président du syndicat agricole de Quistinic.                 |
| 1945                                     | 1965        | Émile Le Nicardour | SFIO      | Agriculteur. Sa liste est battue en 1965.                                 |
| 1965                                     | 1983        | Guy Corlay         |           | Professeur                                                                |
| 1983                                     | 2008        | Michel Poulin      | DVD       | Dessinateur indépendant.                                                  |
| 2008                                     | 25 mai 2020 | Gisèle Guilbart    | DVG       | Cadre hospitalier.Présidente de l'association "La Renaissance Jacquelot". |
| 25 mai 2020                              | En cours    | Antoine Pichon     | SE        |                                                                           |
| Les données manquantes sont à compléter. |             |                    |           |                                                                           |

| Période          | Période         | Identité              | Étiquette | Qualité                                                      |
| ---------------- | --------------- | --------------------- | --------- | ------------------------------------------------------------ |
| mars 1893        | après 1909      | Jean-Marie Le Sergent |           | Cultivateur. Fils de Jean Sergent, maire entre 1865 et 1874. |
| mars 1874        | février 1893    | Thomas Marec          |           | Cultivateur et cabaretier.                                   |
| septembre 1865   | mars 1874       | Jean Le Sergent       |           | Cultivateur.                                                 |
| mai 1850         | septembre 1865  | Mathurin Olivier      |           | Propriétaire.                                                |
| juin 1829        | avril 1850      | Marc Louis Péresse    |           | Cultivateur.                                                 |
| septembre 1803   | juin 1829       | Jean Ehouarne         |           | Laboureur.                                                   |
| 7 novembre 1800  | septembre 1803  | Mathurin Beujet       |           | Demeurait à Poul Fétan.                                      |
| 27 juin 1793     | 7 novembre 1800 | François Le Guernevé  |           | Cultivateur.                                                 |
| 1792             | 27 juin 1793    | Yves Le Loher         |           | Cultivateur.                                                 |
| 12 décembre 1790 | 1792            | Julien Nicolas        |           | Laboureur.                                                   |
| 7 février 1790   | 17 octobre 1790 | Jacques-Vincent Morio |           | Vicaire. Démissionne en octobre 1790.                        |

## Population et société

### Démographie

#### Évolution démographique
L'évolution du nombre d'habitants est connue à travers les recensements de la population effectués dans la commune depuis 1793. Pour les communes de moins de 10 000 habitants, une enquête de recensement portant sur toute la population est réalisée tous les cinq ans, les populations de référence des années intermédiaires étant quant à elles estimées par interpolation ou extrapolation. Pour la commune, le premier recensement exhaustif entrant dans le cadre du nouveau dispositif a été réalisé en 2004.

En 2022, la commune comptait 1 423 habitants, en évolution de −1,04 % par rapport à 2016 (Morbihan : +3,82 %, France hors Mayotte : +2,11 %).
| 1793  | 1800  | 1806  | 1821  | 1831  | 1836  | 1841  | 1846  | 1851  |
| ----- | ----- | ----- | ----- | ----- | ----- | ----- | ----- | ----- |
| 2 385 | 2 090 | 2 241 | 2 132 | 2 453 | 2 481 | 2 422 | 2 491 | 2 559 |

| 1856  | 1861  | 1866  | 1872  | 1876  | 1881  | 1886  | 1891  | 1896  |
| ----- | ----- | ----- | ----- | ----- | ----- | ----- | ----- | ----- |
| 2 336 | 2 312 | 2 377 | 2 286 | 2 403 | 2 460 | 2 430 | 2 378 | 2 382 |

| 1901  | 1906  | 1911  | 1921  | 1926  | 1931  | 1936  | 1946  | 1954  |
| ----- | ----- | ----- | ----- | ----- | ----- | ----- | ----- | ----- |
| 2 556 | 2 521 | 2 555 | 2 321 | 2 565 | 2 644 | 2 639 | 2 510 | 2 226 |

| 1962  | 1968  | 1975  | 1982  | 1990  | 1999  | 2004  | 2006  | 2009  |
| ----- | ----- | ----- | ----- | ----- | ----- | ----- | ----- | ----- |
| 2 072 | 1 901 | 1 608 | 1 517 | 1 412 | 1 312 | 1 331 | 1 315 | 1 403 |

| 2014  | 2019  | 2022  | - | - | - | - | - | - |
| ----- | ----- | ----- | - | - | - | - | - | - |
| 1 429 | 1 416 | 1 423 | - | - | - | - | - | - |

#### Pyramide des âges
En 2018, le taux de personnes d'un âge inférieur à 30 ans s'élève à 29,3 %, soit en dessous de la moyenne départementale (31,2 %). À l'inverse, le taux de personnes d'âge supérieur à 60 ans est de 31,4 % la même année, alors qu'il est de 31,3 % au niveau départemental.
En 2018, la commune comptait 710 hommes pour 713 femmes, soit un taux de 50,11 % de femmes, légèrement inférieur au taux départemental (51,51 %).
Les pyramides des âges de la commune et du département s'établissent comme suit.
| Hommes | Classe d’âge | Femmes |
| ------ | ------------ | ------ |
| 0,8    | 90 ou +      | 1,7    |
| 9,8    | 75-89 ans    | 10,9   |
| 18,2   | 60-74 ans    | 21,3   |
| 23,2   | 45-59 ans    | 21,9   |
| 17,4   | 30-44 ans    | 16,2   |
| 14,0   | 15-29 ans    | 11,4   |
| 16,5   | 0-14 ans     | 16,6   |

| Hommes | Classe d’âge | Femmes |
| ------ | ------------ | ------ |
| 0,8    | 90 ou +      | 2,2    |
| 8,5    | 75-89 ans    | 11,6   |
| 20,5   | 60-74 ans    | 21,6   |
| 20,6   | 45-59 ans    | 20     |
| 17     | 30-44 ans    | 16,3   |
| 15,5   | 15-29 ans    | 13     |
| 17,1   | 0-14 ans     | 15,2   |

## Enseignement
Quistinic dispose de deux écoles assurant toutes les deux la scolarisation des enfants de la maternelle au CM2: l'école "Le chat perché" (école publique, 75 élèves en 2024) et l'"école Sainte-Thérèse" (école privée catholique, 51 élèves en 2024).

## Lieux et monuments

### Monuments historiques
La commune abrite quatre monuments historiques :
- l’église Saint-Pierre, construite de 1749 à 1752, mais sa flèche a été reconstruite en 1894. Elle a été inscrite par arrêté du 25 septembre 1928[79] ; elle est en forme de croix latine[80] et possède un riche mobilier religieux[81]. Joseph-Marie Le Mené en a fait une description détaillée en 1891 dans son "Histoire archéologique, féodale et religieuse des paroisses du diocèse de Vannes", consultable sur un site Internet[27].

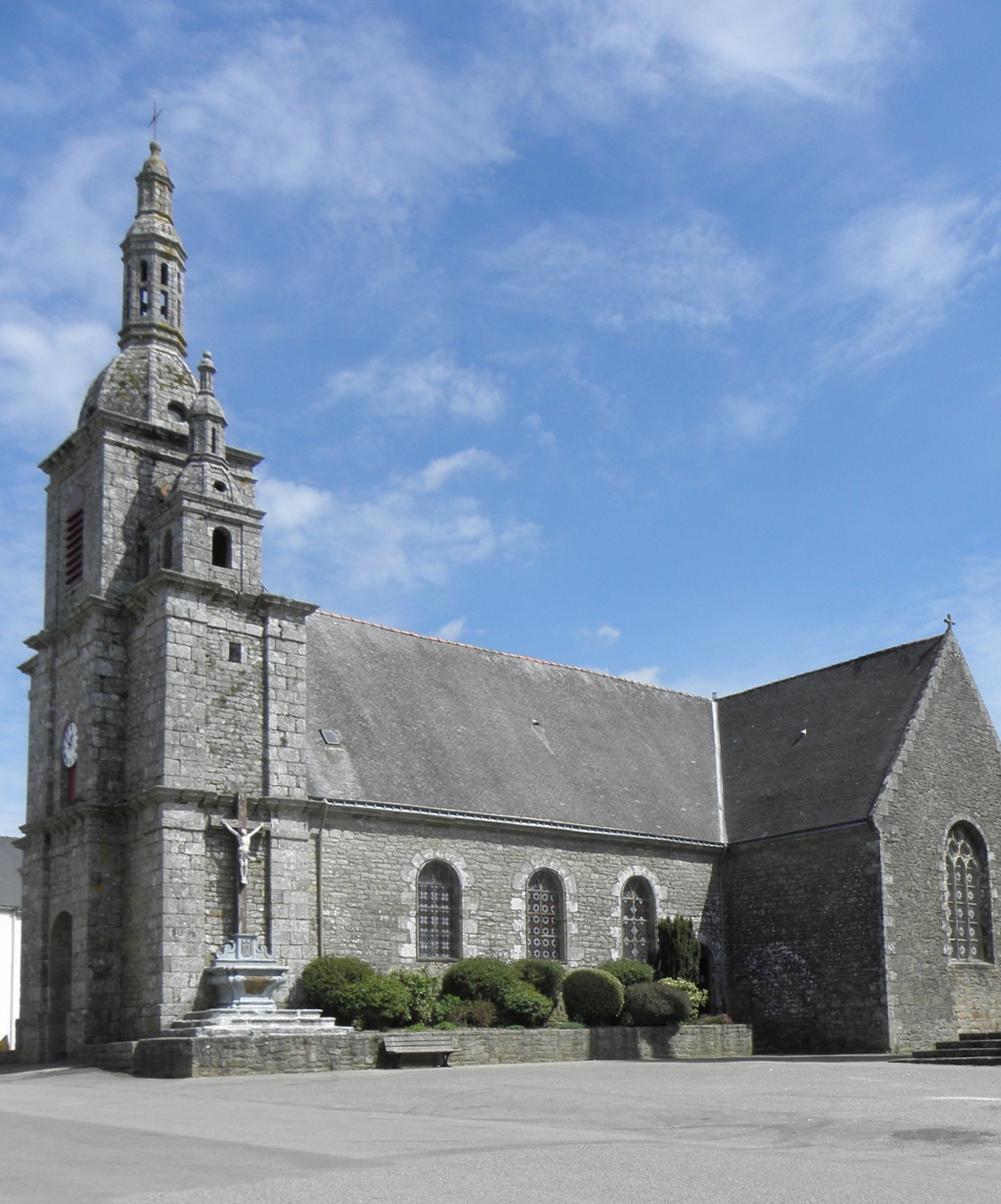
Vue méridionale de l'église Saint-Pierre de Quistinic.
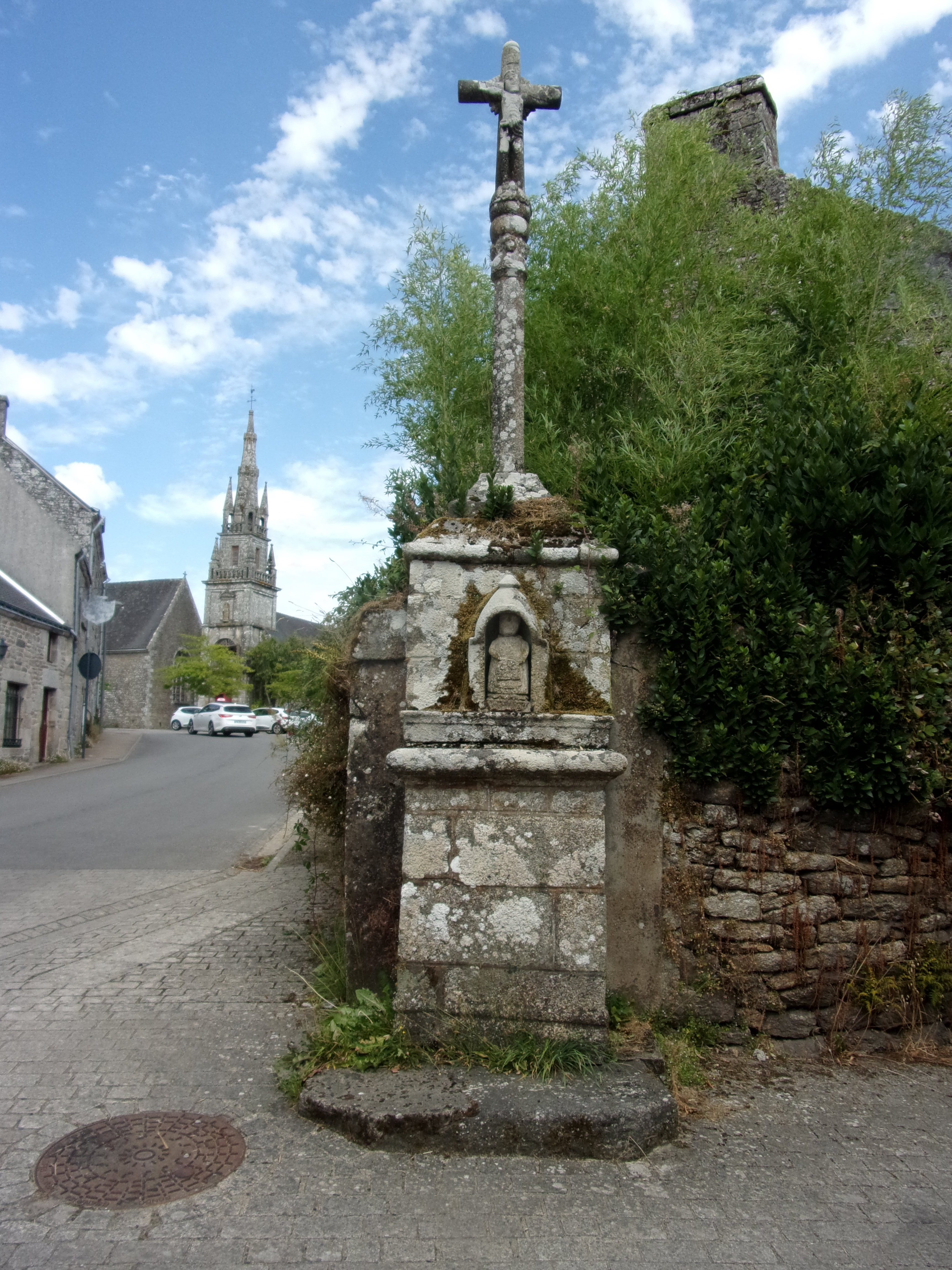
Le calvaire du bourg et l'église paroissiale.

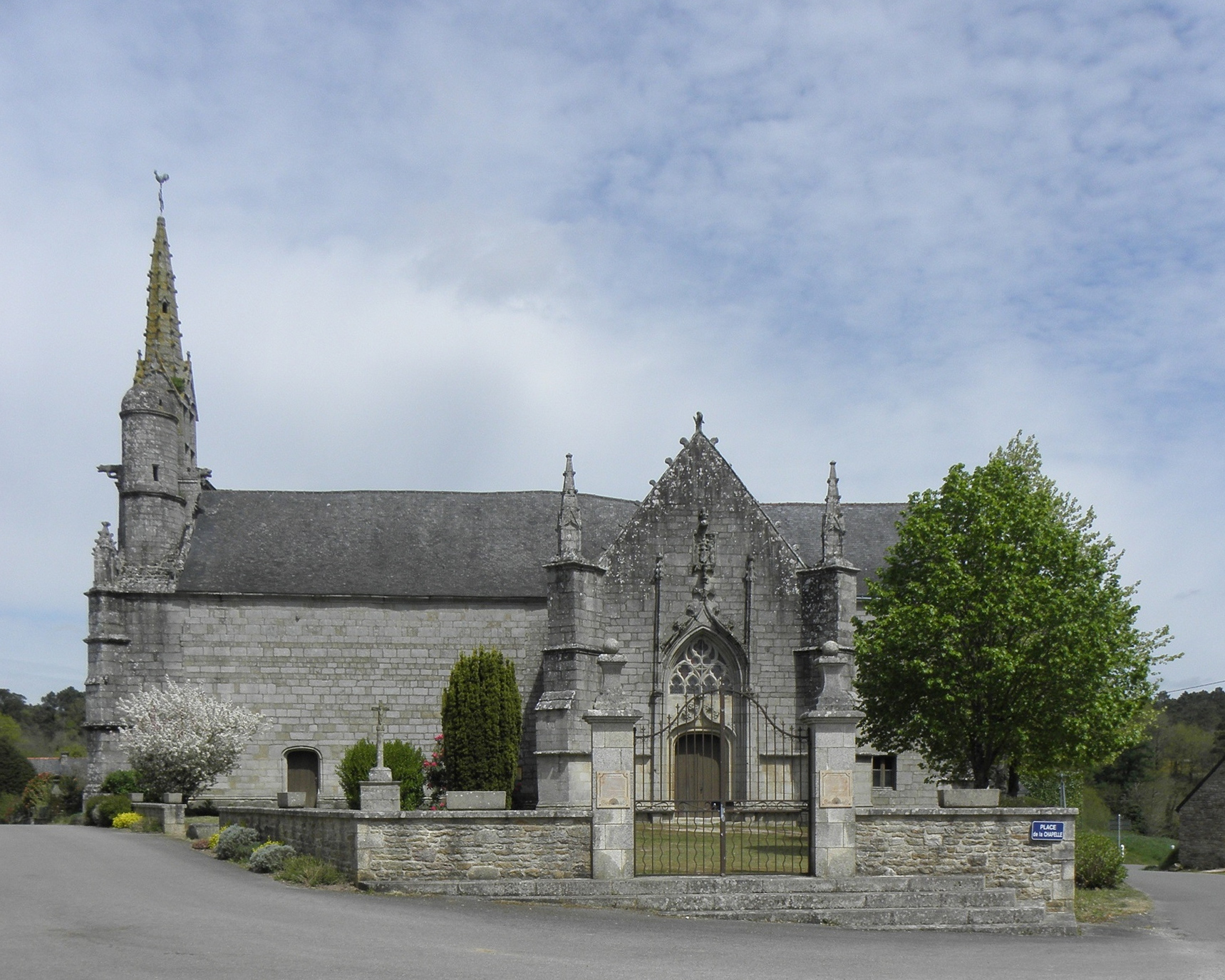
Chapelle de Locmaria : vue extérieure d'ensemble.

- la chapelle de Locmaria, 1488-1574, inscrite par arrêté du 15 juin 1925[82].

La chapelle de Locmaria était au XVIe siècle une chapellenie, sorte de relais de l'église paroissiale du bourg. Elle s'impose par ses dimensions, sa beauté, ses quatre statues classées et ses vitraux. Elle est la plus belle des huit chapelles de Quistinic.
Le chœur et les bras du transept ont été construits en 1450, ainsi que le maître-autel (grande pierre d'un seul bloc), les deux autels latéraux et leurs crédences, les deux énormes piliers encastrés et aussi la fontaine de dévotion.
Le portail sud date du XVe siècle. La tour, le clocher et le pignon de la façade ouest ont été construits en 1574 dans le style Renaissance. Les plus belles statues de la Trinité et de Notre Dame de la Trinité, sont du XVe siècle. Les boiseries du XVIIe siècle qui recouvraient le maître autel ont été avancées dans le chœur en 1982. La statue de la Vierge, du transept Sud, du XVIe siècle en bois polychrome fut restaurée en 1966. Les statues de l'Ecce Homo et de Jésus en sa Passion, sont du XVIIe siècle. Les vitraux sont de 1898. Le petit calvaire sur la place date de 1704.
Depuis 1980 le comité de quartier a pris à sa charge la restauration de cet imposant édifice. Le magnifique enclos devant la chapelle est la dernière réalisation en l'an 2000 ;

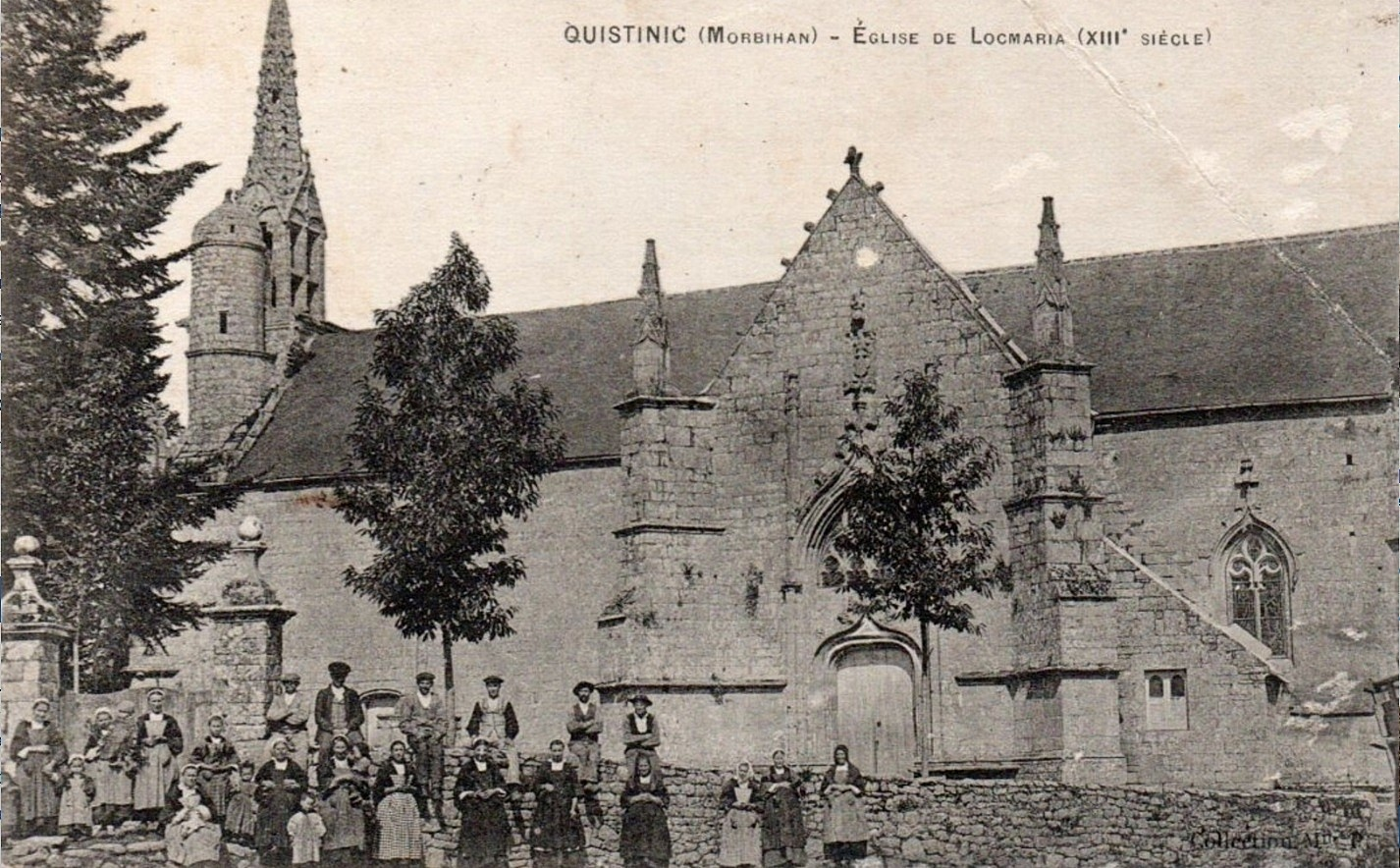
La chapelle de Locmaria vers 1930 (carte postale).
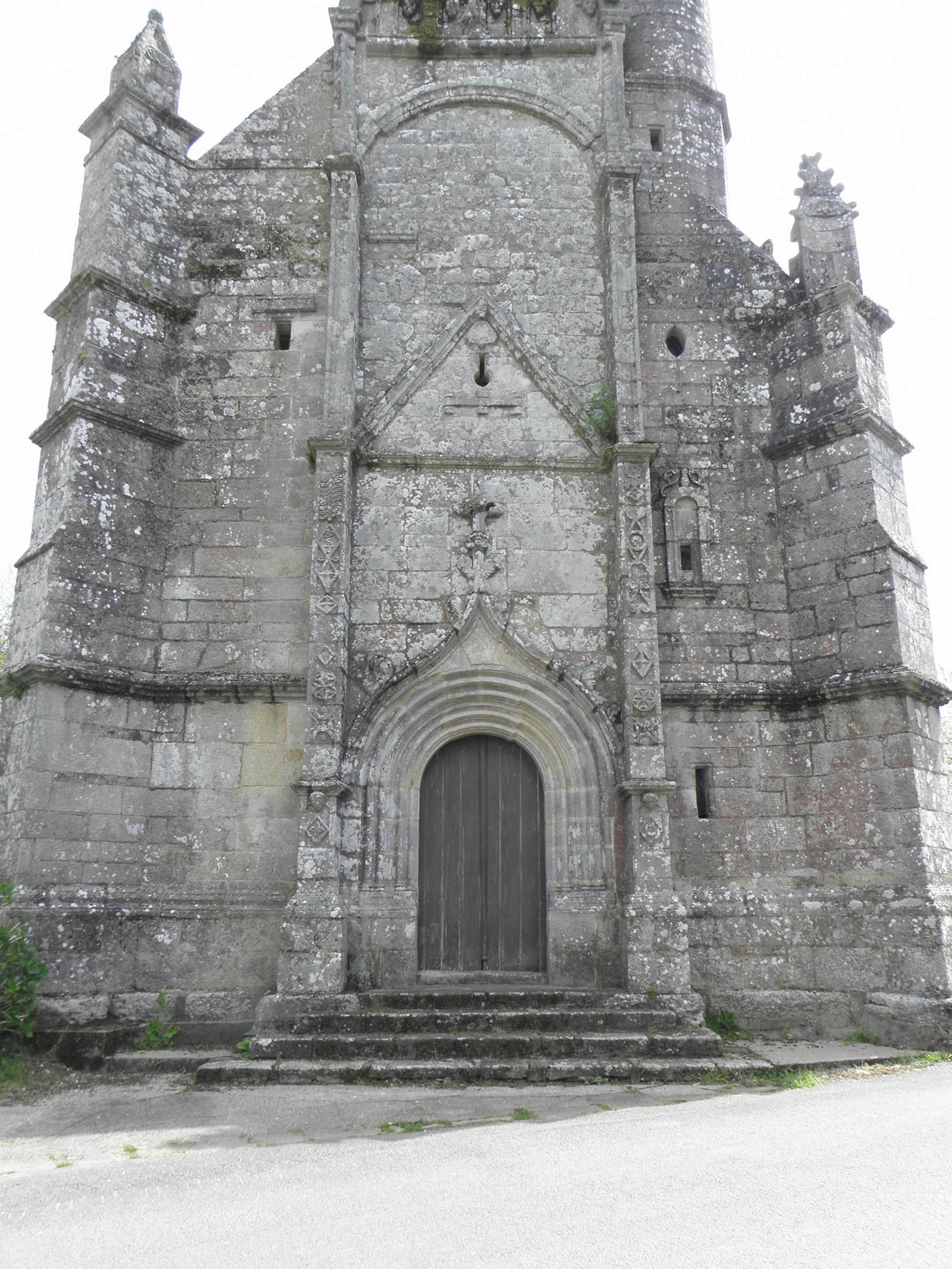
Façade occidentale.
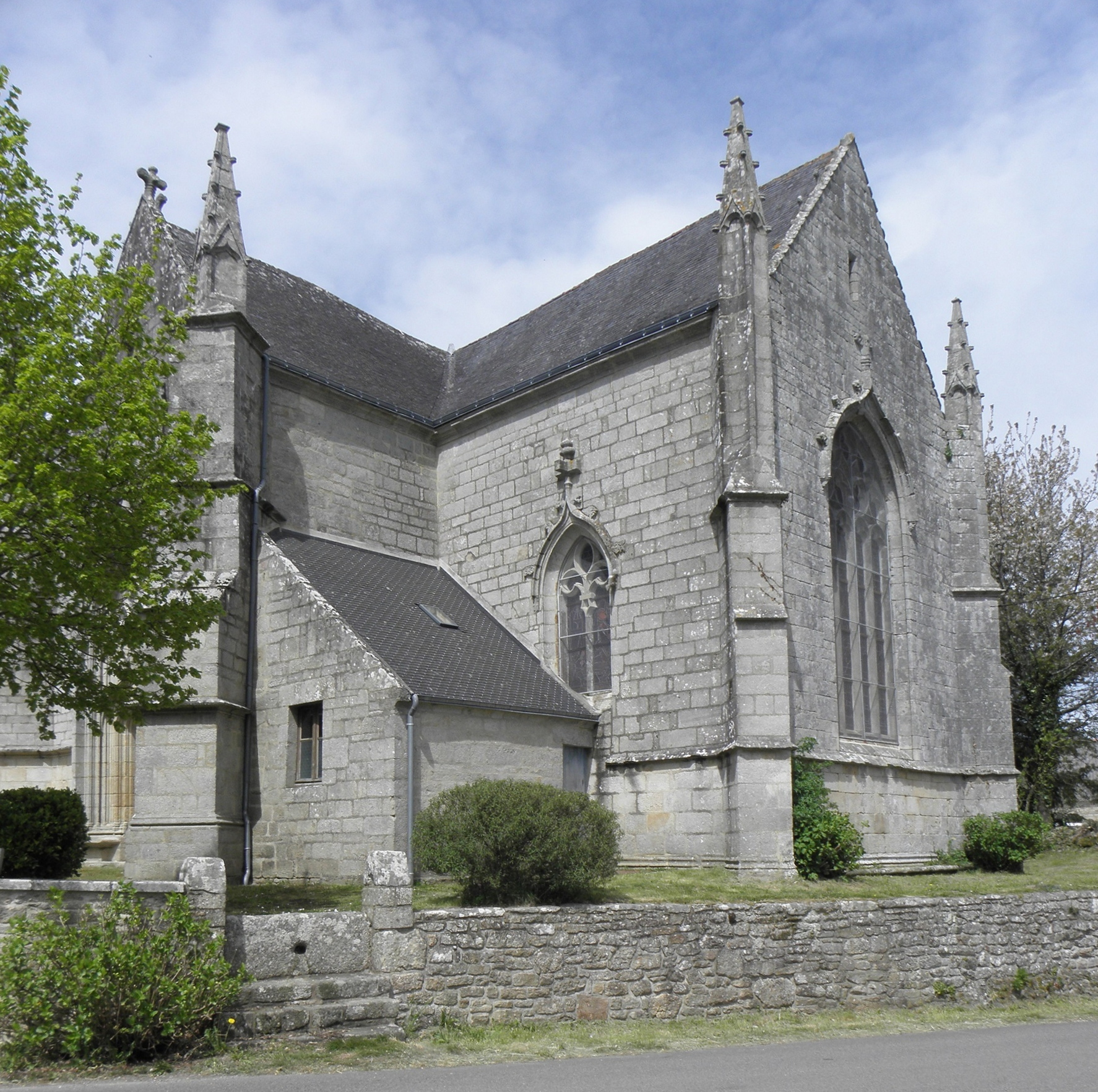
Chevet et croisillon sud.
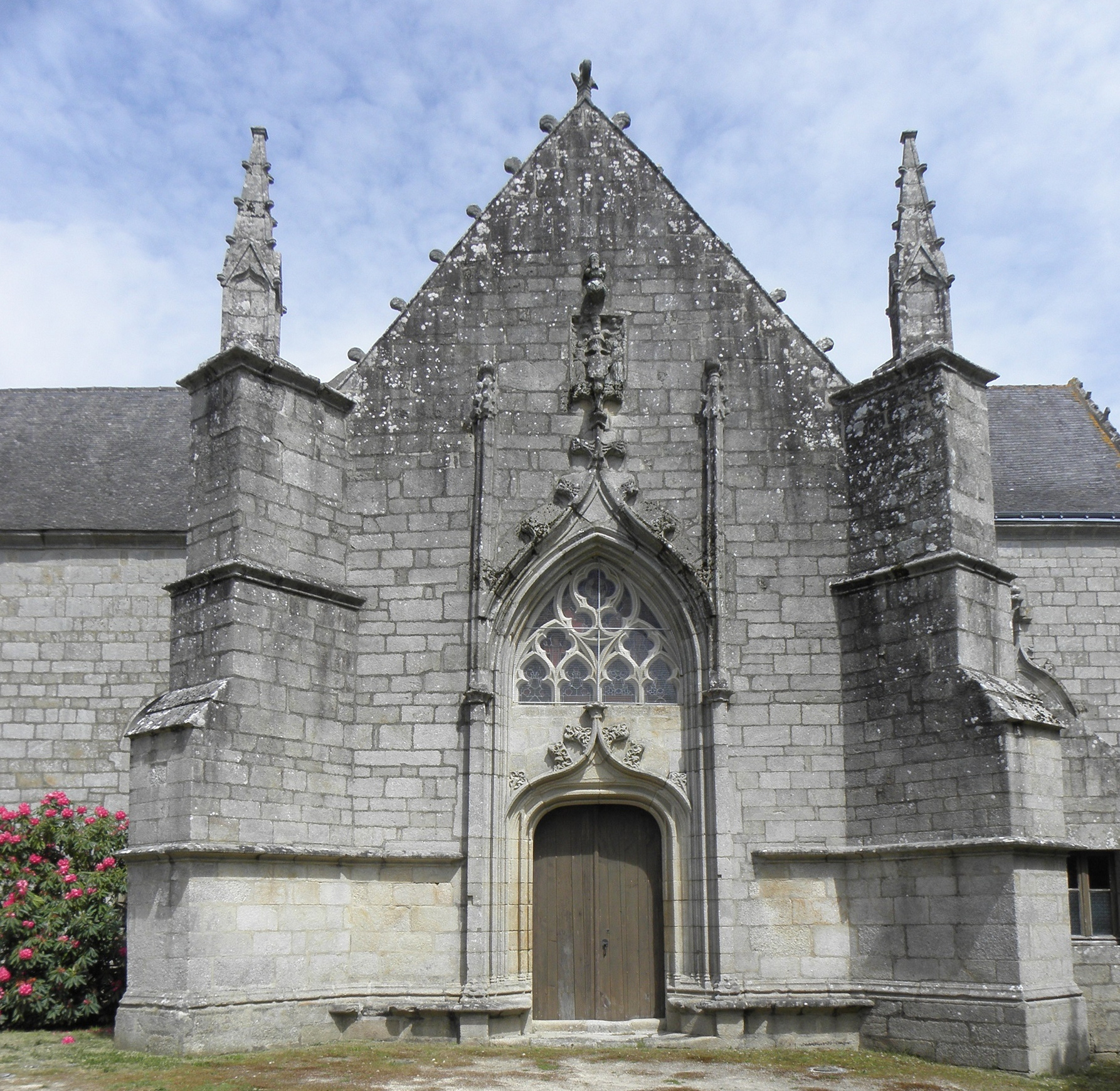
Croisillon sud.
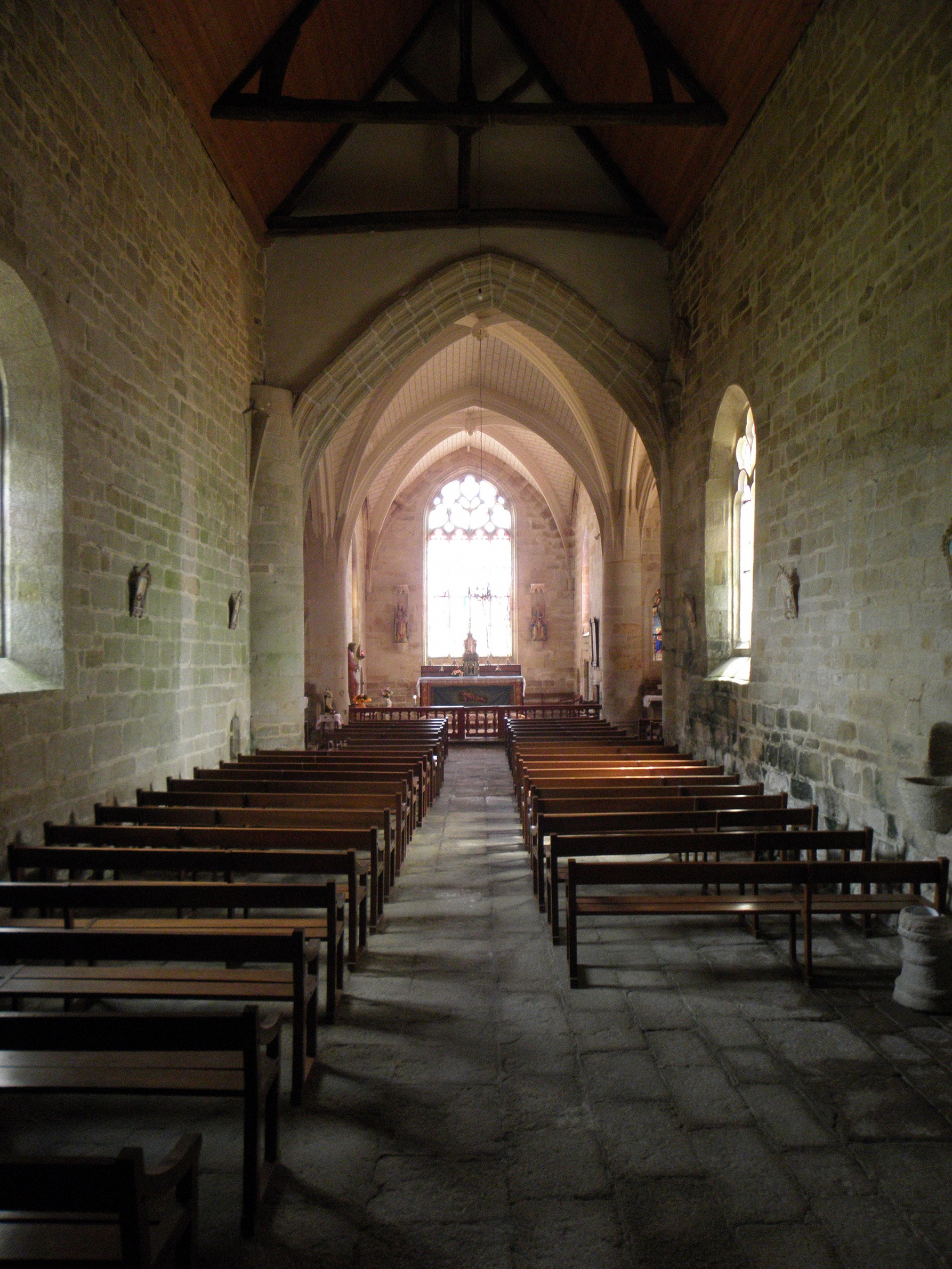
Vue intérieure d'ensemble.
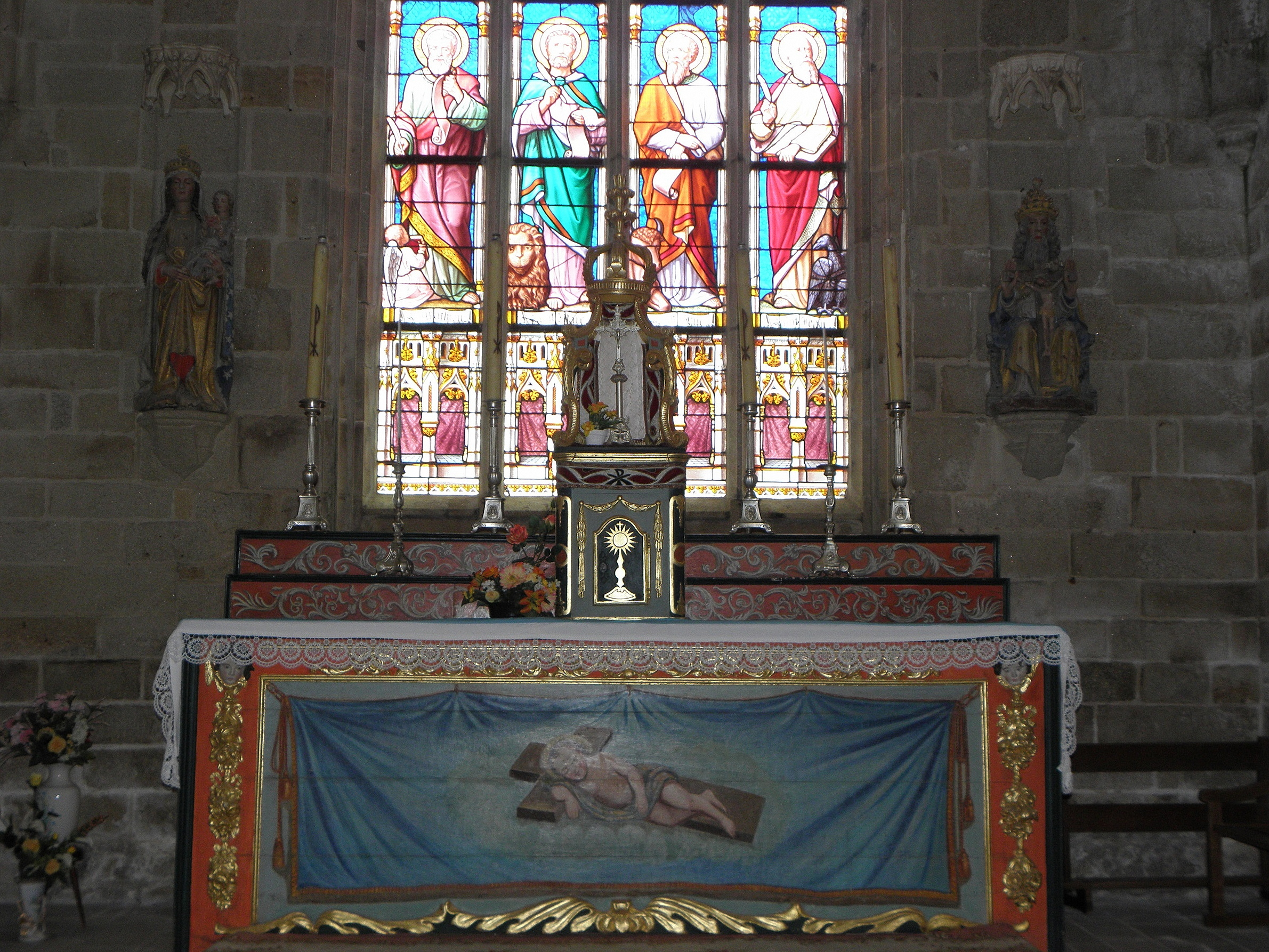
Maître-autel.
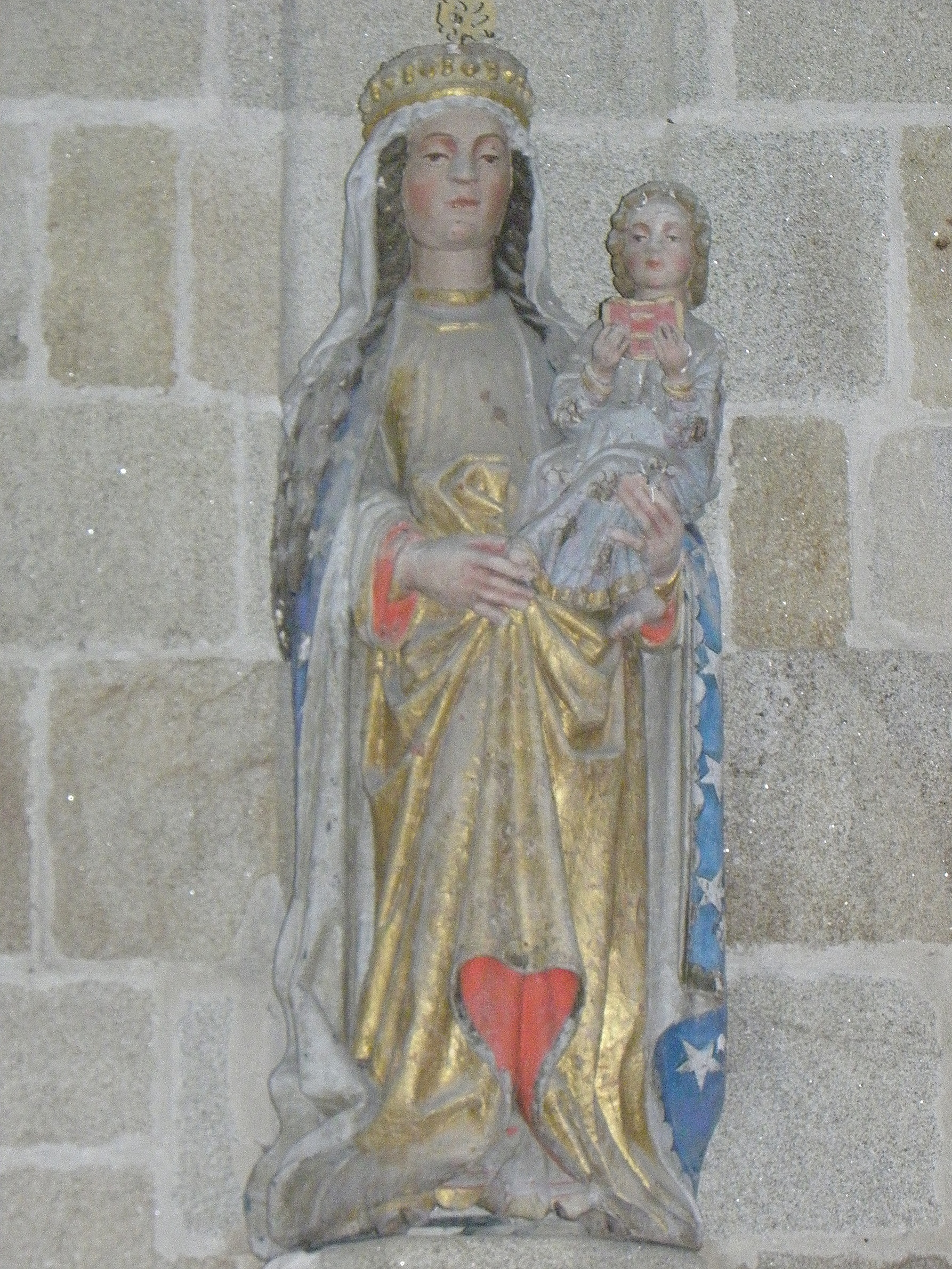
Vierge à l'Enfant.
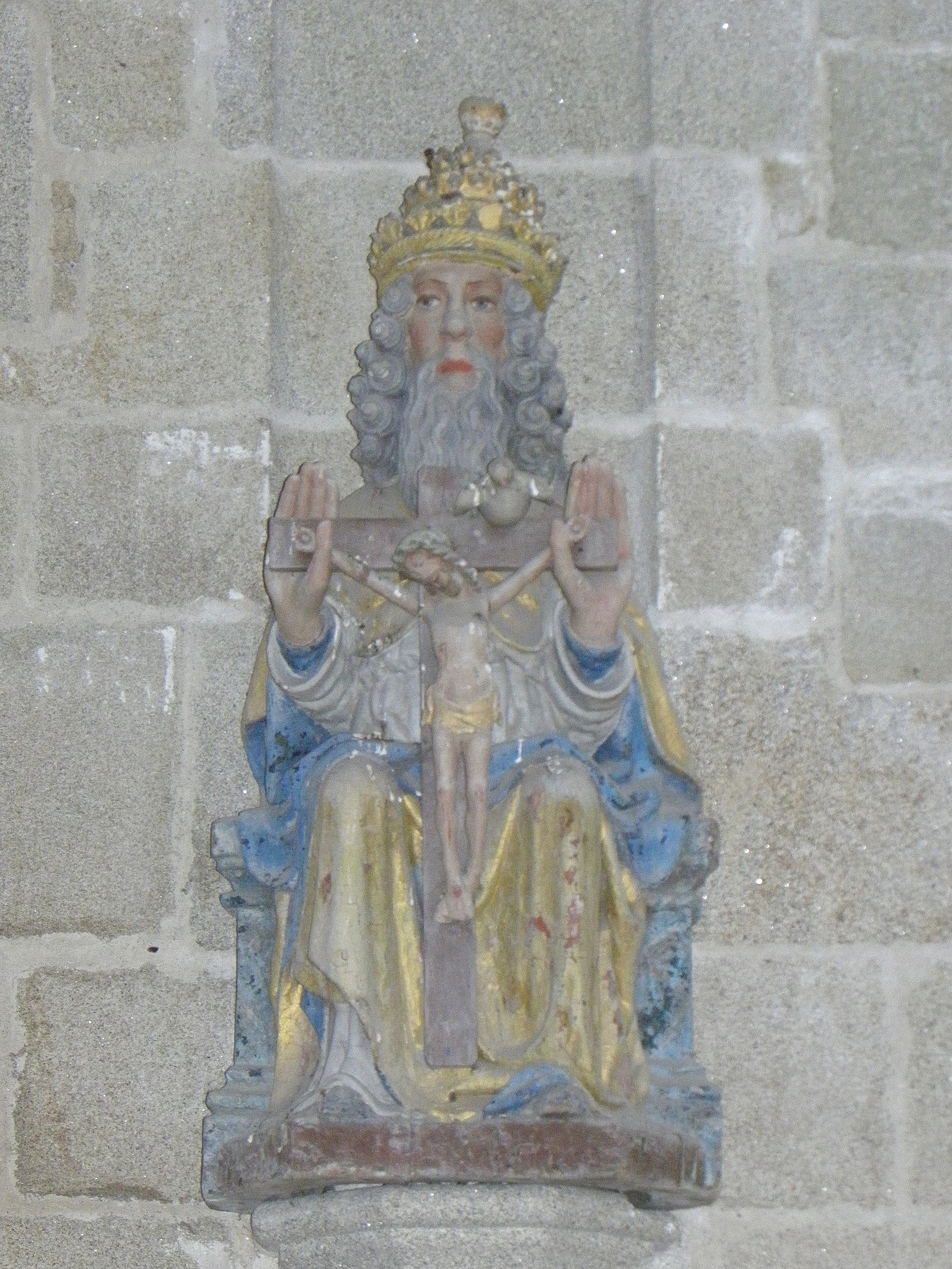
Groupe statuaire de la Sainte Trinité.
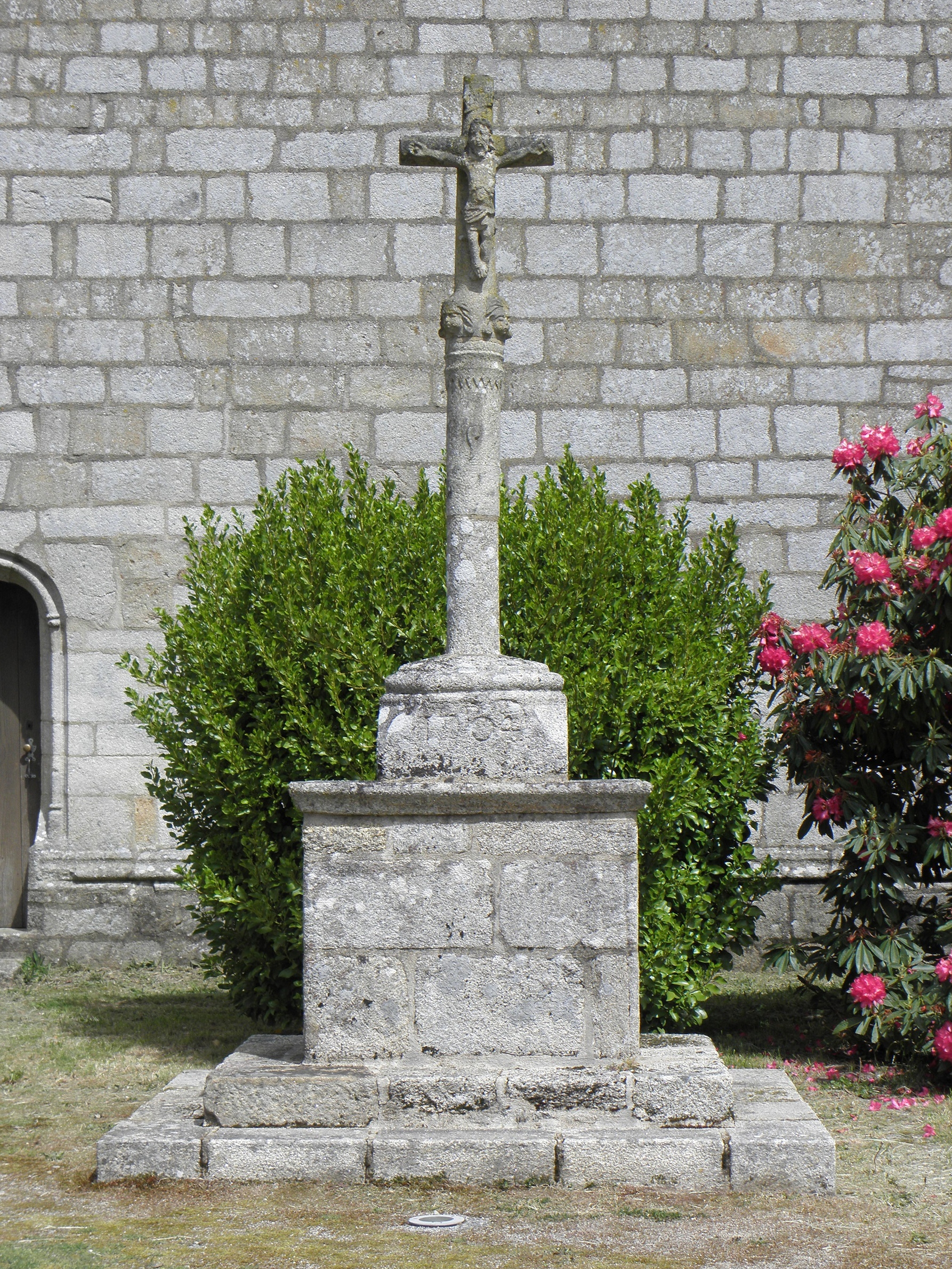
Calvaire près de la chapelle.

- la chapelle Notre-Dame-du-Cloître, 1638, inscrite par arrêté du 17 septembre 1973[84]

Située en plein bois, à 500 m du château de la Villeneuve-Jacquelot. Son nom semble porter le témoignage d'une présence militaire romaine au Ier siècle : « cloître : claustra : barrière ». Une borne à quatre pans a été découverte récemment à quelques pas du grand portail de la chapelle et pourrait remonter à cette époque. Le site : une butte d'où le regard s'étendait au loin confirmerait cette hypothèse.
La date de construction, 1638, est lisible sur le contrefort Nord-Est. L'édifice est de plan rectangulaire en pierre de taille avec quatre contreforts épinacles du XVe siècle. À l'est s'ouvre une grande fenêtre en arc brisé à quatre meneaux mais aveuglée dans sa partie basse par des moellons.
Le principal décor se trouve sur la porte en anse surbaissée du côté sud. Les motifs d'ornementations sont des losanges, des volutes crosses, des pilastres feuilletés, mais tout cela de facture assez lourde.
L'intérieur est embelli par un dallage de granit. L'autel est très simple. La statue de Notre Dame du Cloître et de Notre Dame de Bon Secours en bois date de 1638. On y voit trois autres statues : saint Servais en bois, évêque de Tangues en Belgique au XIVe siècle, sainte Marguerite, en calcaire polychrome du début du XVIe siècle, qui selon la légende sort du dragon qui l'avait dévorée, c'est pourquoi elle est invoquée pour l'heureuse délivrance des femmes en couches, et enfin saint Yves (statue moderne) prêtre et avocat, défenseur des pauvres, à Tréguier dans les Côtes-d'Armor au XIVe siècle ;
Pendant la Seconde Guerre mondiale, une infirmerie fut aménagée dans la chapelle par les maquisards ;

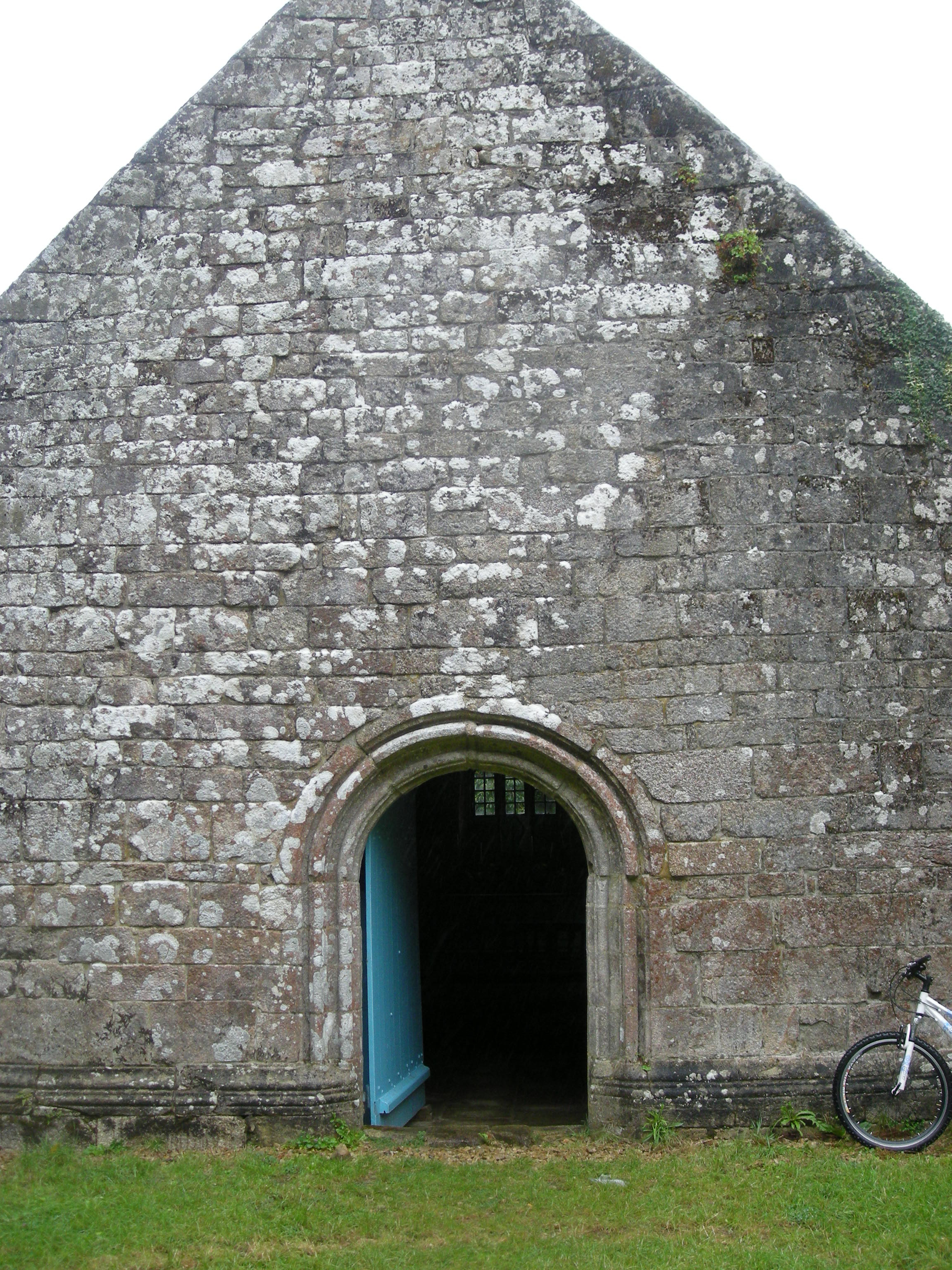
Porte ouest.
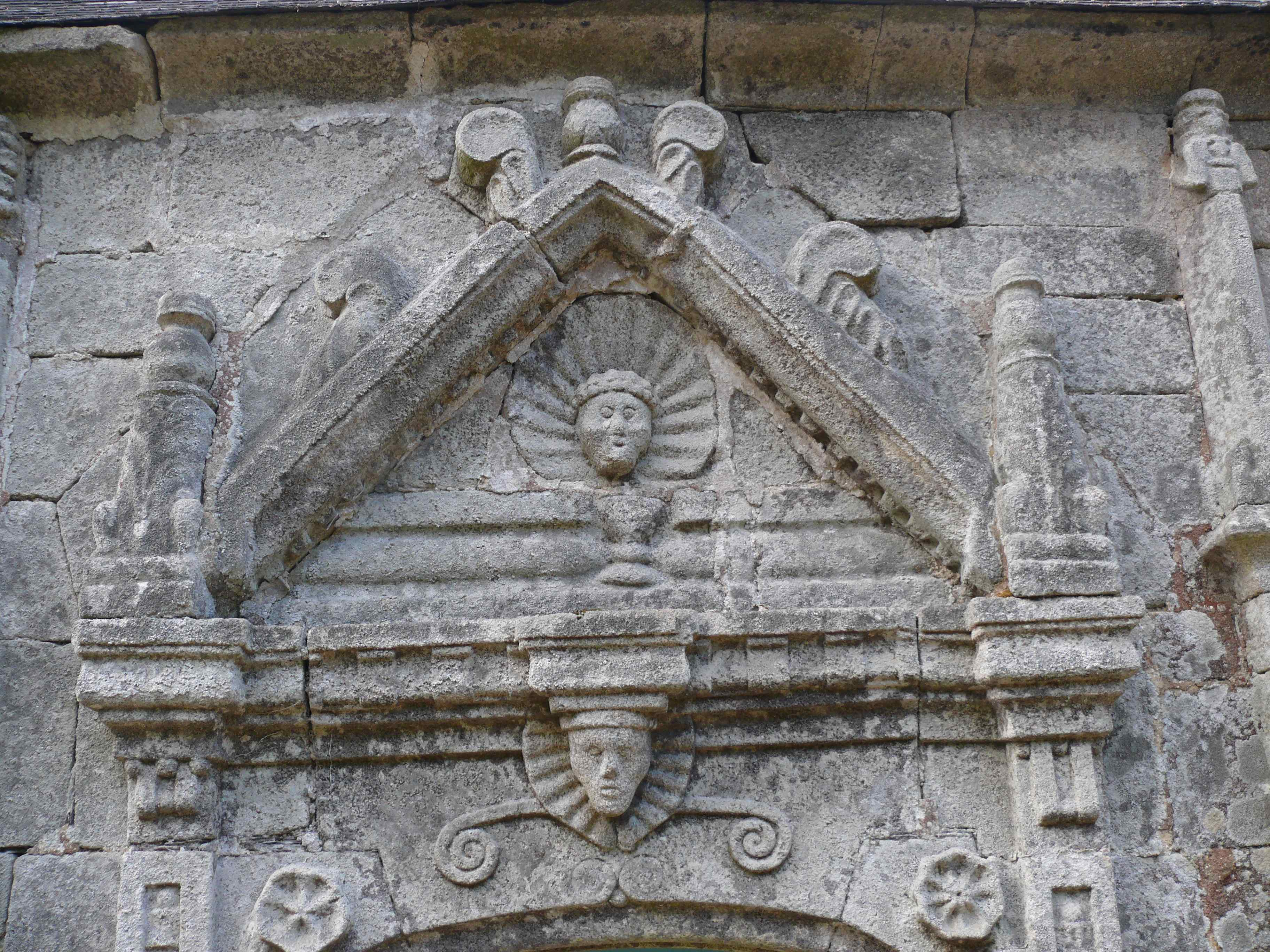
Entrée sculptée de volutes, pilastres à feuillages et crosses.
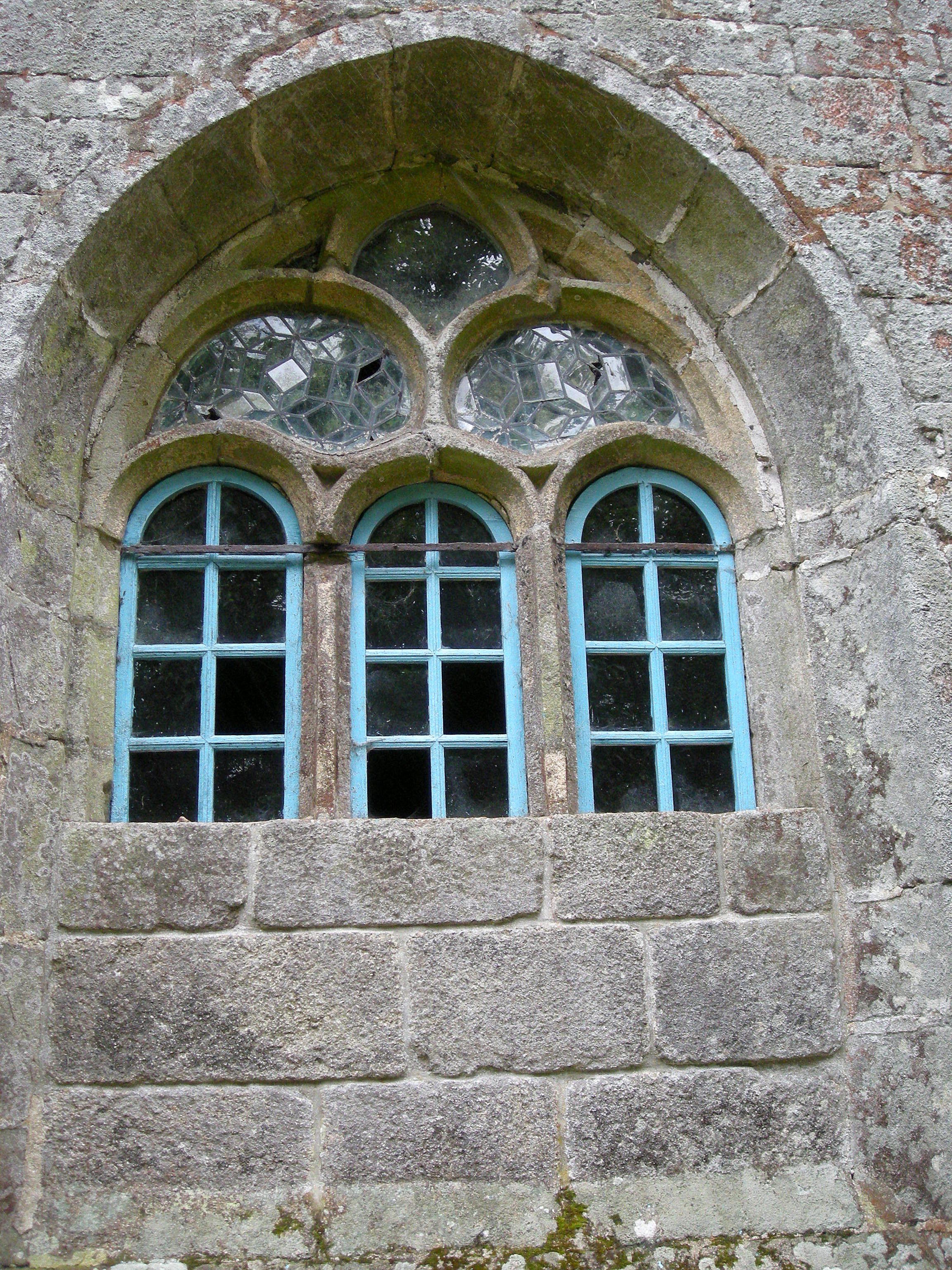
Verrière du chevet (vue de l'extérieur).

- le château de la Villeneuve-Jacquelot, vers 1530, classé par arrêté du 28 septembre 1970[86].Château de La Villeneuve-Jacquelot.

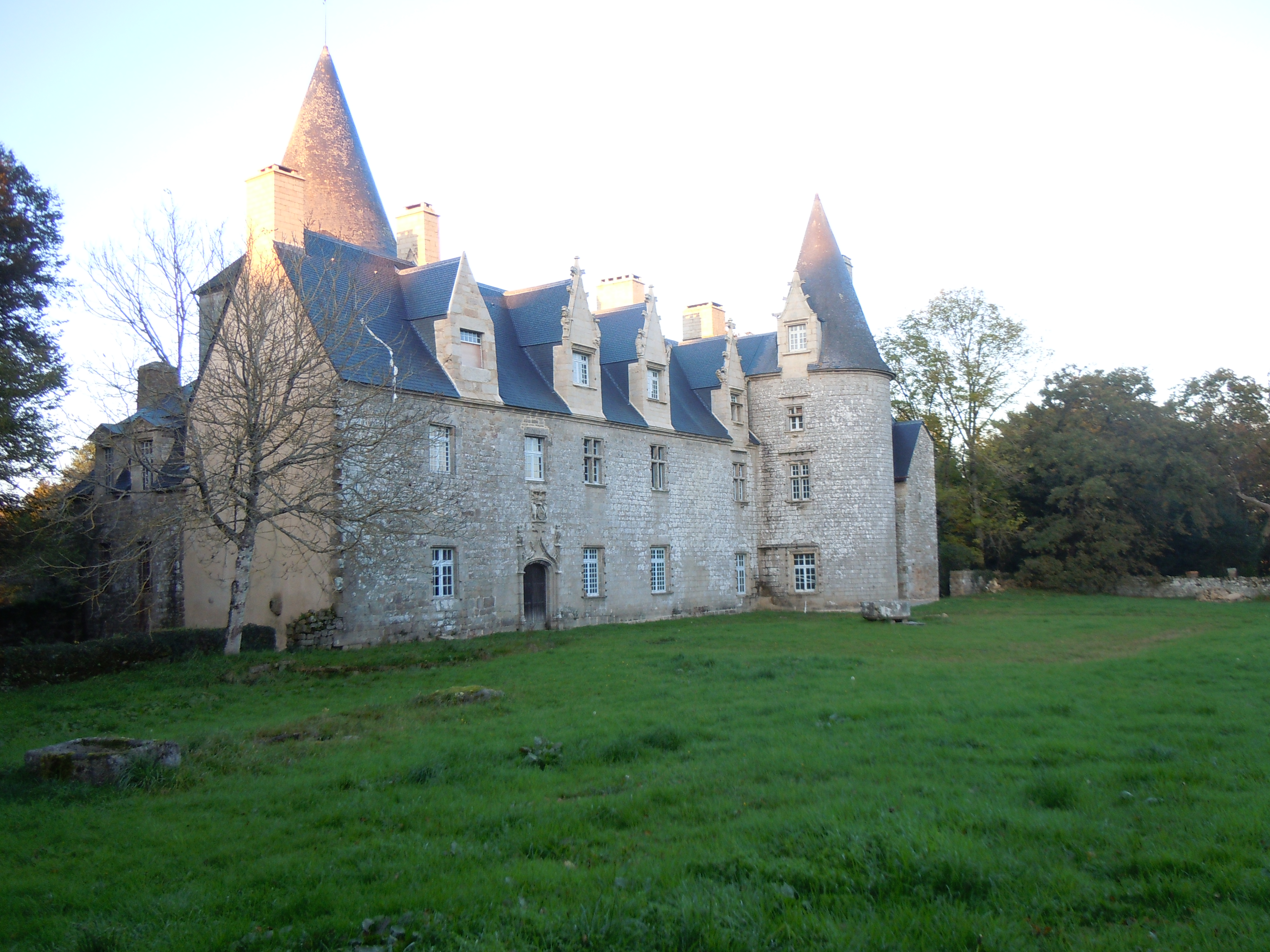
Château de La Villeneuve-Jacquelot.

Le manoir actuel date du XVIe siècle - XVIIe siècle (l'entrée porte la date de 1660, escalier unique en France avec une voûte en ogive). Seule subsiste de l'ancien édifice la tour carrée.
Le château de la Villeneuve-Jacquelot est le siège de la seigneurie de la Villeneuve en 1411. Sa juridiction s'étendait sur 27 paroisses, le seigneur y détient les droits de haute, moyenne et basse justice.
Coët-Organt du nom d'un grand bois pittoresque appartenait en 1448 à Guillaume de la Villeneuve.
On trouve à Guéperno, tel qu'on l'écrit actuellement est Guern-en-Pérenno au XVe siècle et Keranperonau au XVIe siècle, au XVe siècle Guillaume du Coetdor et au XVIe siècle un autre Guillaume du Coetdor. Il s'agit comme à Coet-Organ, du seigneur de la Villeneuve.
La seigneurie est demeurée un bien de cette famille et de celles qui lui ont succédé à la Villeneuve-Jacquelot.
L'héritière de la Villeneuve épouse en 1647 Louis Jacquelot de La Motte (Anjou), conseiller du roi au parlement de Bretagne. Une chapelle (Notre Dame du Cloître) est édifiée non loin du château en 1638.
Le manoir et la chapelle deviennent la propriété de la famille Magon de La Vieuxville en 1950.
Deux films ont été tournés dans le manoir, Chouans ! en 1988 et Marion du Faouët en 1997.
Le monument est restauré depuis 2009 par l'« Association La Renaissance Jacquelot ».
Le 1er décembre 2013, le château est entièrement ravagé par les flammes.

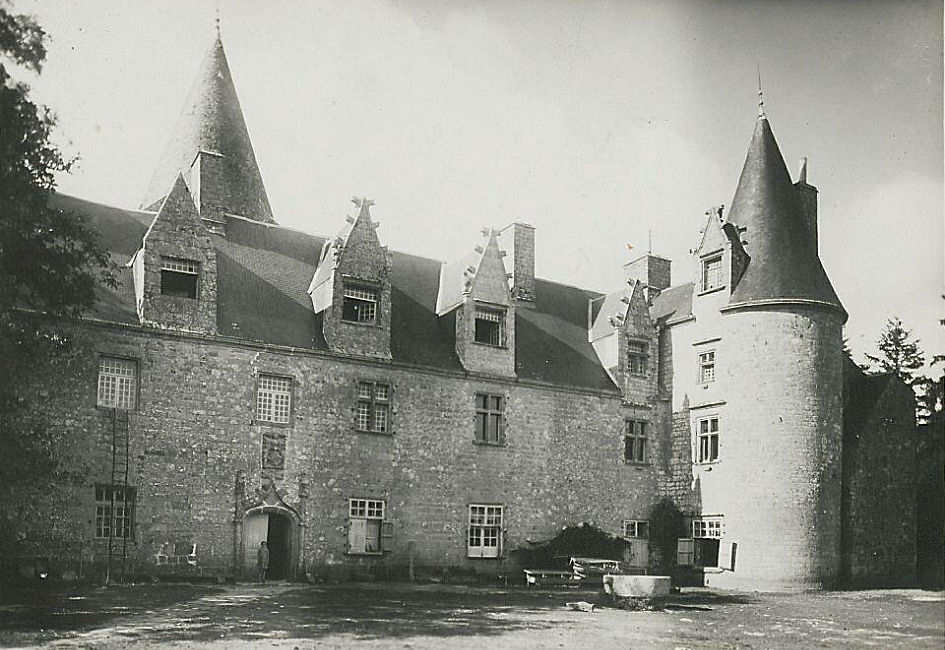
Le château de La Villeneuve-Jacquelot vers 1930.
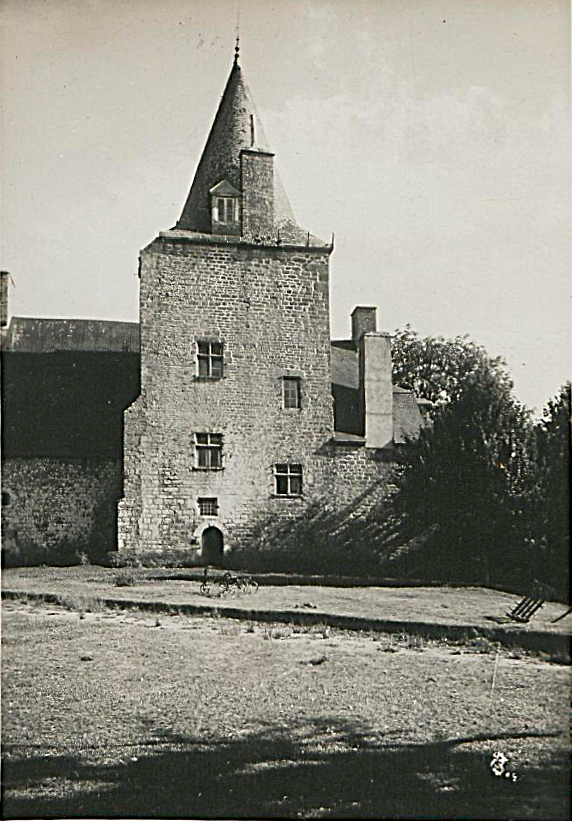
La tour carrée du château de La Villeneuve-Jacquelot vers 1930.
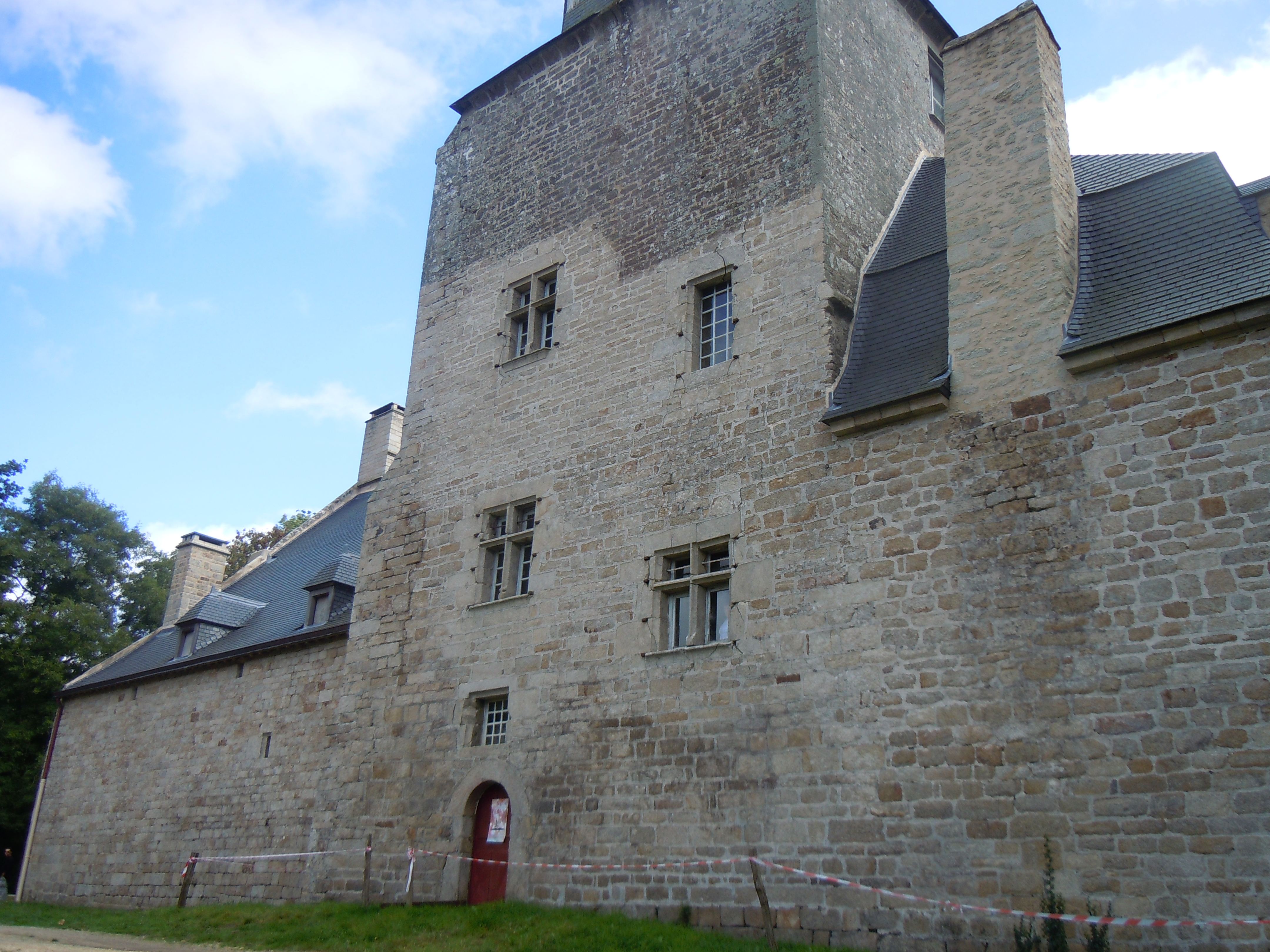
Façade arrière du château et sa grosse tour carrée.
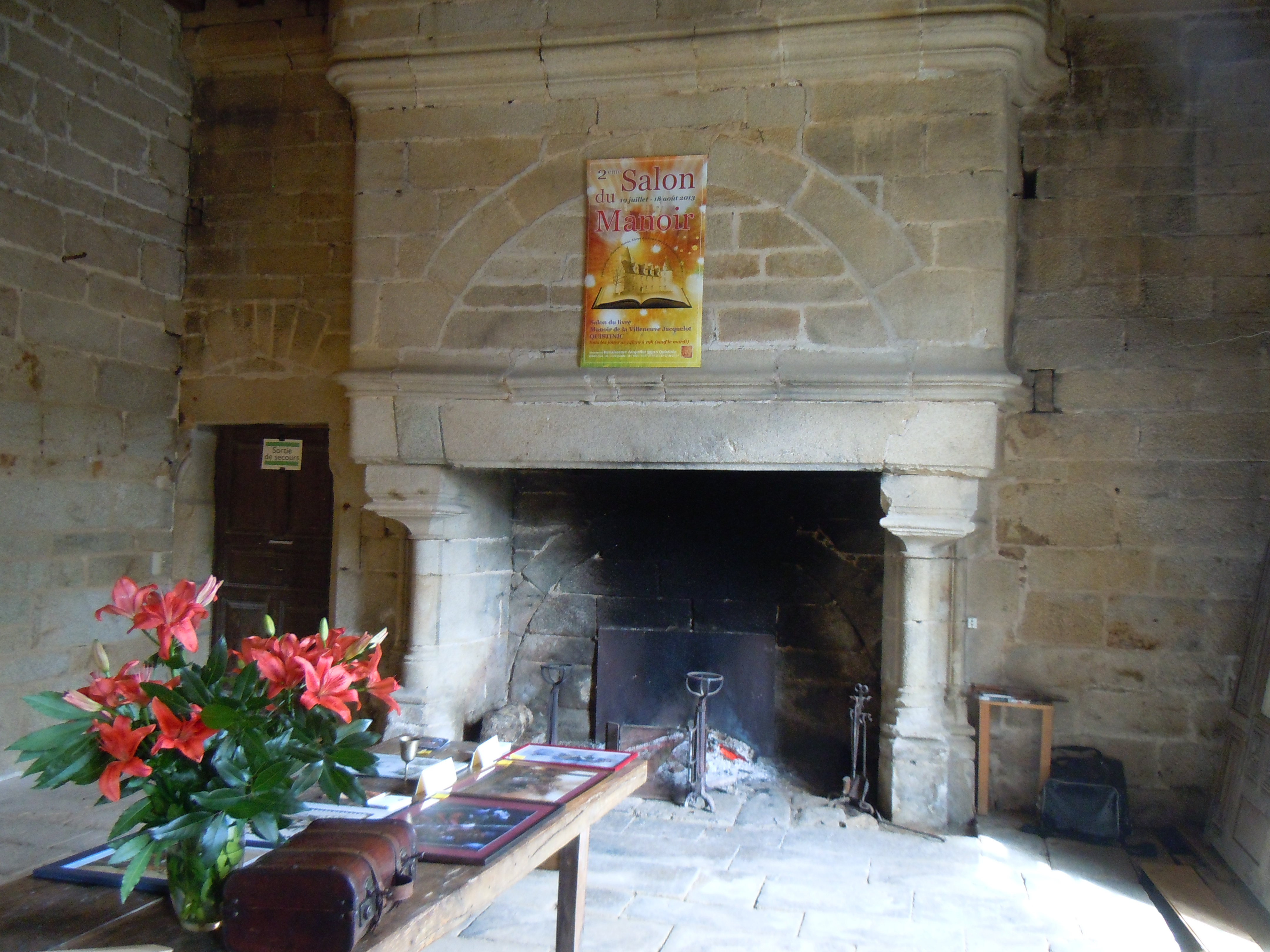
Cheminée monumentale.
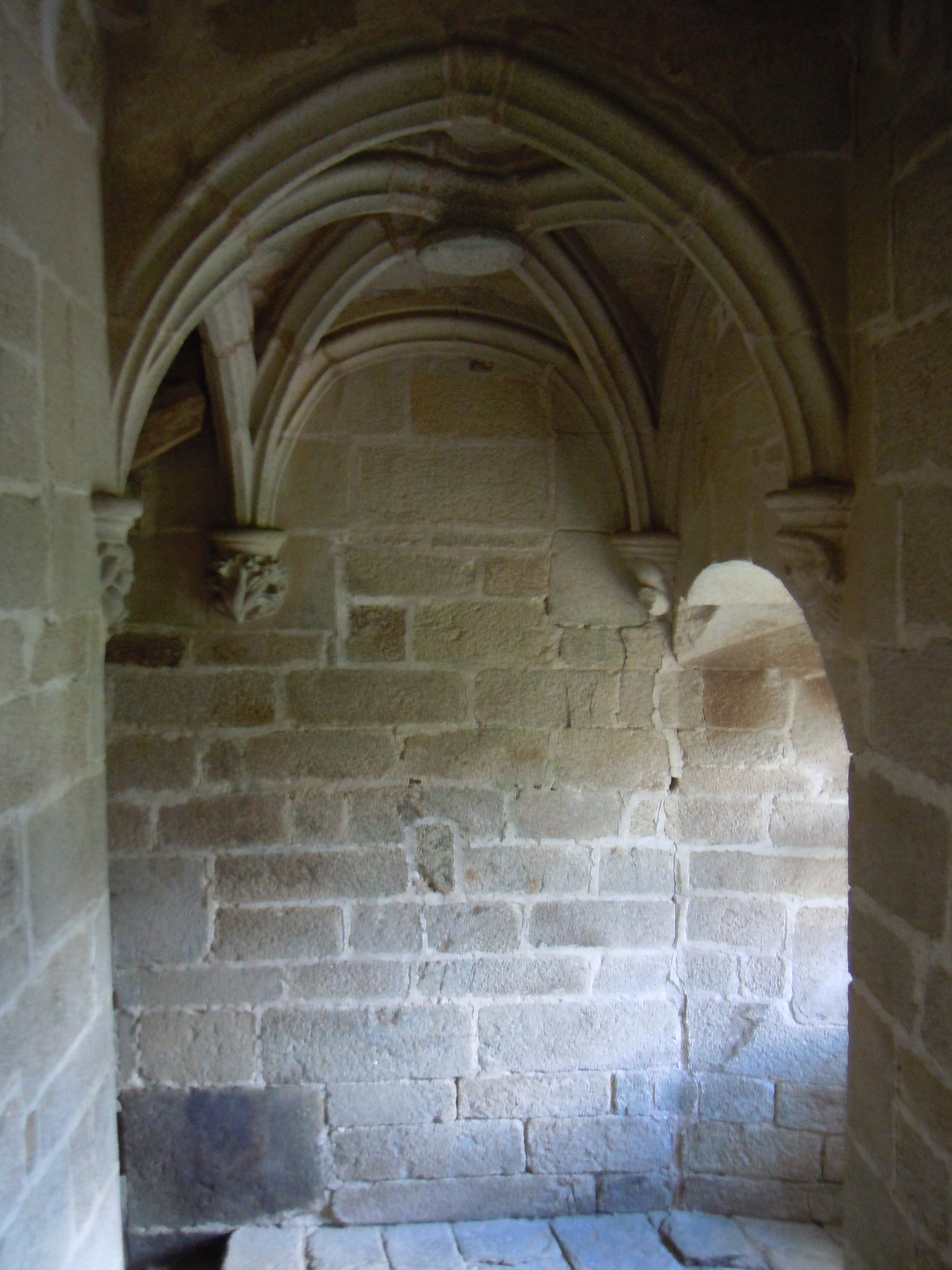
Voûte des escaliers du château.

### Autres chapelles
Outre les deux chapelles protégées au titre des monuments historiques, la commune compte six autres chapelles :
- la chapelle du Temple, XVIe siècle, calvaire XVIIe siècle

La chapelle garde le souvenir d'un établissement des moines Hospitaliers qui était situé sur les bords du Blavet. Le traité du duc de Bretagne Conan IV, le mentionne en 1160, sous le nom de l' « aumônerie Blaguelt » c’est-à-dire l' « aumônerie du Blavet ».
Les malades y étaient soignés et on accueillait les pèlerins en chemin pour Saint-Jacques-de-Compostelle. La chapelle était dédiée à saint Jean-Baptiste, saint patron des Hospitaliers, la croix de Malte, leur insigne, se voit encore sur le pignon Est de la chapelle.
La chapelle actuelle a subsisté sur les ruines de l'ancienne aumônerie.
L'abbé J. Danigo décrit ainsi la chapelle : « c'est un édifice simple de forme rectangulaire et de peu d'élévation bâti en granit. Il présente certains caractères assez archaïques : un clocher mur amorti en bâtière et dans le mur sud une meurtrière cintrée ».
Le calvaire devant la chapelle date de 1864.
Le pardon a lieu le troisième dimanche d'octobre ;
- la chapelle de Saint-Gwénolé, XVIe siècle

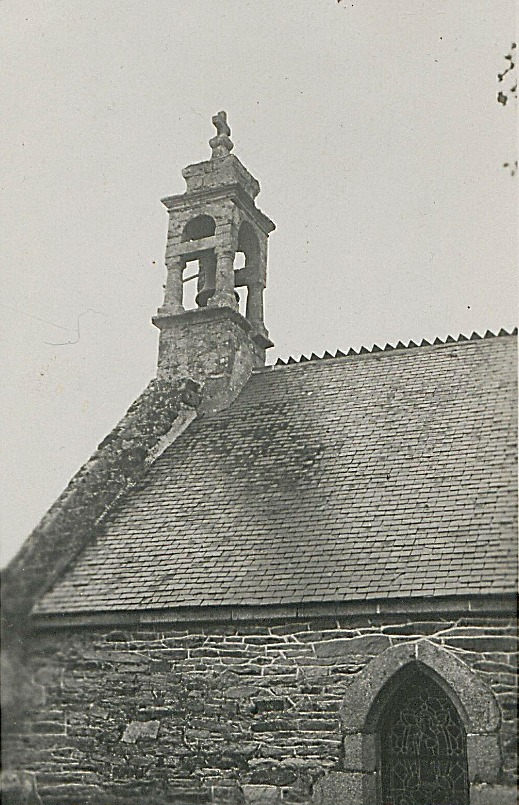
Le clocheton de la chapelle de Locunolé (Loc-Gwénolé) vers 1930.

Locunolé en breton Lok - Gwénolé c’est-à-dire lieu de Gwénolé. Cette forme d'appellation atteste que ce saint est vénéré en ce lieu depuis le Moyen Âge. Saint Gwénolé, né à Ploufragan (dans l'actuel département des Côtes-d'Armor) en 418 fut l'un des pionniers de la première évangélisation de la Bretagne au Ve siècle et le fondateur de l'abbaye de Landévennec dans le Finistère où il mourut en 485.
En 1985, la statue du saint de cette chapelle fut portée en procession à Landévennec accompagnée par cinquante Quistinicois.
La chapelle actuelle date de 1696, elle a été restaurée en 1929 par le recteur Charles, et depuis 1999 à nos jours par les soins du Comité de quartier.
Elle abrite : la statue de saint Gwénolé, en moine en robe noire coiffé d'une mitre, du XVIIe siècle, de saint Cornély protecteur des bovins, de saint Antoine de Padoue, une statuette de sainte Geneviève du XVe siècle, une petite pierre d'autel en ardoise de 1586 et un beau reliquaire du XVIIIe siècle. Deux beaux vitraux ont été placés en 1929 : un de saint Cornély (don de Marianne Olivier du bourg de Quistinic) et un de saint Antoine l'Ermite protecteur des porcelets (don de Jean M. Charles recteur de Quistinic en 1929).
Le chœur, où se trouve un beau retable du XVIIIe siècle au-dessus de l'autel, est séparé du pavage en granit de la nef par une belle table de communion à balustres.
Les gros travaux de restauration sont terminés depuis 2005, mais le travail n'est pour autant pas fini, un travail plus minutieux commence.
- Chapelle Sainte-Barbe, fin du XVIe siècle

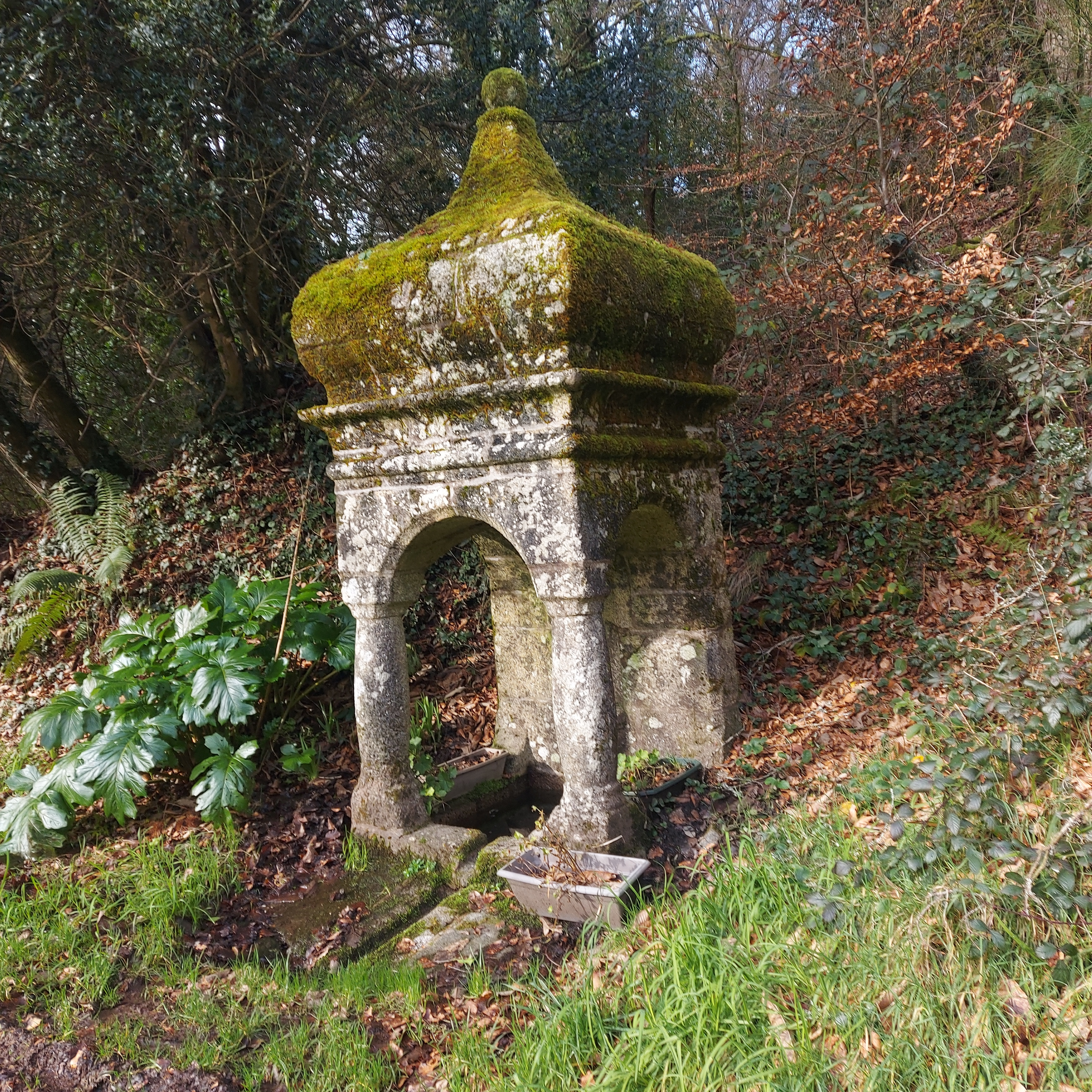
La fontaine Sainte-Barbe.

Cette chapelle dédiée à sainte Barbe a été construite fin du XVe siècle début du XVIe siècle, dans un beau site sur un tertre hérissé d'aiguilles de schiste qui domine la vallée du Blavet.
La tradition rapporte qu'au IVe siècle un riche païen, Dioscore, enferma dans une tour sa fille, la belle Barbara (Barbe), qui venait de se convertir secrètement au christianisme. Voulant honorer la sainte Trinité, elle fit percer dans sa chambre une troisième fenêtre. Son père furieux la dénonça au tyran.
Après plusieurs supplices, elle fut décapitée par son père, que la foudre vint aussitôt frapper, carbonisant son corps. La sainte est invoquée contre la foudre et l'incendie. Elle est la Sainte Patronne des pompiers et des artificiers et on l'invoque aussi pour ne pas mourir sans les derniers Sacrements.
Cette chapelle a connu plusieurs restaurations. 1684 est inscrit au mur ouest sur un blason qui n'a pas été martelé et qui est parfaitement lisible. En 1932, le lambris intérieur, illustré de belles peintures des scènes de la vie de Sainte Barbe, ne put être conservé. Seule subsiste la charpente ancienne ornementée de chapiteaux.
L'autel en bois fut remplacé par l'autel actuel, les deux statues de sainte Barbe et de Notre-Dame du Carmel l'encadrent. La balustrade de communion céda la place à une grille de fer forgé.
Dans les années 1980, le comité de quartier refit la voûte, la couverture et l'habillage des murs ;
- la chapelle Saint-Mathurin, clocher XVIIIe siècle, fontaine XVIIe siècle

Les religieux Trinitaires, appelés « Mathurins » avaient un prieuré à Quistinic, vraisemblablement à Locmaria. Ils ont construit au bourg de Quistinic une chapelle ou un oratoire en l'honneur de saint Mathurin, au XVe siècle ou au XVIe siècle.
La chapelle actuelle qui est au moins la troisième, a été construite en 1891, tandis que le joli clocher sans cloche est lui, de 1784.
Dans la chapelle qui est de style néoroman, la voûte est particulièrement remarquable, l'autel est en pierre blanche dans laquelle sont enchâssées des plaques de marbre, enrichies de dessins de filets d'or d'un très bel effet.
Mais ce qui attire le plus l'attention est le buste de saint Mathurin qui renferme, dans un reliquaire, une parcelle des ossements du saint. Cette précieuse relique a été reçue en mai 1846 : elle avait été fournie par l'archevêque d'Irenopolis avec l'autorisation du pape Grégoire XVI, et le visa de l'évêque de Vannes.
Depuis 1926 la paroisse de Quistinic est en possession d'une autre relique du saint, qui lui a été donnée par la paroisse de Moncontour, qui reconnaissait ainsi avoir été dépassé dans la fidélité au culte à saint Mathurin.
Selon Eugène Thoison, qui a décrit les trois chapelles Saint-Mathurin qui se sont succédé et le pèlerinage, celui de Saint-Mathurin de Quistinic rivalise en importance avec celui de Moncontour ; le pardon se déroule tous les ans, le deuxième dimanche de mai ;

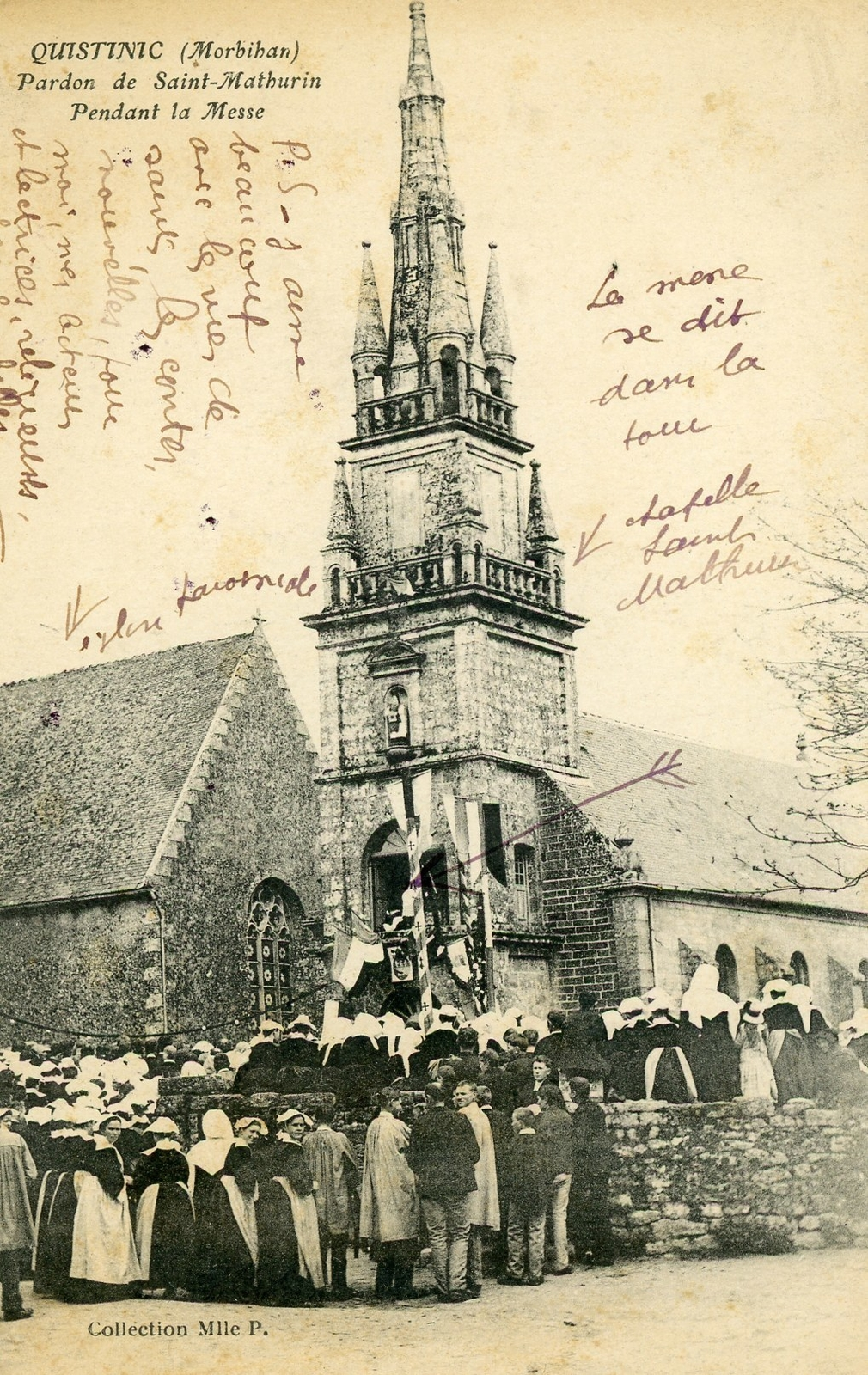
Quistinic ː le pardon de Saint-Mathurin vers 1930.
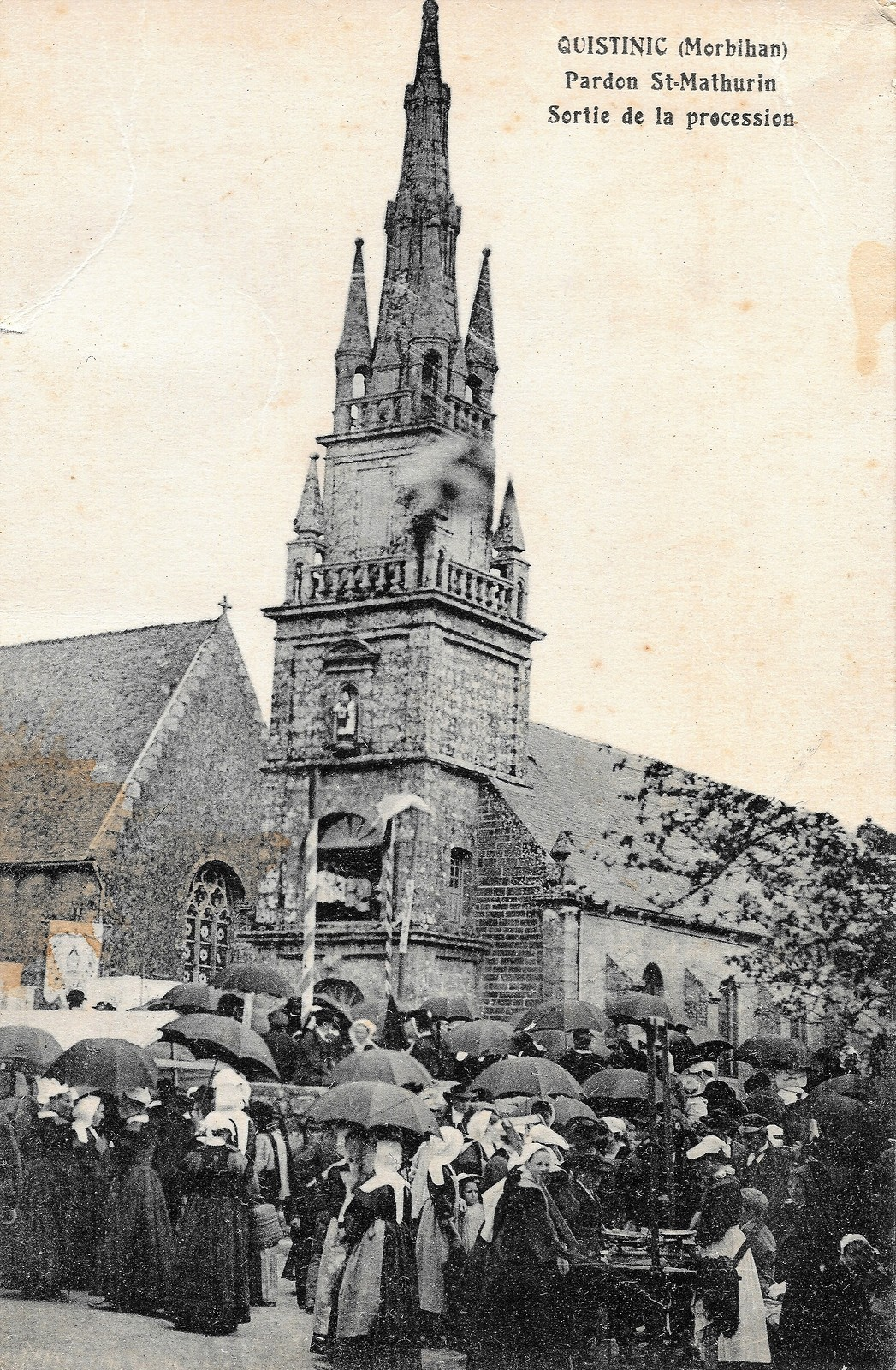
Le pardon de Saint-Mathurin vers 1930 (sortie de la procession).
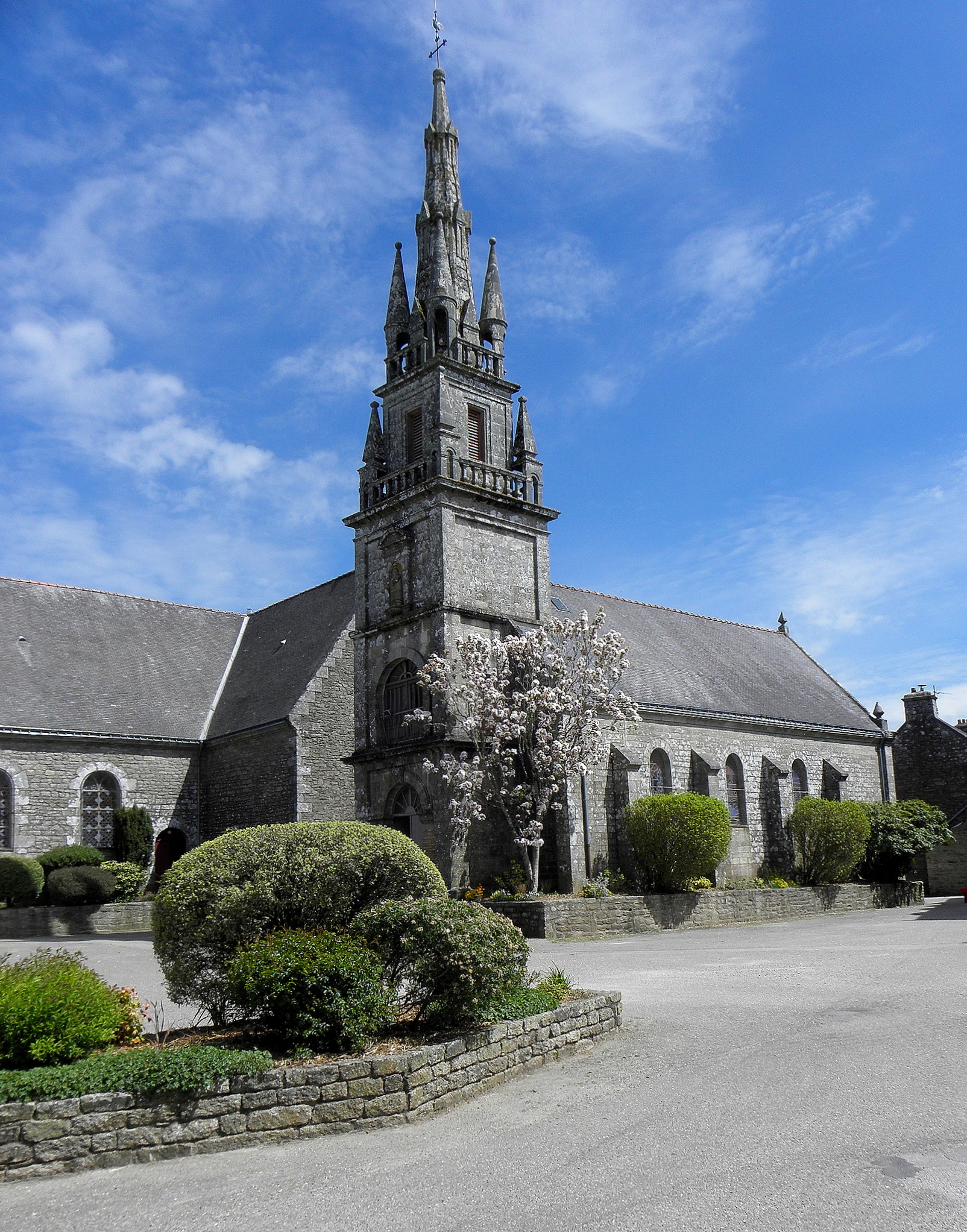
Vue extérieure d'ensemble (flanc sud).
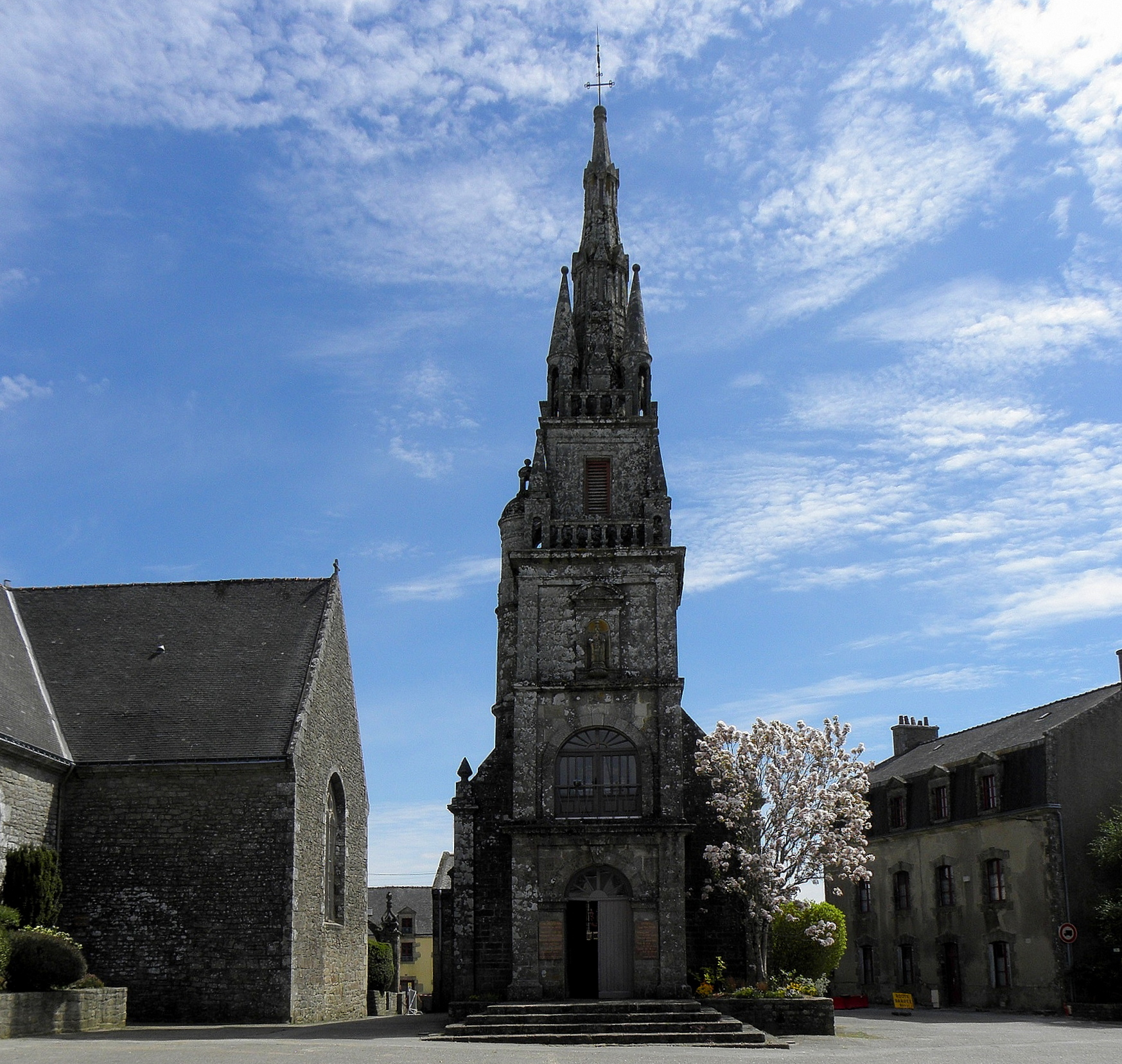
Façade occidentale.
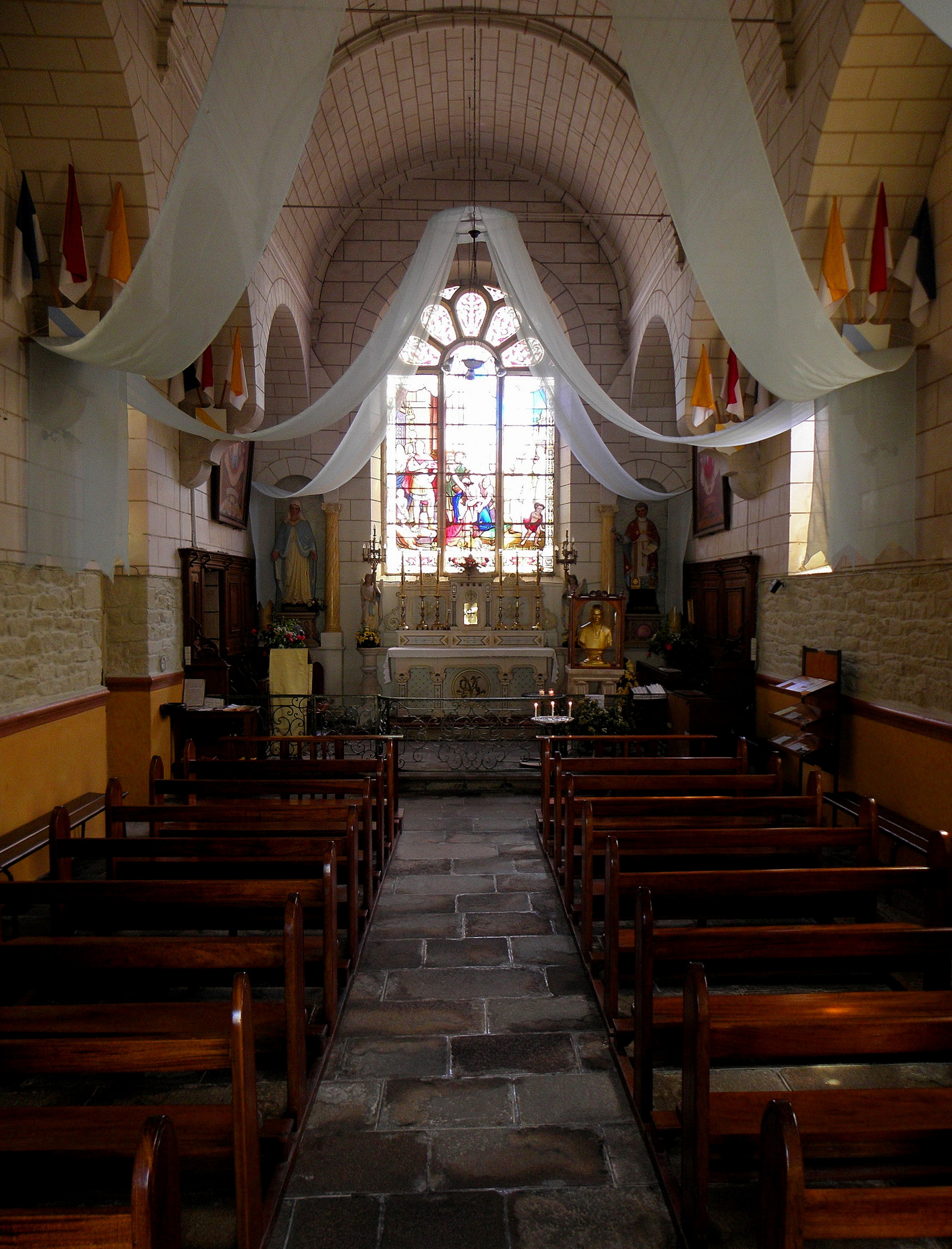
Vue intérieure d'ensemble.
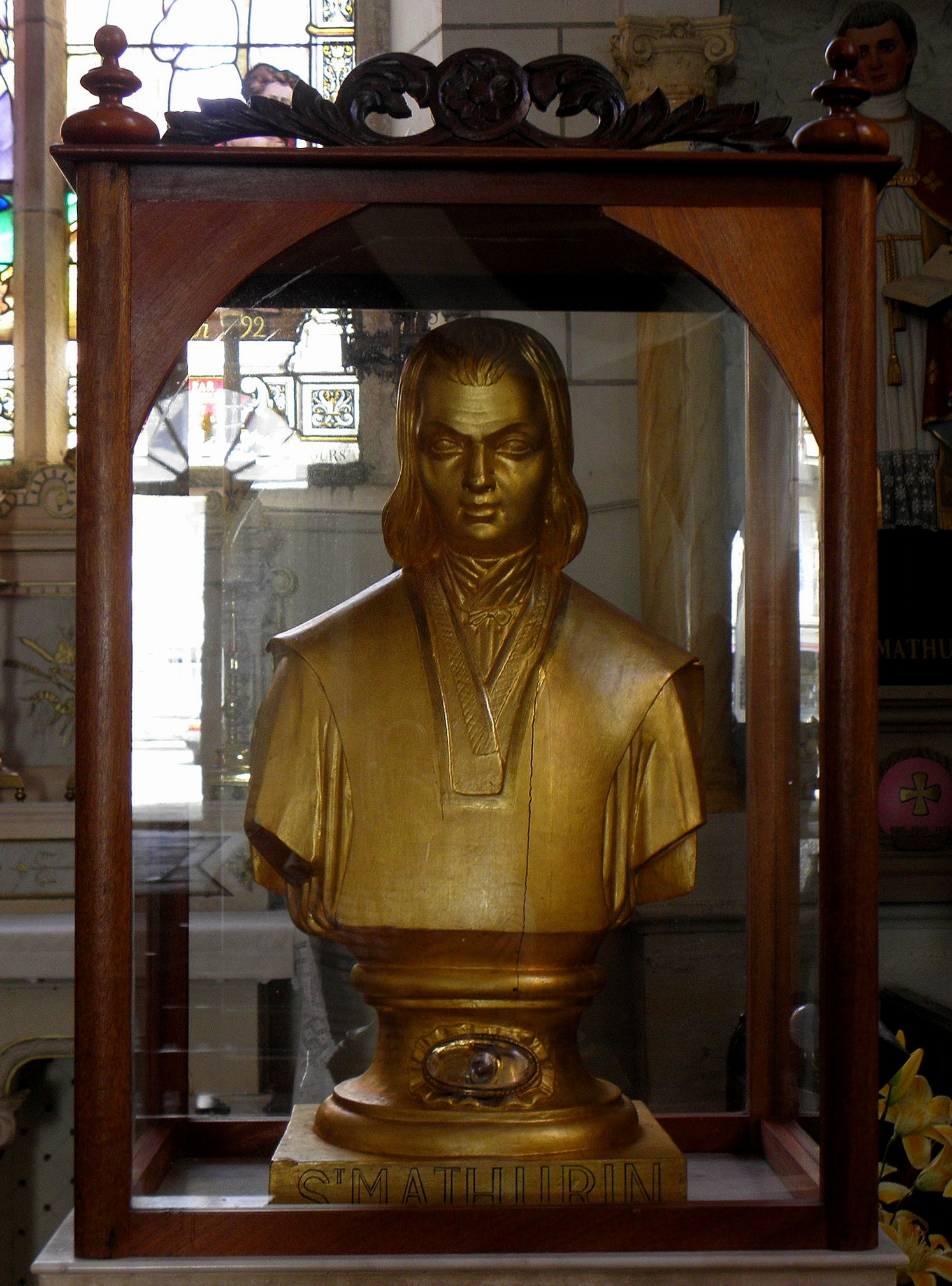
Buste-reliquaire de saint Mathurin.
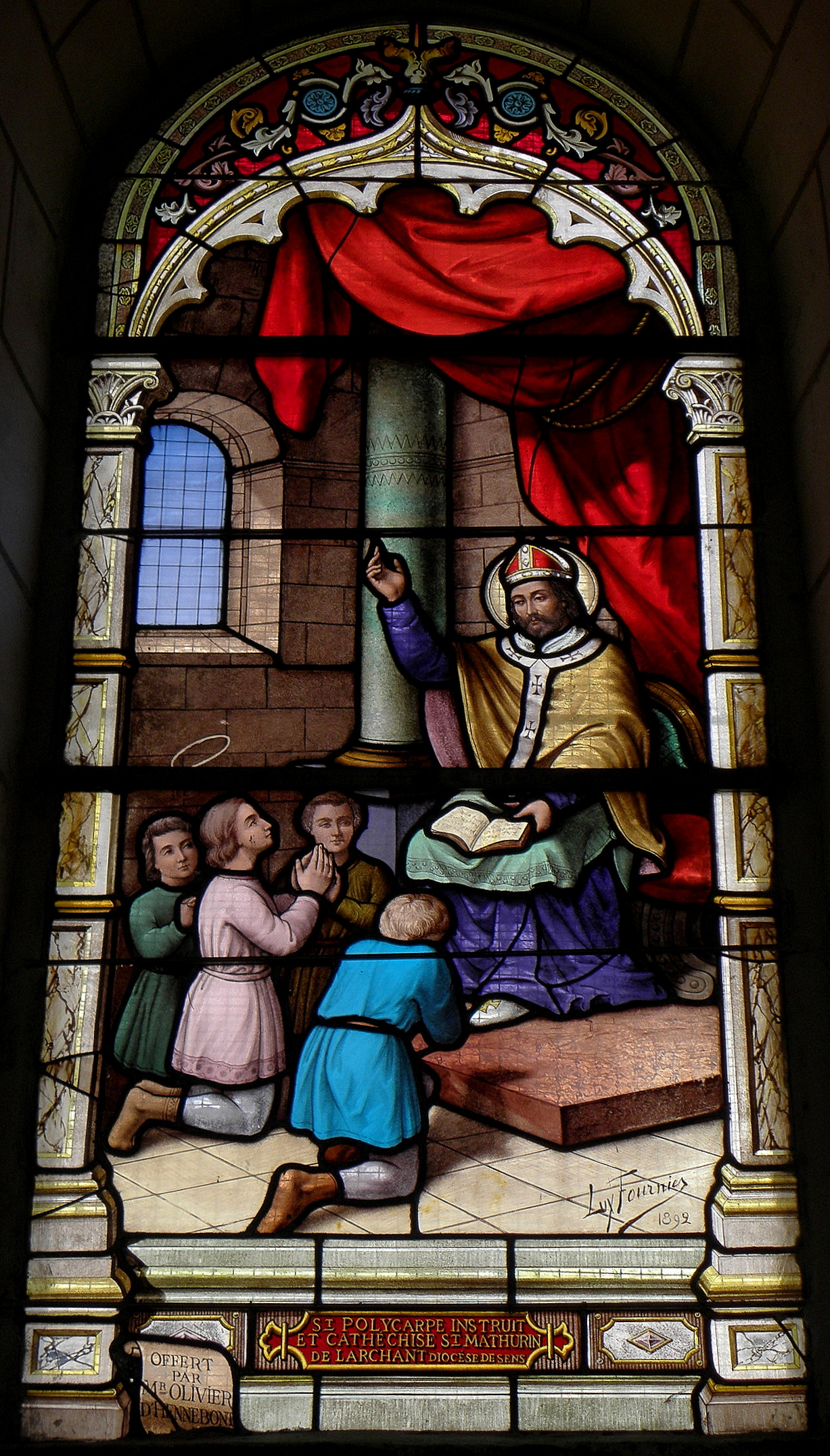
Vitrail : saint Polycarpe[Lequel ?] instruisant et cathéchisant saint Mathurin.

- la chapelle Saint-Tugdual, XVIIe siècle, façade XVe siècle

Saint Tugdual est l'un sept saints fondateurs de la Bretagne armoricaine au VIe siècle.
La chapelle de Saint-Tugdual a connu diverses restaurations au cours des siècles. La face actuelle, côté ouest, est du XVe siècle à part le clocheton plus récent. La porte en arc brisé s'orne de colonnettes où apparaissent encore les bases et les chapiteaux, elle est enveloppée d'un tore profilé en larmes qui repose sur des culots sculptés.
À l'intérieur deux niches, de part et d'autre de l'autel. On y trouve quatre statues rustiques.
La chapelle a été restaurée en 1991 par les soins du comité de quartier ;
- la chapelle Saint-Roch, XVIIIe siècle

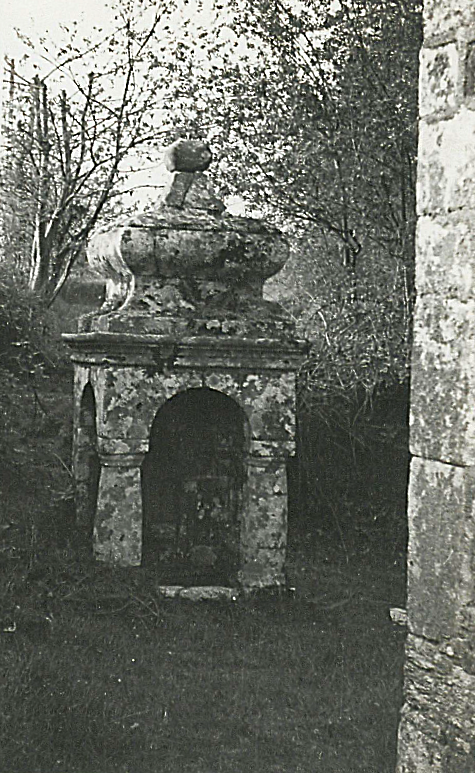
La fontaine Saint-Roch au début du XXe siècle.

La chapelle Saint-Roch, dédié à saint Roch, est un petit édifice rectangulaire en granit. Sa fenêtre, en arc brisé, à l'est et son bénitier du XVe siècle ont été repris dans la construction au XVIIe siècle.
À l'intérieur de part et d'autre de la grande fenêtre, les niches à colonnes contiennent les statues de saint Éloi et de saint Roch. Les fers à cheval suspendus au mur témoignent de la dévotion à saint Éloi, saint protecteur des chevaux.
Lieu de pèlerinage, où chacun vient placer ses chevaux sous la protection de saint Éloi. Le pardon des chevaux fut autrefois si fréquenté que l'on dut édifier une seconde fontaine plus accessible pour que les chevaux puissent être aspergés à pleins seaux et un autel adossé à la colline où les cérémonies se célébraient en plein air.
Pendant la procession, tous les cavaliers chantent de tout cœur et demandent la santé pour eux et leur famille ainsi que pour leurs chevaux. Lors du pardon, le prêtre fait traditionnellement la prière suivante :

« Seigneur, notre Dieu, que ces chevaux que protège saint Éloi, et les bovins que protège saint Cornély, les agneaux que protège saint Jean-Baptiste, les brebis que protège saint Drogon, les chiens de chasse que protège saint Hubert, les porcelets que protège saint Antoine, les coqs que protège saint Gall, et les chats que protège sainte Gertrude reçoivent ta bénédiction ; et que les personnes qui possèdent ces animaux, en tirent profit, les font travailler ou dont ils sont les compagnons... et que toutes les personnes présentes reçoivent ta bénédiction. »

### Village de Poul-Fétan

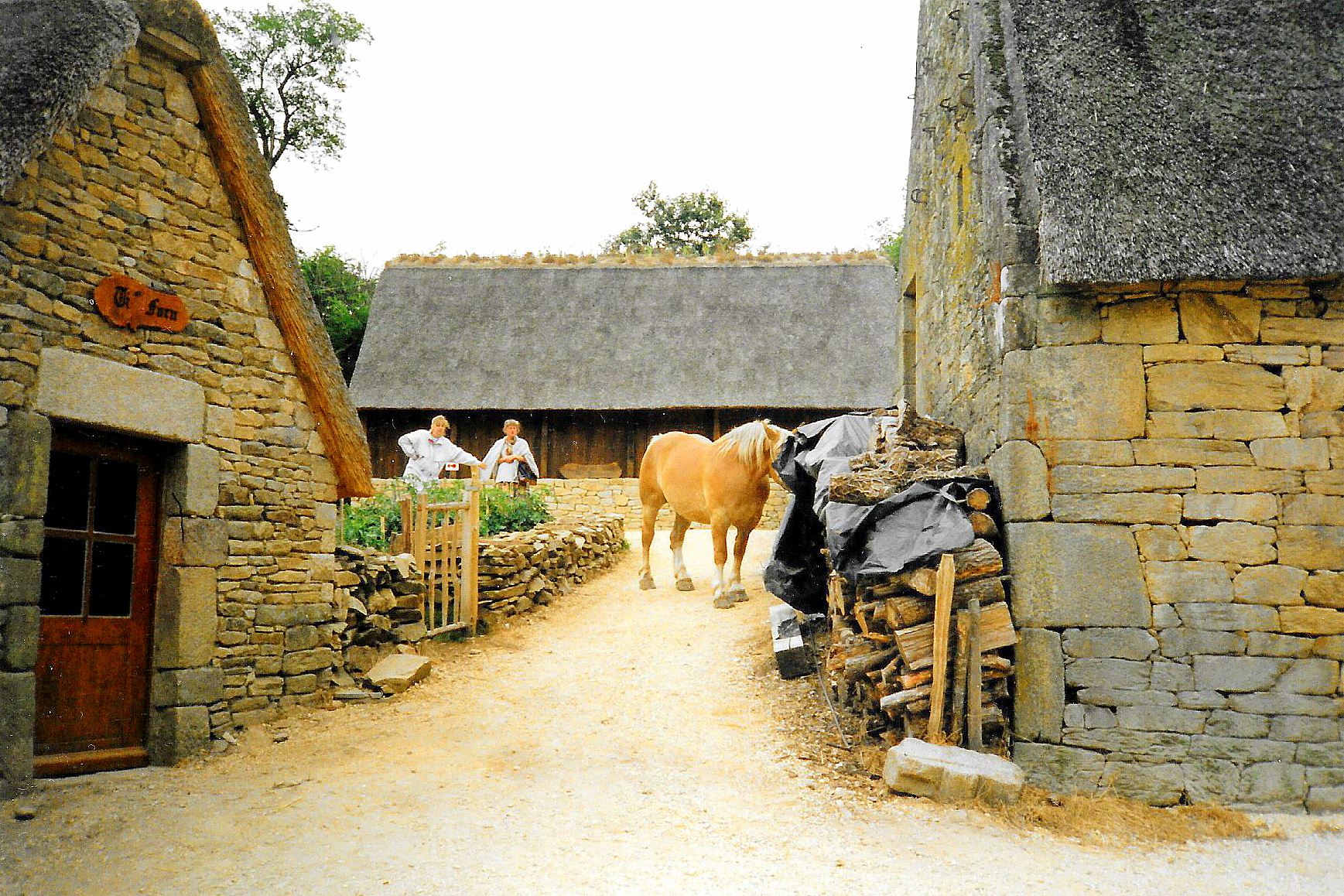
Village de Poul-Fétan.

Poul-Fetan veut dire en français « trou de la fontaine ».
Ce hameau des XVIe siècle - XVIIIe siècle, largement abandonné dans la décennie 1970 (les derniers agriculteurs en activité vivent alors dans la partie la plus moderne du village) et envahi par la végétation, a été acheté en 1976 par la SBAFER (Société bretonne d'aménagement foncier et d'établissement rural) et racheté en 1977, ainsi que 9,5 hectares de terres descendant vers le Blavet, par la commune de Quistinic ; les travaux de restauration s'échelonnent entre 1978 et 1995, le village étant entièrement restauré avec des matériaux traditionnels sous la direction de l'ingénieur du patrimoine Dubost. Les maisons sont couvertes de chaume, on descend à l'ancien lavoir et aux bacs de rouissage du chanvre. On peut accéder à l'intérieur des bâtiments. Les visiteurs peuvent pénétrer dans un intérieur du début du XXe siècle reconstitué, mais aussi voir les artisans au travail montrant leur savoir-faire. Le terroir a aussi été remis en valeur : terres labourables à nouveau cultivées, prés et pâturages entretenus, courtils  réaménages, murets délimitant les parcelles en partie recréés, etc..). Des artisans sont venus s'installer dans le village (potier, aubergiste, boulanger [après restauration d'un four à pain traditionnel] et des chaumières utilisées comme salles d'exposition. En 2003 une délégation de service public confie la gestion de Poul-Fétan à la SAGEMOR. Le site est ouvert d'avril à septembre chaque année.

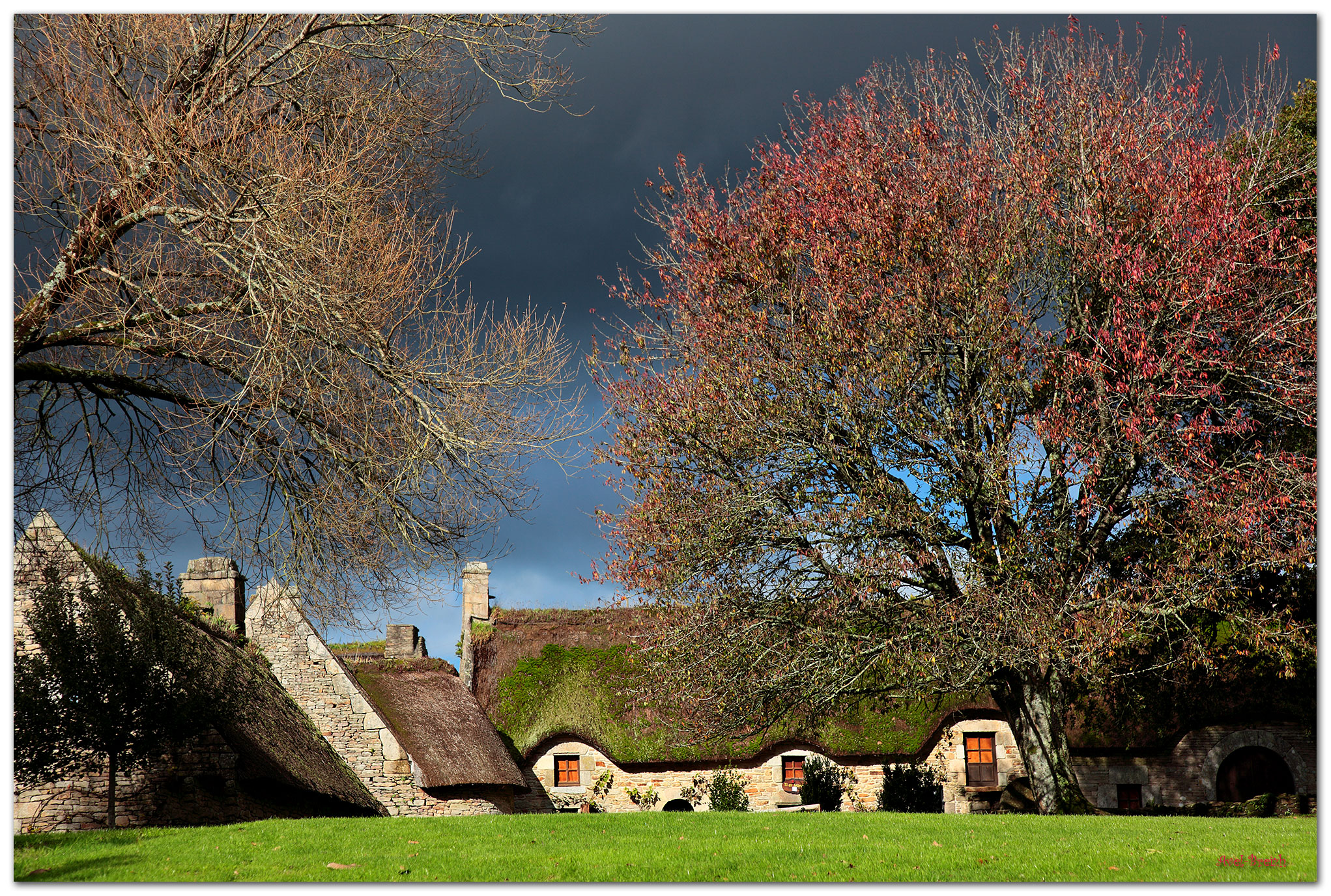
Le village de Poul-Fétan.
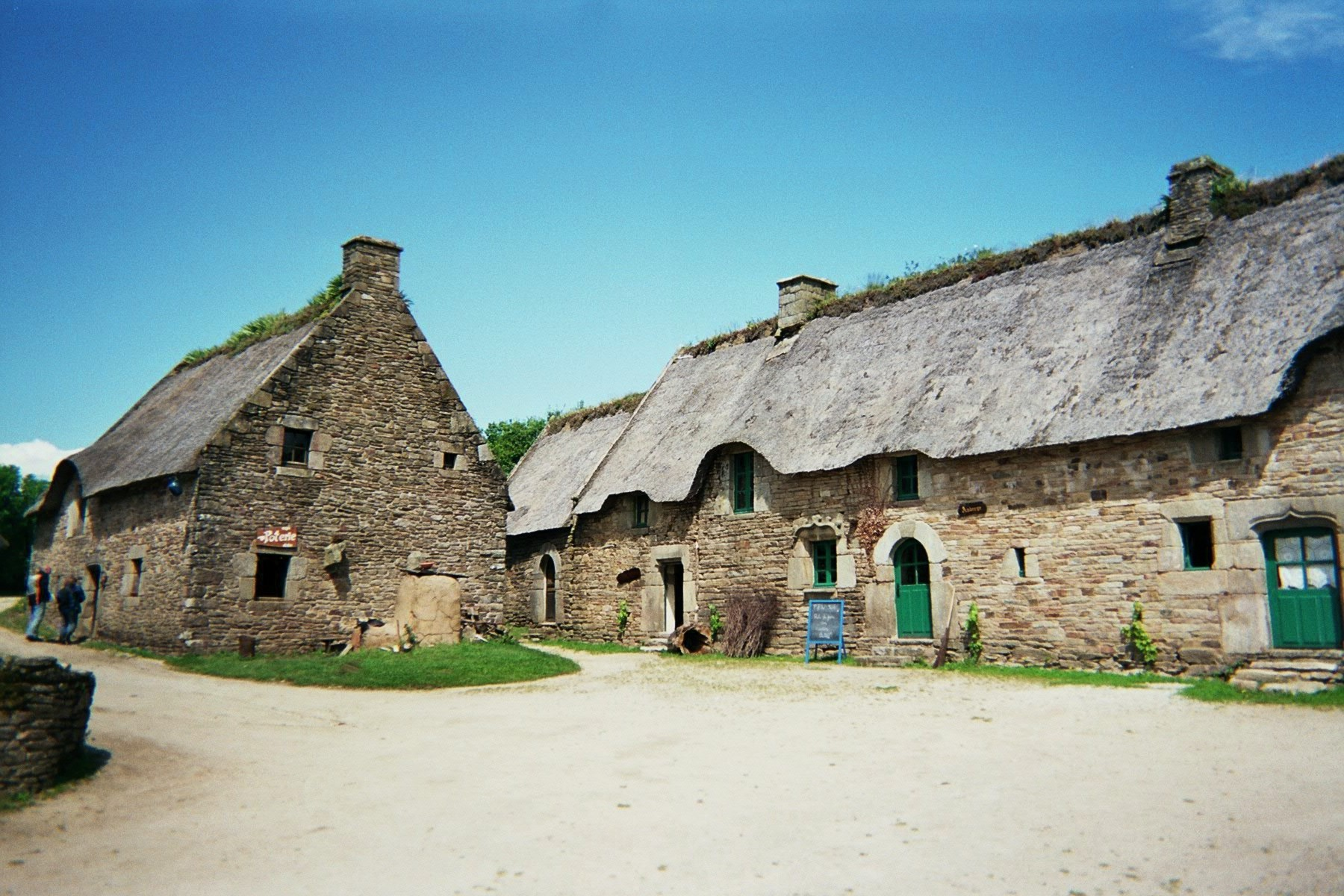
Le village de Poul-Fétan : chaumières.
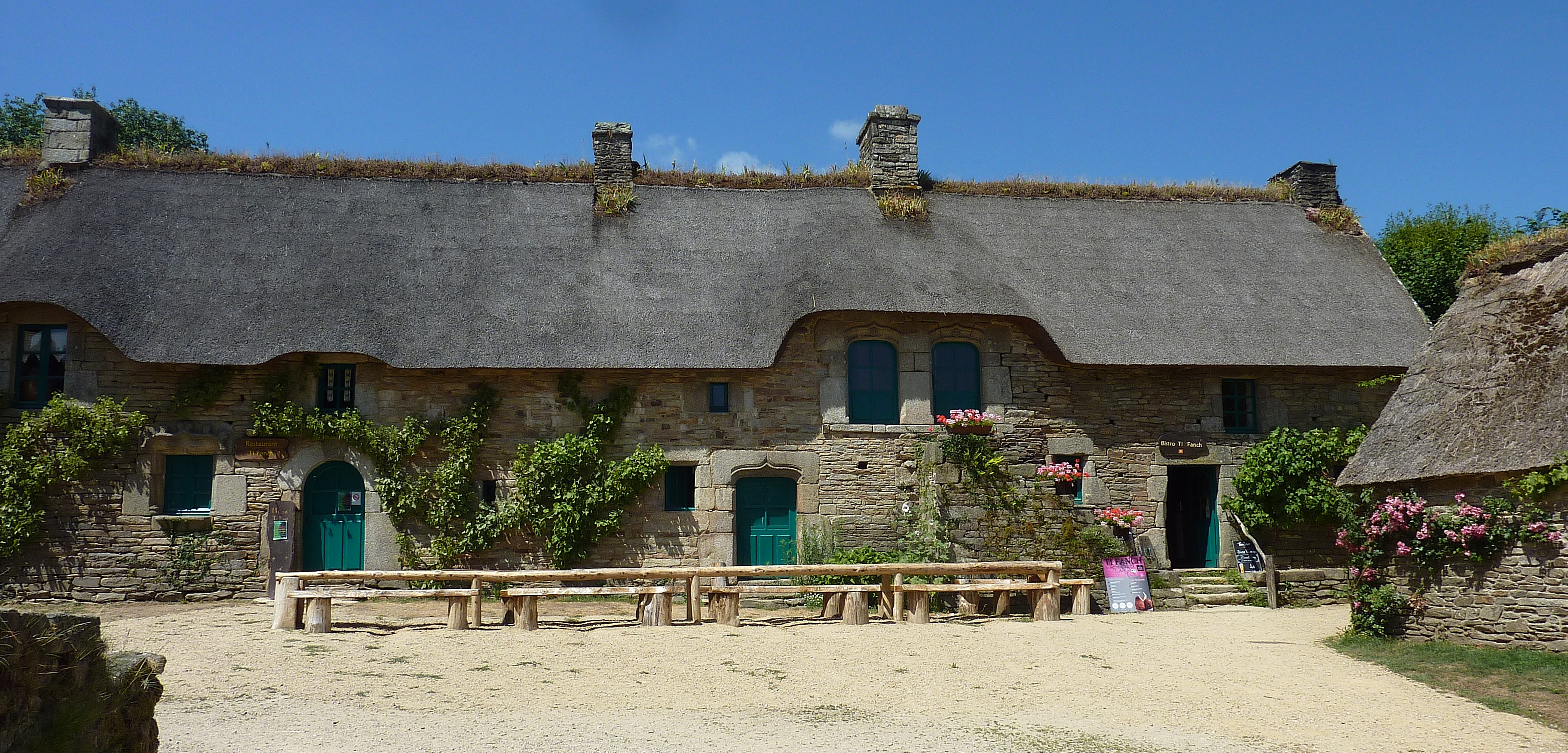
Chaumières dans le village de Poul-Fétan.
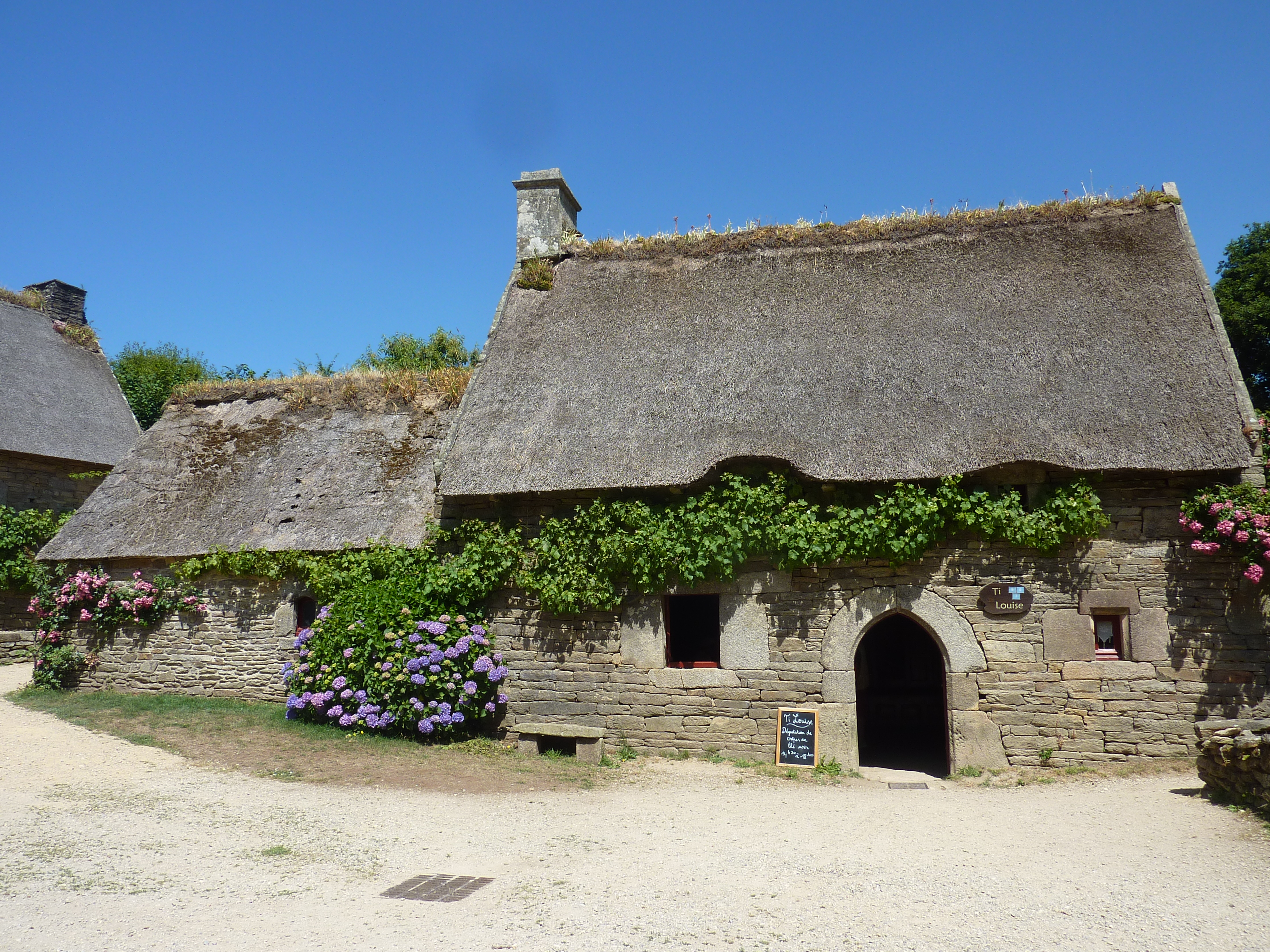
Une chaumière dans le village de Poul-Fétan.
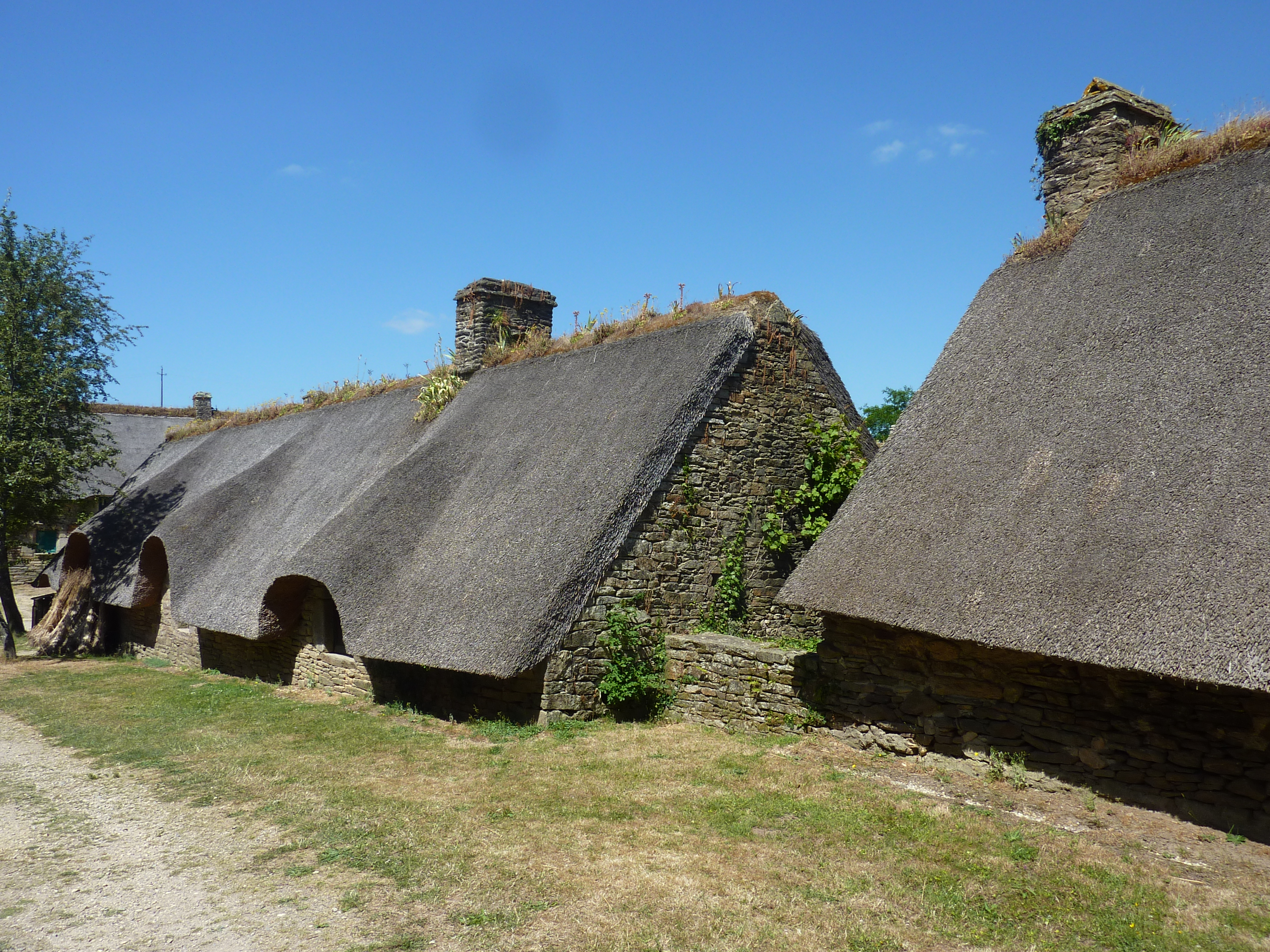
Chaumières de Poul-Fétan vues de l'arrière.
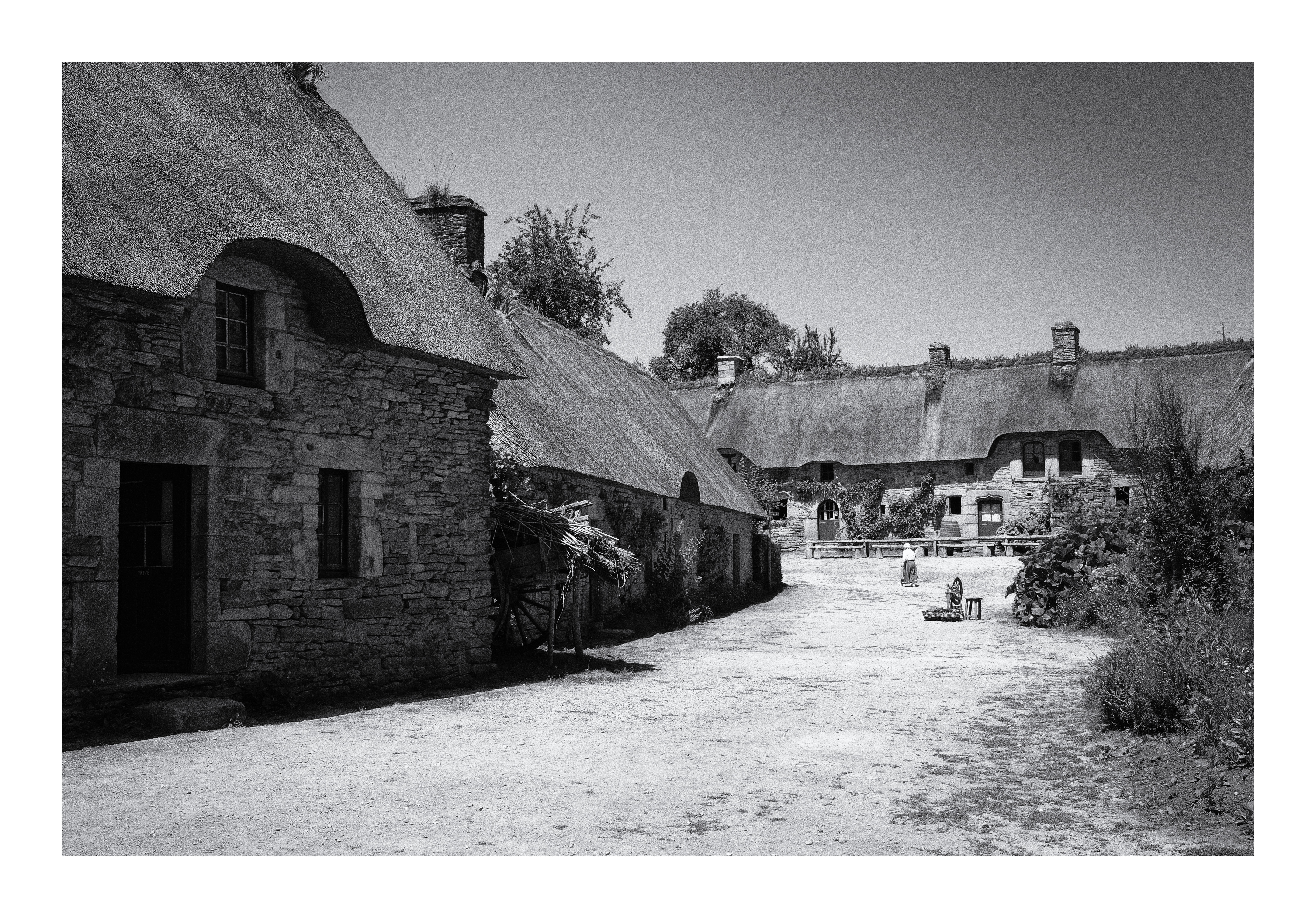
Une rue du village.
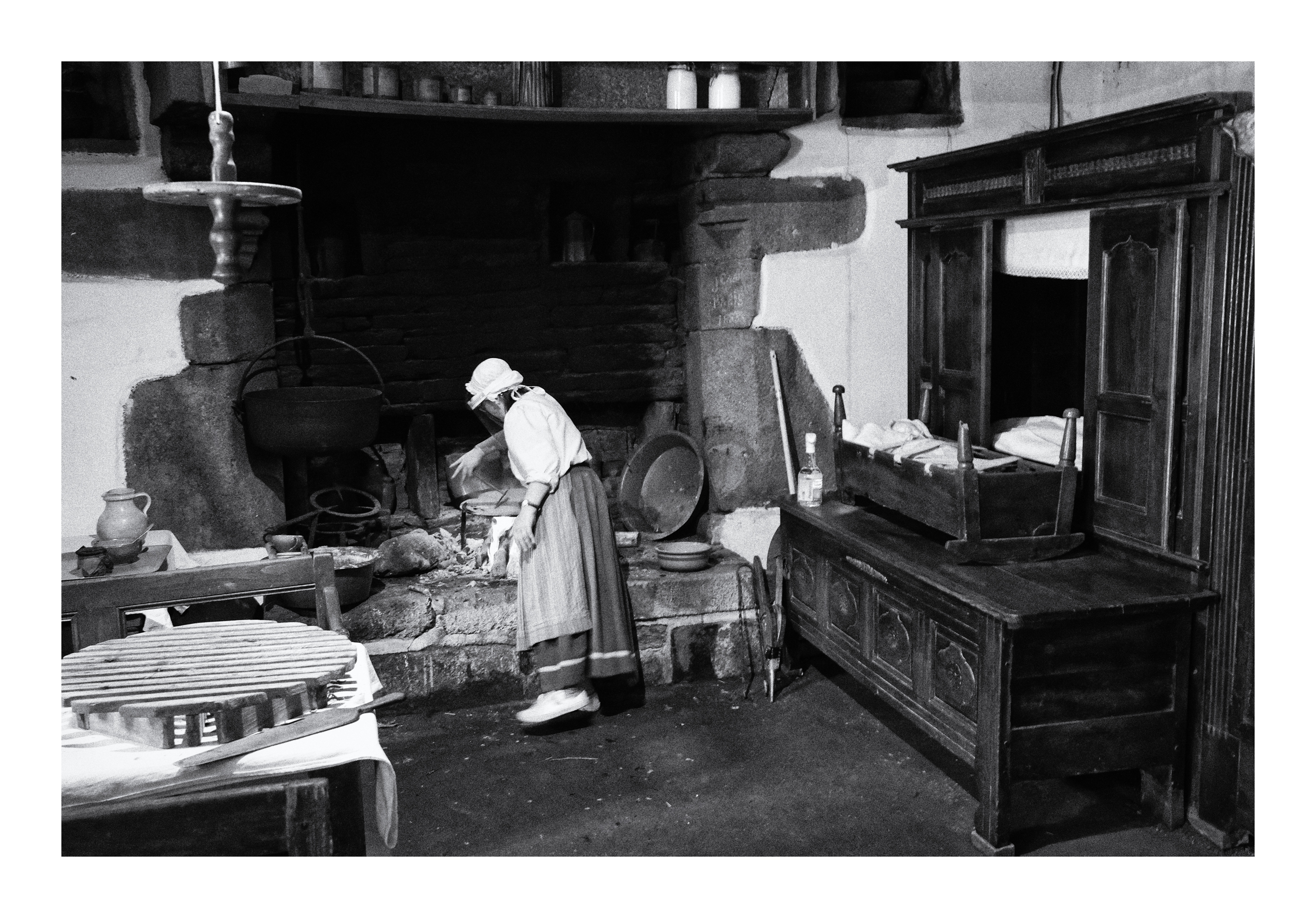
Intérieur d'une maison.
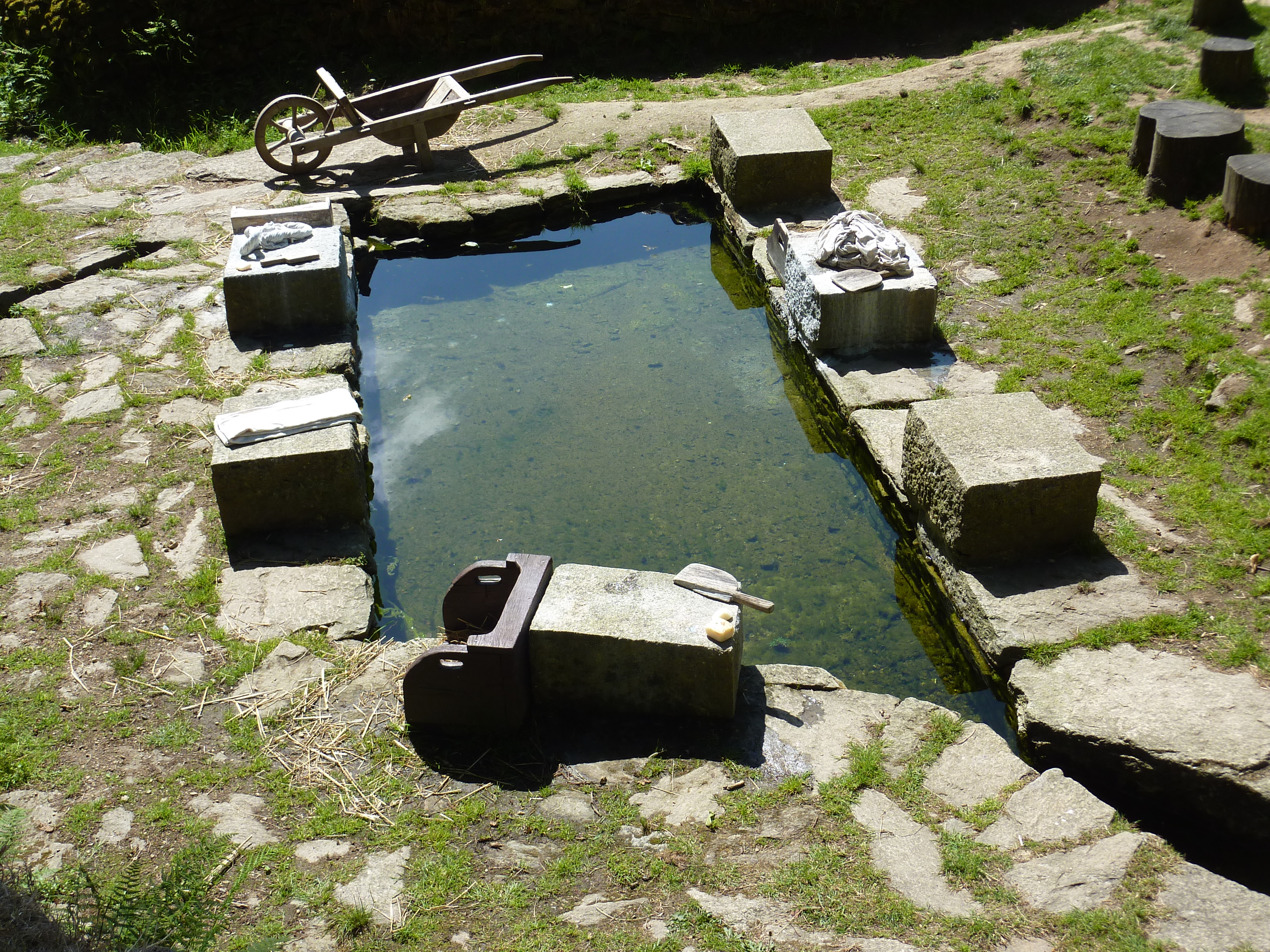
Lavoir à Poul-Fétan.
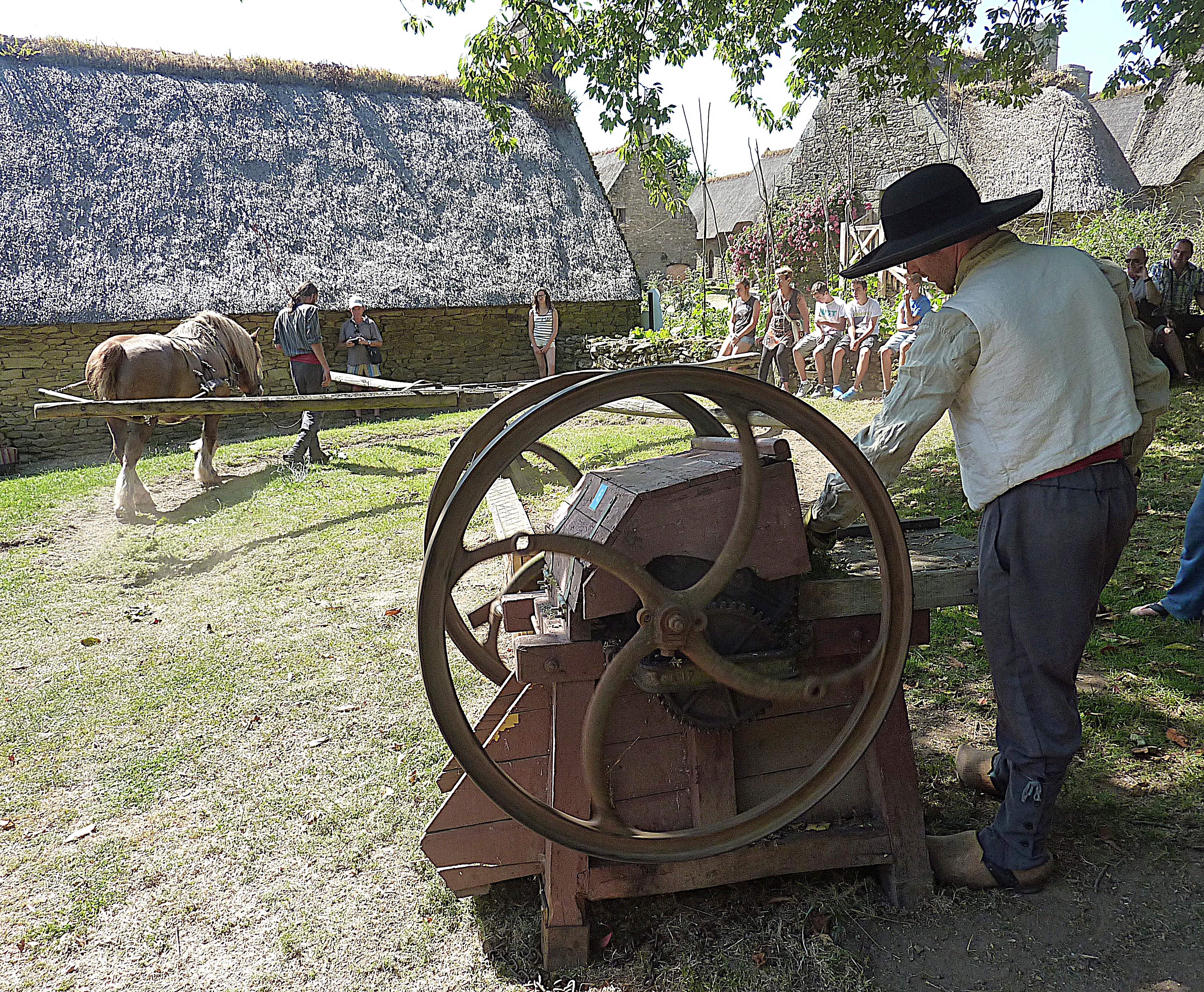
Animations à Poul-Fétan (broyeuse de lande et manège de chevaux).

### Manoirs
- Manoir de Kerrarec, XVe siècle ;
- Manoir de Kerguénal Bras date des XVIIe et XVIIIe siècles, il est inscrit à l'inventaire général du patrimoine culturel[101]
- Manoir de Kermoel Bras date du XVIIe siècle, il est inscrit à l'inventaire général du patrimoine culturel[102] ;;
- Manoir de Lénioten date du XVIIe siècle, il est inscrit à l'inventaire général du patrimoine culturel[103] ;
- Manoir de Mané Habat date du XVIe siècle, il est inscrit à l'inventaire général du patrimoine culturel[104] ;
- Manoir de Pratmeur  date du XVIIe siècle, il est inscrit à l'inventaire général du patrimoine culturel[105] ;

### Calvaires

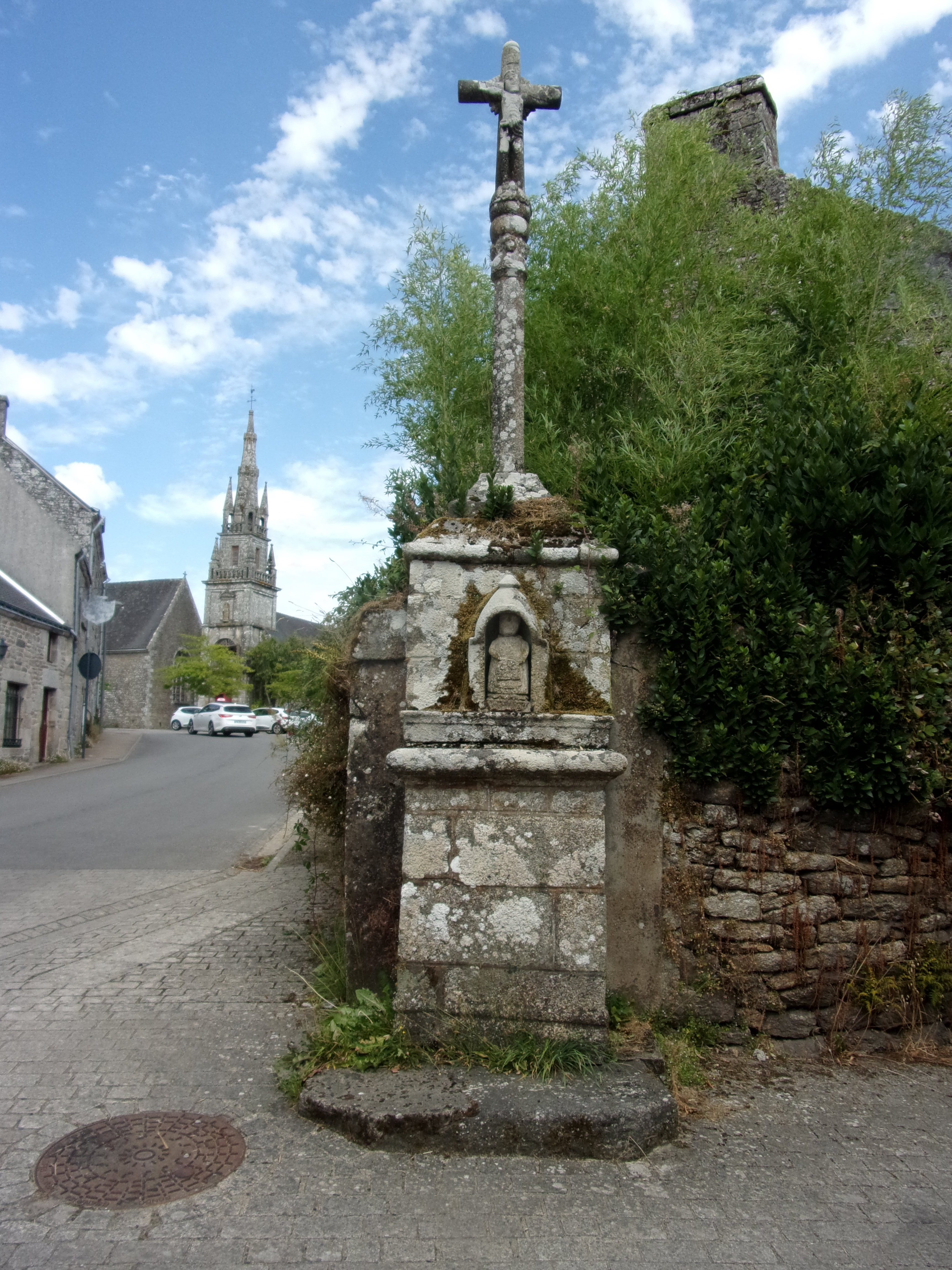
Calvaire situé dans le bourg de Quistinic.

- Calvaire de Botello. Il est situé sur la route de Pont Augan à Loge Picot par la route de l'usine.
- Calvaire de Botquéno. Il est situé au carrefour de la route de Pont Augan à Loge Picot, par la route de L'usine et la route du Temple.
- Calvaire de Coët-Organ, XVIIe siècle. Il est situé à la sortie du village et à l'entrée de la lande de Coet-Organ, il a été restauré en 2003.
- Calvaire de Kerbrouet, 1701. Il se trouve au carrefour de la D 156 (Locmaria - Bieuzy-les-Eaux) et de la route de Saint-Adrien.
- Calvaire de Kroez-er-Voten (ou Croaez Vetenn), XVIIIe siècle. Il est situé au bord de la D 3, sur un tumulus, entre Kerdinam et Keramour, sur le chemin de randonnée bleu « circuit des Chapelles ».
- Calvaire de Locmaria (1), 1704. Il se trouve sur la place en face de la chapelle, sur le chemin de randonnée rouge « circuit de Pont Augan ».
- Calvaire de Locmaria (2). Il se trouve devant l'ancienne école (actuellement la maison Arc En Ciel).
- Calvaire de Locmaria (3). Il se trouve dans les bois au bord de la D 3 entre Loge-Picot et Kerdinam, sur le chemin de randonnée rouge « circuit de Pont Augan ».
- Calvaire de Locunéhen, situé sur la route Quistinic - Keramour. Il est érigé à la mémoire de Jean Olivier, prêtre réfractaire assassiné par des militaires le 29 décembre 1795 (8 nivôse an IV). Il est sur le chemin de randonnée bleu « circuit des Chapelles ».
- Calvaire de Locunolé, il est situé au carrefour de la route d'Hennebont D 159 et de la route de Locunolé. Ce lieu était l'entrée de « Lann San Quion », la lande de Saint-Quion. La grande croix a été érigée vers 1950 pour repérer plus facilement la petite. C'est certainement à cet endroit qu'a été assassiné le 17 germinal an IV (6 avril 1796) par des soldats venant d'Hennebont, Joseph Le Goff 19 ans du village de Rosnen.
- Calvaire de Notéric. Il se trouve au carrefour de la D 156 (Locmaria - Bieuzy les Eaux) et de la route de Notéric.
- Calvaire de Saint-Mathurin, XVIIIe siècle. Il est situé au bourg sur la route d'Hennebont.
- Calvaire de l'Église Saint-Pierre. Il se trouve au bourg sur la place de l'église.
- Calvaire du Temple, 1864. Il se trouve devant l'entrée principale de la chapelle du Temple, sur le chemin de randonnée rouge « circuit de Pont Augan ».
- Calvaire de Ty Croaez. Il est situé au bourg sur la route de Baud D 156.

### Autres monuments et sites

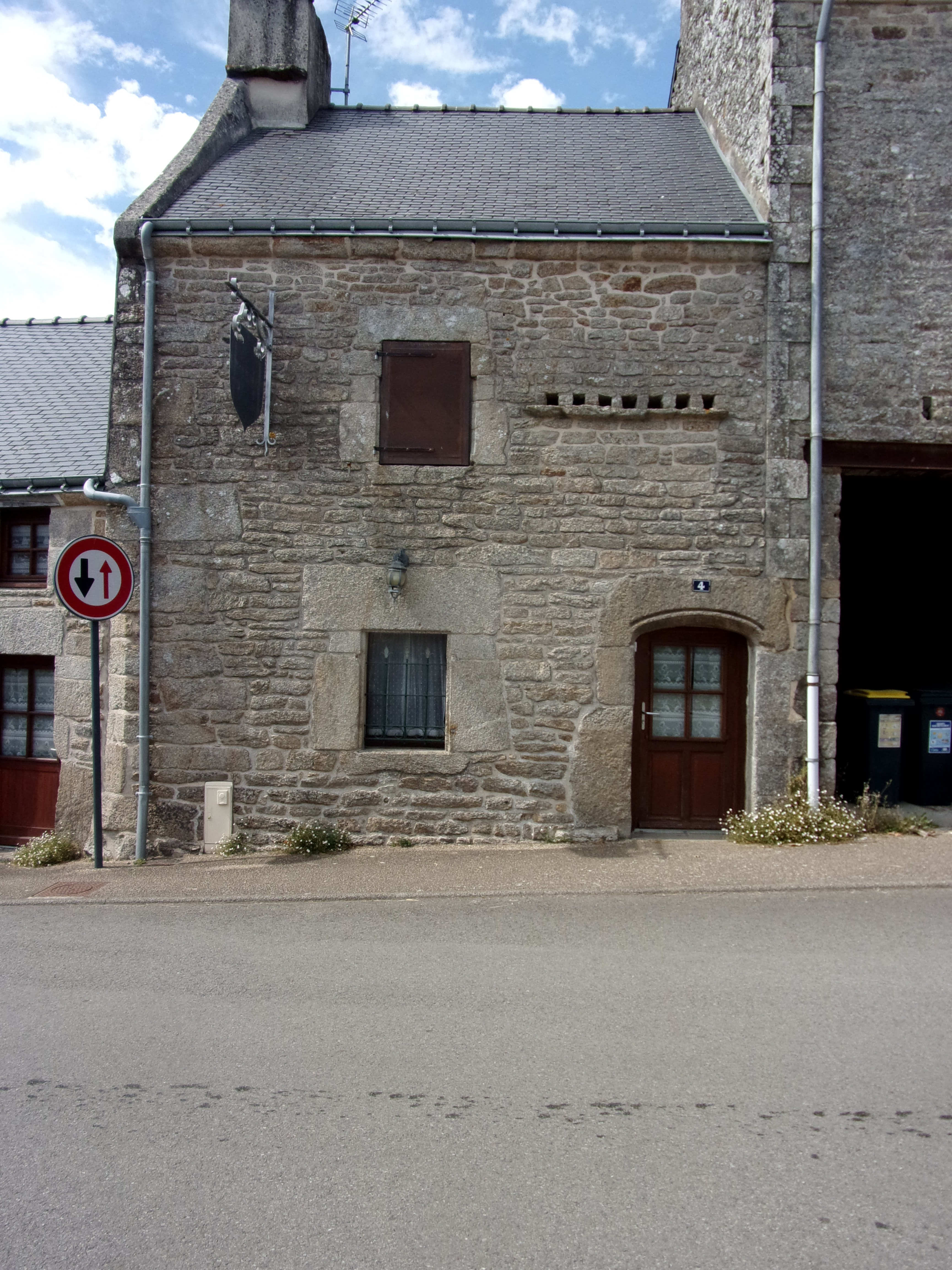
Maison ancienne du bourg ayant conservé ses boulins en façade.

- De nombreuses maisons et fermes présentent un intérêt patrimonial[106], par exemple à Botquenno[107], au Roduic   [108], à Talléné[109], au Goslen[110], etc..
- Fontaine Saint-Mathurin, XVIIIe siècle.
- Fontaine Saint-Cornély, 1829.
- Lavoir Saint-Pierre, XVIIe siècle.
- Four à pain de Locmaria, XVIIIe siècle.
- Four à pain de Keriquello.
- Moulin de Talnay.
- Ty Anna.
- Deux statues de la Vierge : une sur la route d'Hennebont, au carrefour de la route de Saint-Yves et de la D 159, et l'autre sur la départementale D 3 entre Loge-Picot et Pont-Augan.
- Monument aux Morts (place du Bourg)

Ce monument a été érigé à la mémoire des soldats et des civils morts pour la France pendant les guerres de 1914-1918, de 1939-1945 et d'Indochine. Il a été déplacé dans les années 1970 : à l'origine il se trouvait dans l'ancien cimetière qui entourait l'église et la chapelle Saint-Mathurin. Quand la place actuelle a été créée, le monument a été déplacé d'environ 50 mètres.
- Monument aux morts (Kerdinam)

Ce monument a été érigé à la mémoire des martyrs civils de la guerre de 1939-1945 morts à Quistinic en 1944,,.
- Les rives du Blavet : chemin de halage (sur la rive n'appartenant pas à la commune de Quistinic), petite plage aménagée près de l'écluse de Minazen (baignade interdite), base nautique (côté commune de Baud).

## Jumelages
Loughshinny (en) (Irlande)